# 桃園市
桃園市，通稱桃園，簡稱「桃」，是臺灣六都之一，位於臺灣西北部，西面臺灣海峽，東臨宜蘭縣，北接新北市，南與新竹為界。面積約1,220平方公里，設籍人口約230萬人，位居臺灣各縣市第5位。全市劃為13區（含1個山地原住民區），其中市政府所在地為桃園區。
桃園市的市名源自桃園區，其與中壢區並列為桃園都市核心，以桃園區為核心的地區稱為北桃園、以中壢區為核心的地區則稱為南桃園。由於毗鄰臺北都會區，多項重大公共建設與商業投資的挹注，加上境內擁有臺灣規模最大的機場桃園國際機場，促使桃園市發展迅速，吸引大量外縣市人口的移入，形成雙核心發展的桃園中壢都會區。但隨著行政院主計處將在2010年將此定義廢除後，目前部分學術文獻也將其視為臺北都會區的一部分。部分商業投資當中，桃園市也被認為是臺北都會區的組成之一。
在人口結構上，桃園市有閩、客、外省與原住民族等族群，形成多元族群融合之貌。此外，由於桃園市的工業發達，也使其成為全臺引入來自東南亞外籍勞工人數最多的縣市，以及越南裔新住民人數最多的縣市。依據桃園市國土計畫草案，未來桃園市的空間布局將改變為桃園、中壢、航空城三大主要都心，下分為桃園都會區域、中壢都會區域、桃園航空城都會區域、新鎮生活區域、鄉村發展區域與生態遊憩區域等六大空間發展區域。

## 歷史

### 史前時期
早期文化活動，以約2,700多年前的大園尖山遺址為主要代表，文化類型屬新石器時代的圓山文化。
前期主要是平埔原住民之凱達格蘭族及道卡斯族的居住地，主要有南崁、霄裡、龜崙、與坑仔等四部落，常稱為南崁四社。除了平埔原住民之外，附近也有一些區域屬於泰雅族的活動範圍。

### 荷治至明鄭時期

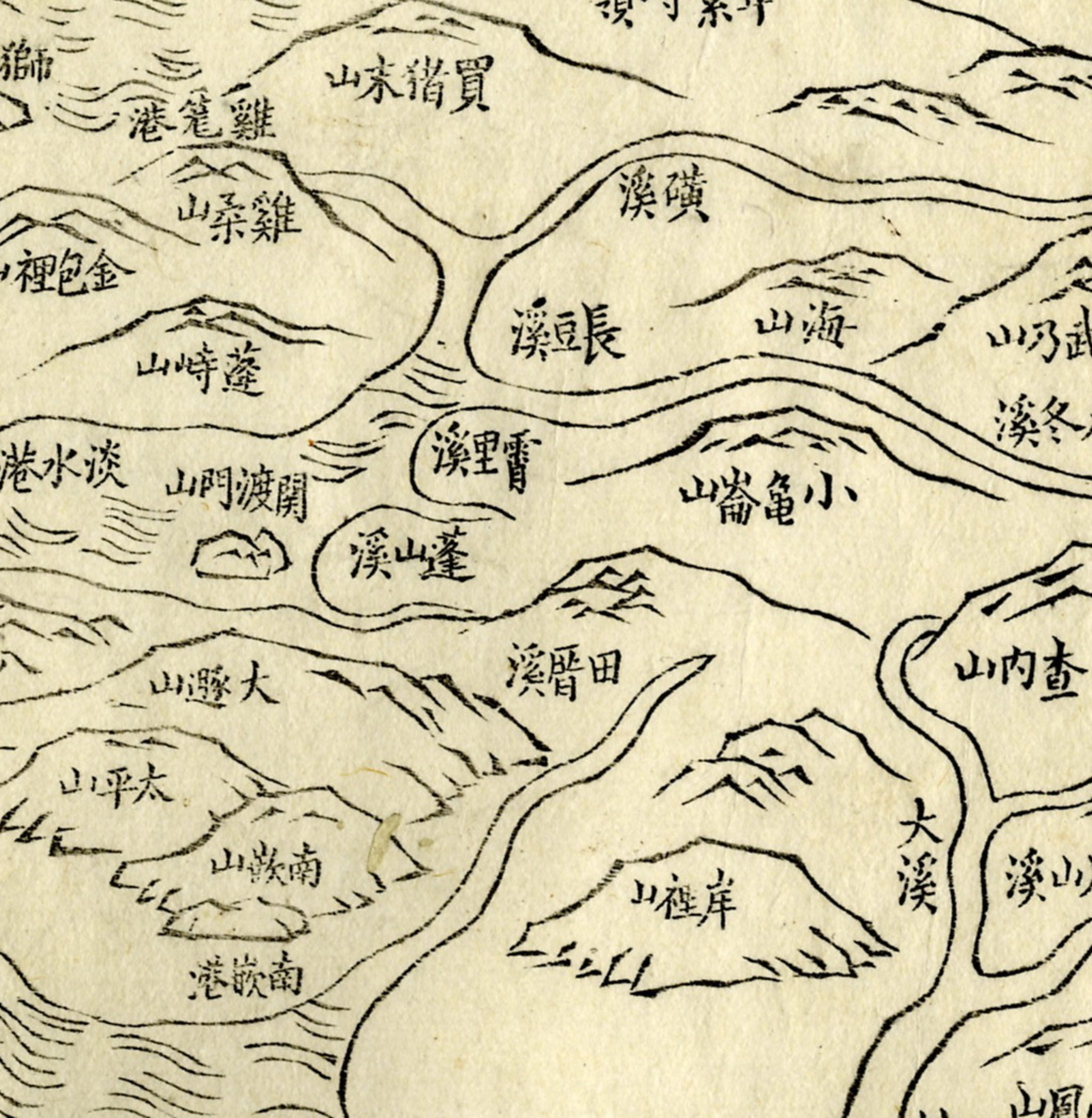
《續修臺灣府志》中的淡水廳地圖，可見「南崁」、「大溪」、「霄裡」等地名

一說最初對桃園地區的拓殖為鄭成功時期。西元1626年與1642年，西班牙與荷蘭殖民勢力先後進入臺北盆地，但當時並未進入桃園。西元1661年，延平郡王鄭成功打敗荷蘭人，以臺灣為基地復興南明，劃北部為天興縣時，始有所屬。翌年鄭經改縣為州，並設北路安撫司，廣事開闢。當時桃園市境地屬天興州管轄。
鄭氏在北臺灣以南崁港為根據地以開屯招佃，並成為臺灣北部出入的主要點。不過北部地區只有零星開發，明鄭的墾台依然是以承天府（今台南市中西區一帶）周遭為主。

### 清治時期

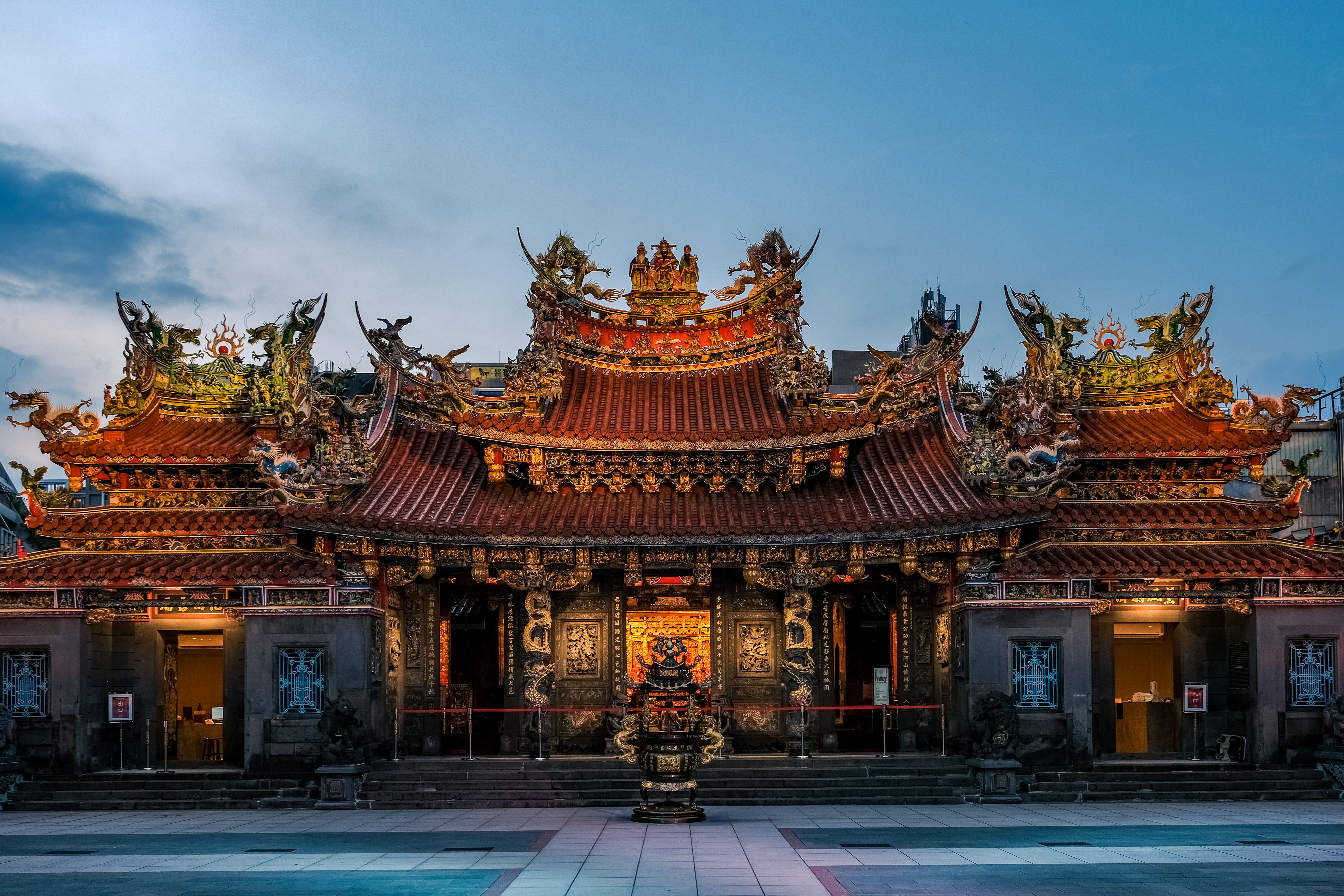
桃園景福宮建於清嘉慶十六年（1811年），主奉開漳聖王，為桃園重要信仰中心

桃園地區最早的漢人入墾紀錄為1713年（康熙五十二年），大規模屯墾之始則起於1737年（乾隆二年），拓墾範圍東自龜崙嶺（龜山），西達崁仔腳（內壢），北起南崁，南至霄裡一帶。首先是客家人移民薛啟隆率眾自台南入墾桃園地區，並建立一座草寮奉祀開漳聖王，聚落遂以草寮為中心形成，初因此地茅草眾多易傷人，被命名為「虎茅庄」，後因移民遍植桃樹而改名「桃仔園」，日後漸成街市遂稱為桃仔園街，草寮亦改建為桃園景福宮，迄今仍為桃園區信仰中心，桃園作為最早出現的漢人聚落也成為日後地名由來。由於桃園的開發為臺北盆地開墾的延展，因此桃園地區的發展呈現由北向南的趨勢。
在漢人移民開始大量移入後，閩南籍人士多聚於今桃園區與附近之沿海地帶，而客籍人士則聚於靠內陸的中壢、平鎮、楊梅、龍潭及沿海的觀音、新屋，這種依籍貫分居的現象壁壘分明。
由於族系之繁複，以及清治前期將北臺灣視為邊疆地帶而甚少管理，桃園地區的閩粵械鬥與漳泉械鬥非常頻繁，並有著非常複雜的合縱連橫關係。而至乾隆年間，桃園地區已逐漸發展成兩大聚落的面貌，分別是桃仔園與澗仔壢（今中壢一帶），清朝政府將兩大聚落整併後各取一字合而為堡名，故名「桃澗堡」。

### 日治時期
1894年，大清與日本爆發甲午戰爭。1895年大清戰敗並與日本簽訂「馬關條約」，將臺灣全島及澎湖列島割讓予日本，臺灣隨即進入日治時期。
日治初期，臺灣行政區劃的變化相當頻繁，1895年至1901年，桃園地區屬臺北縣。1901年（明治34年）廢縣置廳，將臺灣劃分為20個廳，桃園地區大部分屬桃仔園廳，下轄大嵙崁、三角湧、大坵園、楊梅壢、咸菜硼、中壢等六支廳，1905年（明治38年）桃仔園廳更名為桃園廳。1909年（明治42年）全台20廳裁併為12廳，但桃園廳轄區不變。
1920年（大正9年），臺灣總督府公布《臺灣州制》（大正9年律令第3號）、《臺灣市制》（大正9年律令第5號）、《臺灣街庄制》（大正9年律令第6號），調整行政區劃，將臺灣西部十個廳改制為五個州（臺北州、新竹州、臺中州、臺南州、高雄州），其中桃園及新竹兩廳合併為新竹州，新竹州所轄之桃園郡、中壢郡、大溪郡三個郡的範圍大致與現今桃園市的轄區相同。

### 中華民國時期

#### 省轄縣時期

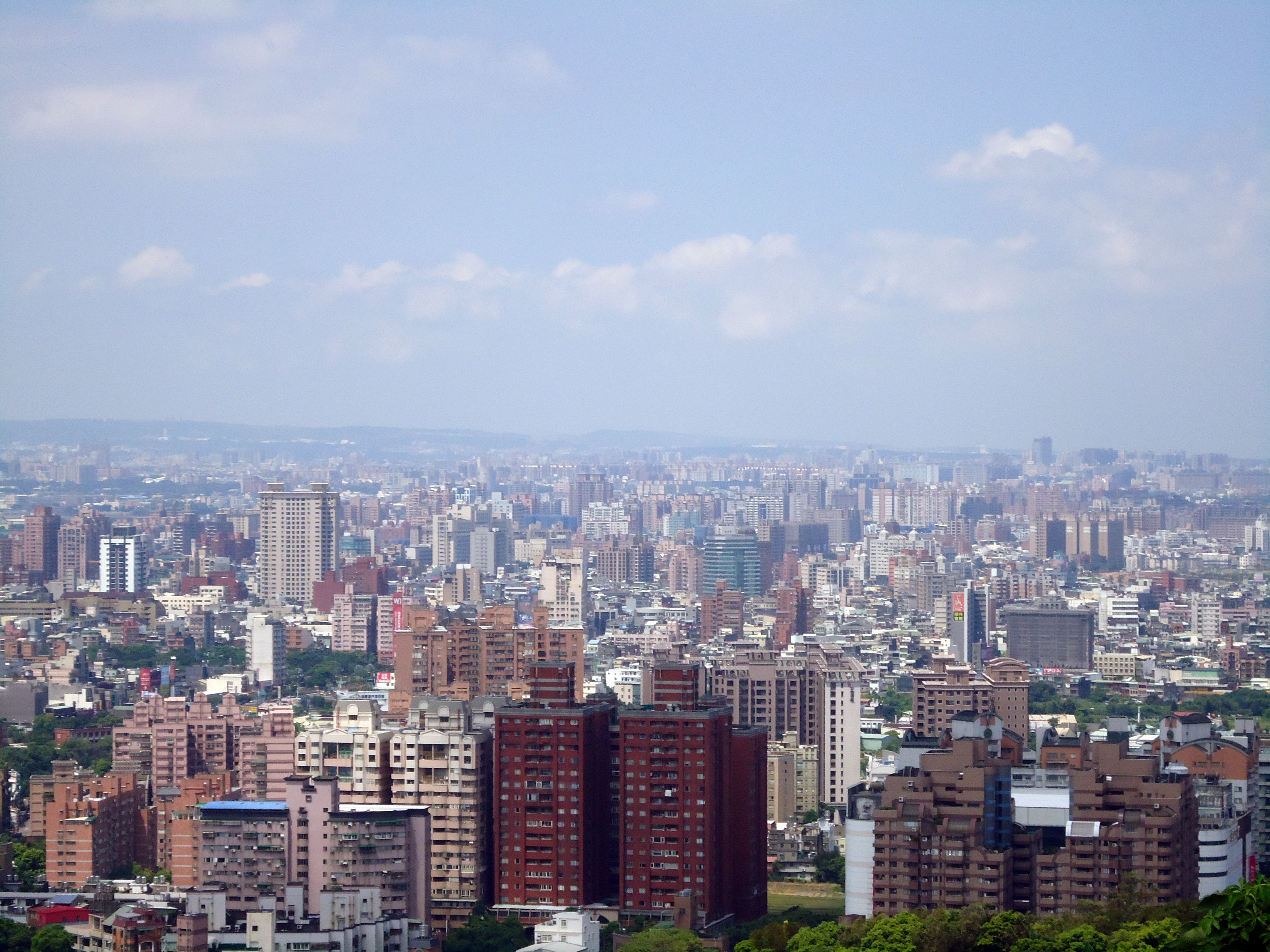
從虎頭山環保公園所見之桃園市區景色

1945年（民國34年）第二次世界大战結束日本投降後，國民政府接收臺灣，將新竹州改為新竹縣，縣治則遷至桃園（今桃園區），1950年（民國39年）8月，國民政府於遷臺後對臺灣省行政區進行重劃，新竹縣加新竹市二者統合調整為桃園縣、新竹縣、苗栗縣三個省轄縣。第二次國共內戰後，許多來自中国大陆的軍眷遷移至桃園縣，使得中壢的龍岡地區便以滇、緬移民的外省人而著名。1960至70年代，中壢、龜山等傳統工業區成立，以及1979年2月26日，中正國際機場（現臺灣桃園國際機場）的啟用，桃園縣工商發展迅速，成為全國人口增加率最高的縣市之一，但在高度發展的背後，也帶來了環境汙染的問題，例如全國知名的RCA污染案。

#### 直轄市時期
桃園縣人口數在2010年6月7日突破200萬人，依照中華民國《地方制度法》，於2011年1月1日起準用直轄市之編制（稱「準直轄市」）。2012年7月提出改制直轄市案，於2012年11月23日內政部通過改制為直轄市。2013年1月3日行政院第3330次院會公佈桃園縣於2014年12月25日改制為直轄市，名稱定為「桃園市」，成為臺灣北部第三個直轄市。原縣轄鄉鎮市一併改制為區，目前有13區。其中復興區為直轄市山地原住民區。

## 地理

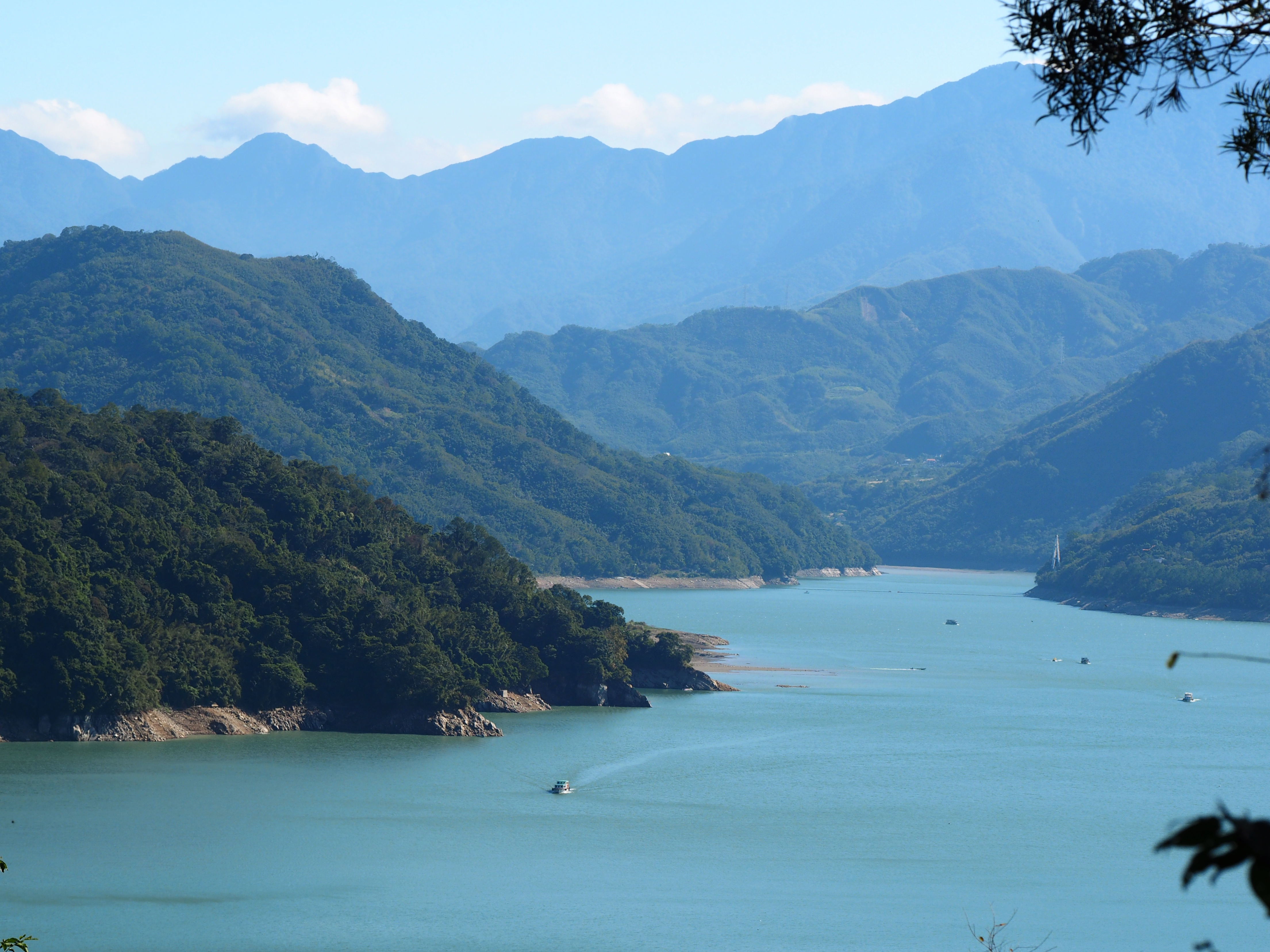
俯瞰石門水庫集水區

### 位置
桃園市位於臺灣本島西北部，東南以達觀山、繃繃山與新北市、宜蘭縣分界，西南則以雪臼山、李棟山與新竹縣尖石鄉接壤，林口台地和龜崙嶺突起於市境東北，為臺北盆地與桃園台地之天然區劃。桃園市中心位置為平鎮區平安里，極東為復興區棲蘭山，極西為新屋區蚵殼港，極南為復興區西丘斯山，極北為蘆竹區坑子口。位於桃、竹兩行政區交界的雪白山為桃園市最高峰，海拔2,444公尺。

### 地形
桃園市大部分是連續的台地，縣界呈西北-東南之狹長形，大漢溪將桃園市劃分為東南和西北兩大部分。東南部分為標高300公尺以上之丘陵地、階地及山嶽，地勢向東南漸次升高，山勢峻峭，河谷窄狹。西北部則為地勢較平緩的臺地、階地，河流短而呈放射狀入海。也因為自然水源少，遍佈供農田灌溉用的人工埤塘就成為了桃園的地理特徵。1963年石門水庫完成前，埤塘曾達8,845個，有「千塘鄉」之稱。埤塘的作用包括蓄水灌溉、養魚，也兼具景觀用途。

### 地質

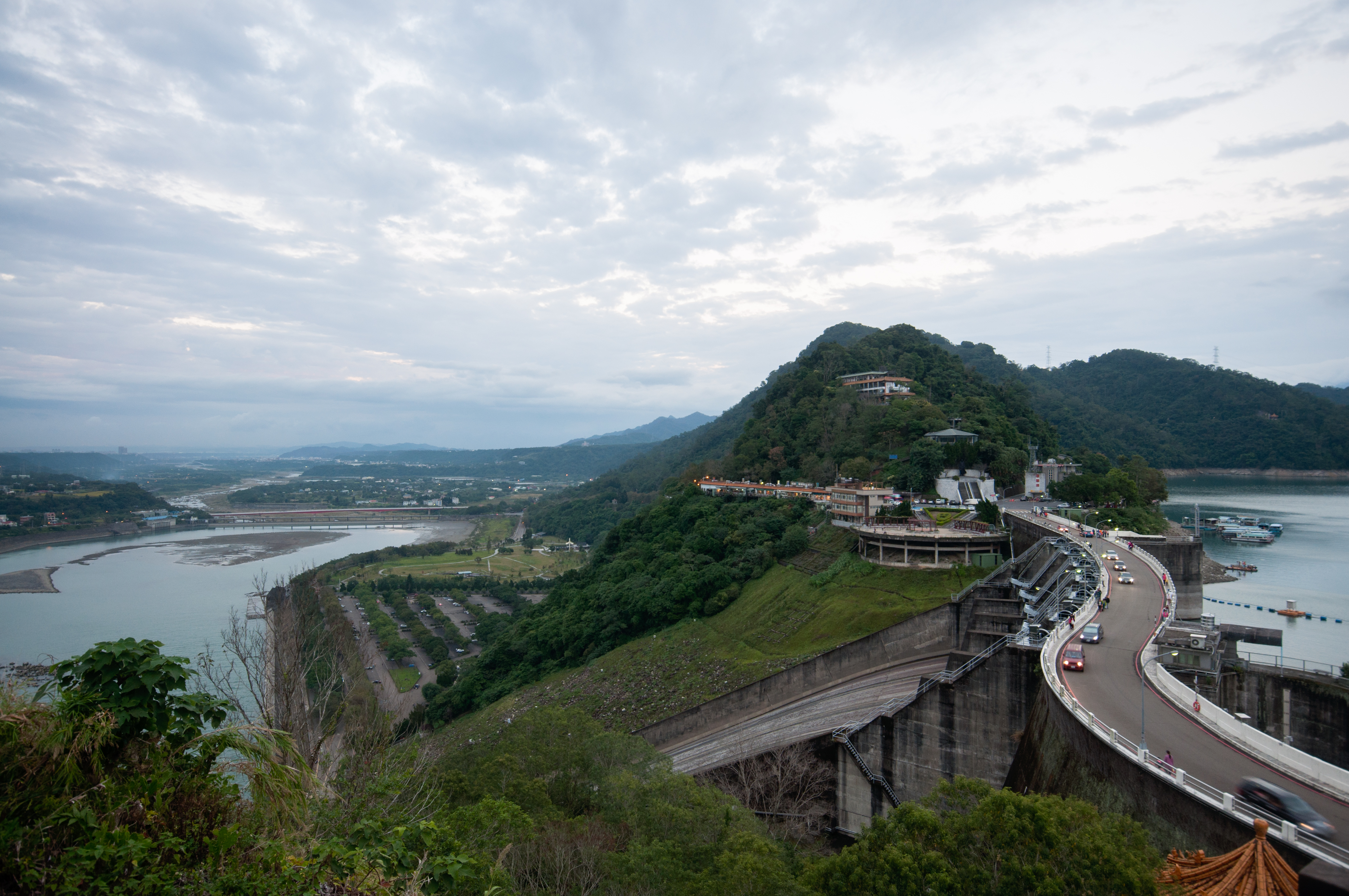
石門水庫大壩

一般常以「臺地礫層」來稱呼構成桃園臺地各臺地之礫石層。亦有學者以「紅土臺地堆積層」稱之。這些紅土礫石層也常被細分成不同地層，即店子湖層，中壢層及桃園層。這些地層的岩性相差不大，主要由下部的礫石層與上部的紅土層組成，礫石主要為白色石英岩、暗灰色矽質砂岩、淺灰色砂岩。
斷層部分，桃園市之斷層均分布於東半部丘陵地與山區，至於西半部平原地區則未有斷層分布。

### 水文

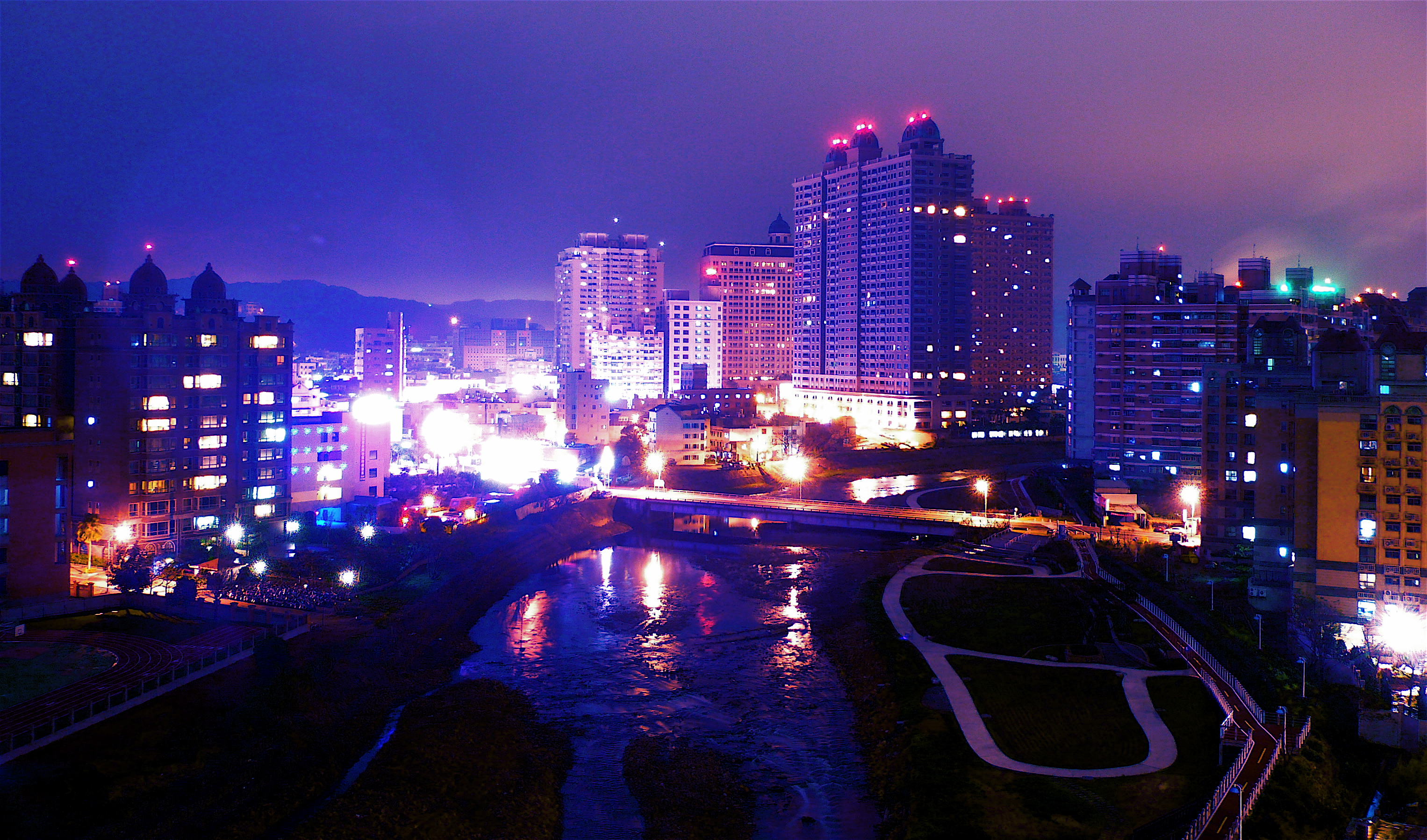
蘆竹區市區的南崁溪畔夜景

桃園市有河流二十餘條，但除了大漢溪外，其餘均為切割各臺地的小河，這些河流流路短、水量少，較無航運價值，其中長度最長的為老街溪，流域面積最大的為南崁溪。
桃園市的海岸北起蘆竹區海湖附近，西南至新屋區蚵殼港，呈東北東-西南西走向，略呈向外凸的弧形，曲折度不大，僅各河口附近有凹入的河口或潟湖地形，缺乏天然良港，市內兩大漁港竹圍漁港及永安漁港則為人工圍築防波堤而成。
桃園大圳為臺灣日治時期的重要水利工程，於1924年竣工，灌溉區域涵蓋桃園市的多個行政區；石門大圳則於1964年6月完工。石門水庫位於桃園市龍潭區、大溪區、復興區交界，是臺灣第一座多功能水庫，可提供大桃園地區灌溉、給水、發電、防洪等多樣功能。

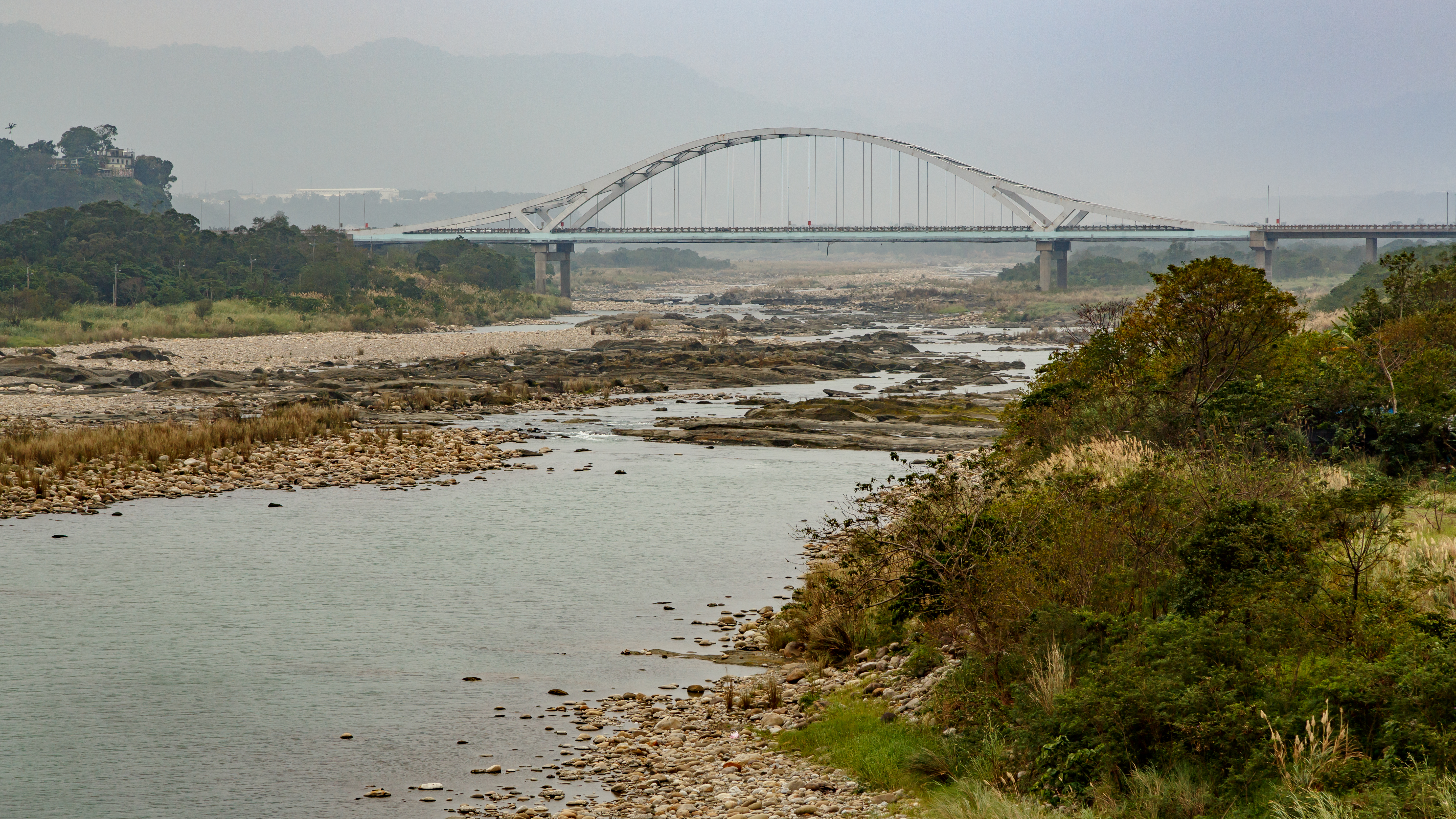
大漢溪流域

### 氣候
桃園市除東南山區外，全境屬副熱帶季風氣候。
桃園市氣候受到東北季風與西南季風影響最大。東北季風始於十月下旬，至翌年三月，風力強，氣溫低。西南季風始於五月至九月，風力較弱，天氣較晴朗，但午後多雷陣雨，尤其七月至九月常有颱風。
年雨量在1,500至2,000毫米（山區2,000至4,000毫米），以夏季較多，冬季較少，但降雨日數反以冬季為多。全年平均溫度約為攝氏22.6度，與新竹都會區、基隆接近，夏季平均29度，冬季平均約16度，冬季全臺平地最低溫常出現在桃園市沿海空曠的新屋區，全年平均溼度為89度左右。
| 桃園(平均數據2008–2020 極端數據2008至今)                                                                                          | 桃園(平均數據2008–2020 極端數據2008至今) | 桃園(平均數據2008–2020 極端數據2008至今) | 桃園(平均數據2008–2020 極端數據2008至今) | 桃園(平均數據2008–2020 極端數據2008至今) | 桃園(平均數據2008–2020 極端數據2008至今) | 桃園(平均數據2008–2020 極端數據2008至今) | 桃園(平均數據2008–2020 極端數據2008至今) | 桃園(平均數據2008–2020 極端數據2008至今) | 桃園(平均數據2008–2020 極端數據2008至今) | 桃園(平均數據2008–2020 極端數據2008至今) | 桃園(平均數據2008–2020 極端數據2008至今) | 桃園(平均數據2008–2020 極端數據2008至今) | 桃園(平均數據2008–2020 極端數據2008至今) |
| 月份 | 1月                                      | 2月                                      | 3月                                      | 4月                                      | 5月                                      | 6月                                      | 7月                                      | 8月                                      | 9月                                      | 10月                                     | 11月                                     | 12月                                     | 全年                                     |
| --- | ---------------------------------------- | ---------------------------------------- | ---------------------------------------- | ---------------------------------------- | ---------------------------------------- | ---------------------------------------- | ---------------------------------------- | ---------------------------------------- | ---------------------------------------- | ---------------------------------------- | ---------------------------------------- | ---------------------------------------- | ---------------------------------------- |
| 历史最高温 °C（°F） | 28.8 (83.8)                              | 30.2 (86.4)                              | 32.6 (90.7)                              | 34.8 (94.6)                              | 36.3 (97.3)                              | 38.1 (100.6)                             | 39.0 (102.2)                             | 39.2 (102.6)                             | 39.8 (103.6)                             | 36.1 (97.0)                              | 32.9 (91.2)                              | 29.8 (85.6)                              | 39.8 (103.6)                             |
| 平均高温 °C（°F） | 19.2 (66.6)                              | 20.0 (68.0)                              | 22.2 (72.0)                              | 26.1 (79.0)                              | 29.7 (85.5)                              | 32.5 (90.5)                              | 34.6 (94.3)                              | 34.1 (93.4)                              | 32.3 (90.1)                              | 28.0 (82.4)                              | 24.8 (76.6)                              | 20.3 (68.5)                              | 27.0 (80.6)                              |
| 日均气温 °C（°F） | 15.8 (60.4)                              | 16.2 (61.2)                              | 18.2 (64.8)                              | 21.8 (71.2)                              | 23.9 (75.0)                              | 28.3 (82.9)                              | 29.9 (85.8)                              | 29.5 (85.1)                              | 27.9 (82.2)                              | 24.4 (75.9)                              | 21.6 (70.9)                              | 17.2 (63.0)                              | 22.9 (73.2)                              |
| 平均低温 °C（°F） | 13.3 (55.9)                              | 13.6 (56.5)                              | 15.1 (59.2)                              | 18.5 (65.3)                              | 22.3 (72.1)                              | 25.0 (77.0)                              | 26.6 (79.9)                              | 26.3 (79.3)                              | 24.9 (76.8)                              | 21.9 (71.4)                              | 19.0 (66.2)                              | 14.8 (58.6)                              | 20.1 (68.2)                              |
| 历史最低温 °C（°F） | 2.9 (37.2)                               | 5.0 (41.0)                               | 7.7 (45.9)                               | 7.5 (45.5)                               | 13.5 (56.3)                              | 18.1 (64.6)                              | 21.5 (70.7)                              | 22.6 (72.7)                              | 16.4 (61.5)                              | 12.5 (54.5)                              | 7.8 (46.0)                               | 6.1 (43.0)                               | 2.9 (37.2)                               |
| 平均降水量 mm（） | 88.6 (3.49)                              | 152.2 (5.99)                             | 155.6 (6.13)                             | 147.4 (5.80)                             | 214.0 (8.43)                             | 277.4 (10.92)                            | 135.9 (5.35)                             | 227.0 (8.94)                             | 167.6 (6.60)                             | 101.0 (3.98)                             | 64.1 (2.52)                              | 84.2 (3.31)                              | 1,815 (71.46)                            |
| 平均降水天数 | 12.1                                     | 12.3                                     | 13.0                                     | 13.0                                     | 12.2                                     | 11.9                                     | 8.1                                      | 11.4                                     | 9.4                                      | 9.9                                      | 9.6                                      | 11.2                                     | 134.1                                    |
| 平均相對濕度（％） | 76.6                                     | 78.9                                     | 75.6                                     | 73.8                                     | 74.7                                     | 73.5                                     | 67.8                                     | 70.8                                     | 70.9                                     | 73.5                                     | 75.9                                     | 76.8                                     | 74.1                                     |
| 来源1：Central Weather Administration                                                                                             |                                          |                                          |                                          |                                          |                                          |                                          |                                          |                                          |                                          |                                          |                                          |                                          |                                          |
| 来源2：Atmospheric Science Research and Application Databank (precipitation 1991–2020, precipitation days and humidity 2000–2024) |                                          |                                          |                                          |                                          |                                          |                                          |                                          |                                          |                                          |                                          |                                          |                                          |                                          |

### 自然生態

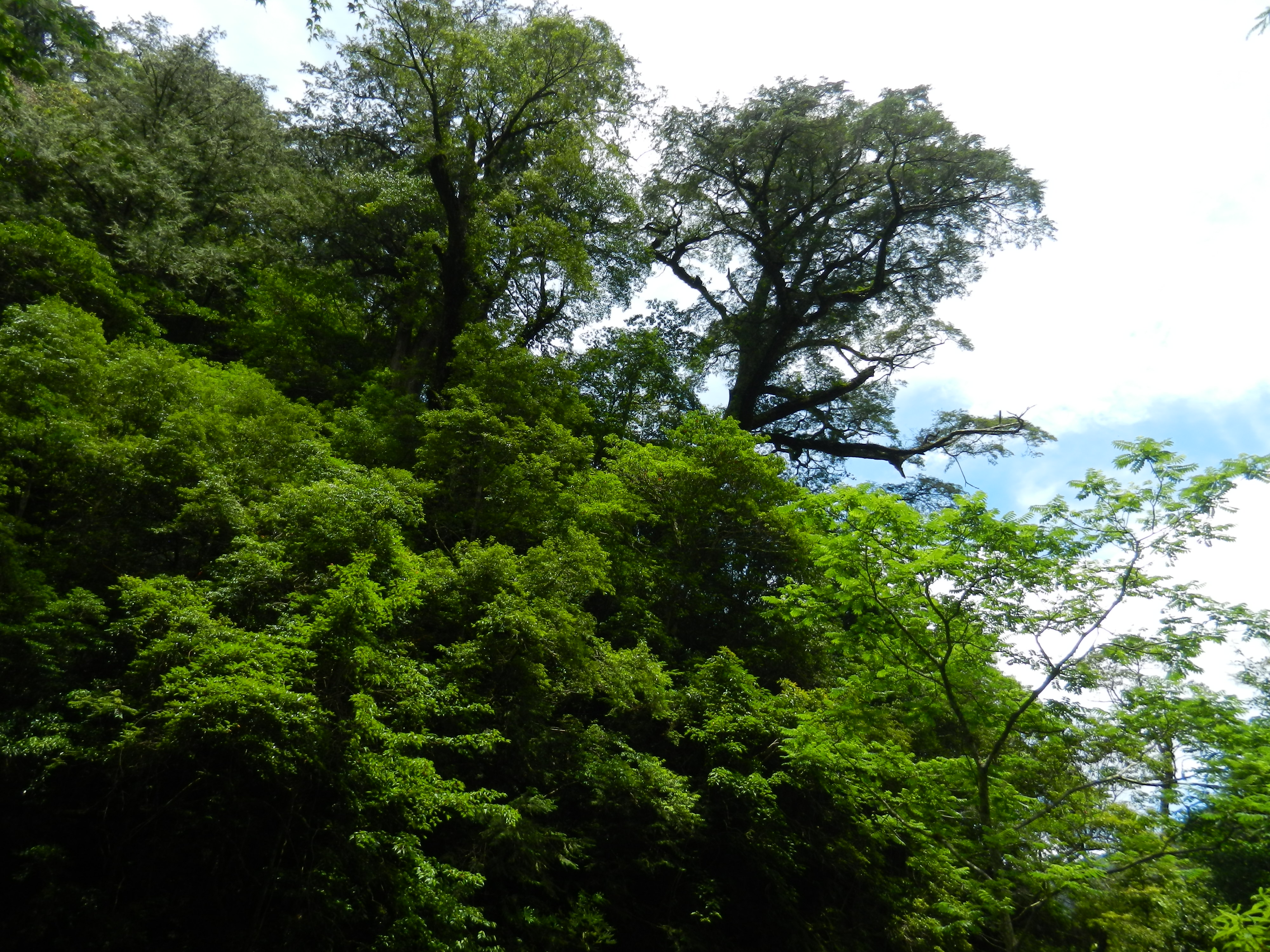
拉拉山林相

2002年，行政院農業委員會曾於桃園市境內進行六類野生動物的調查，依其生物特性、海拔高度、棲地類型以及行政區域的考量，分別選擇26至81個不等的調查樣區；結果共計發現哺乳類36種、鳥類167種、爬蟲類37種、兩棲類25種、淡水魚類47種及蝴蝶類143種。
桃園市山區動植物種類繁多，其中成立於1986年達觀山自然保護區屬於國有林自然保護區，自然保護區內育有紅檜群、臺灣扁柏、青楓、山毛櫸、闊葉混合林以及天然林等樹種，其中深受關注的是區內的22株神木，其樹齡高達500至3000年不等，散布於全長3.7公里的景觀步道旁。野生動物方面，臺灣黑熊、帝雉和水鹿已被列為國家保育物種。部分山區另在插天山自然保留區與棲蘭野生動物重要棲息環境的劃設範圍內。

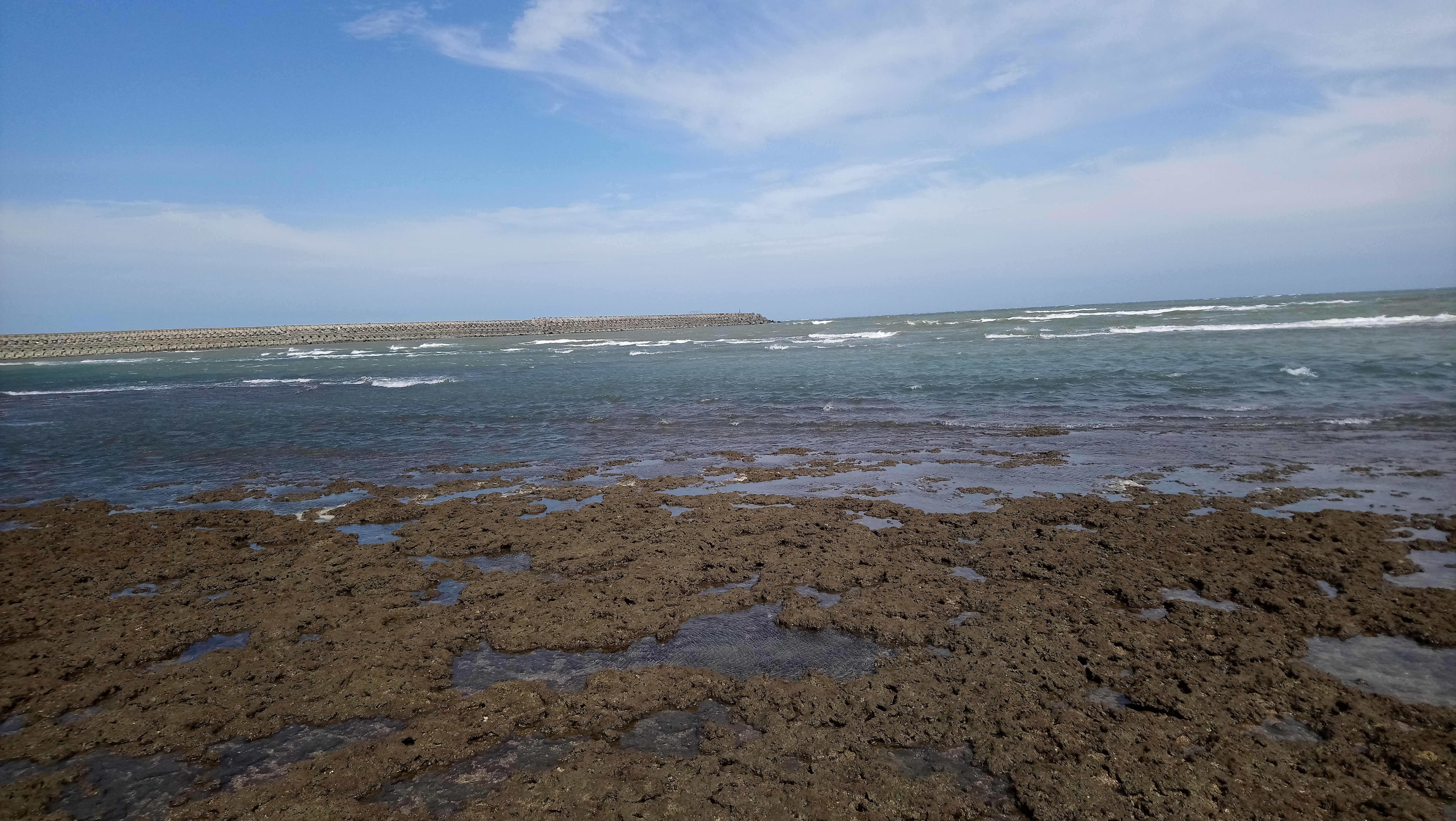
觀音藻礁海岸

濱海部分，桃園市新屋區、觀音區沿岸的藻礁地形，是以無節珊瑚藻類為主，經由鈣化作用沉積碳酸鈣所建造之礁體，是全臺灣面積最大的藻礁地形。桃園的藻礁不僅是全世界少見以殼狀珊瑚藻為主所建構的生物礁，也是台灣目前以殼狀珊瑚藻為主所建構的生物礁中面積最大且殼狀珊瑚藻純度最高的現生藻礁生態系，具有高度的物種生物多樣性，動物密度為新竹香山溼地的八倍、臺中高美溼地的五倍。曾擁有27公里藻礁海岸的桃園市，惜因工業污染的影響，導致目前僅存約4.5公里，2014年7月7日已成立桃園觀新藻礁野生動物保護區。
桃園高榮野生動物保護區位於楊梅區，為一處人造埤塘；該處有穩定數量的台北赤蛙及長腳赤蛙、虎皮蛙等蛙類及多種爬蟲類生物棲息，2012年3月3日公告為野生動物保護區，是桃園首座被劃設為保護區的埤塘。

## 行政區劃

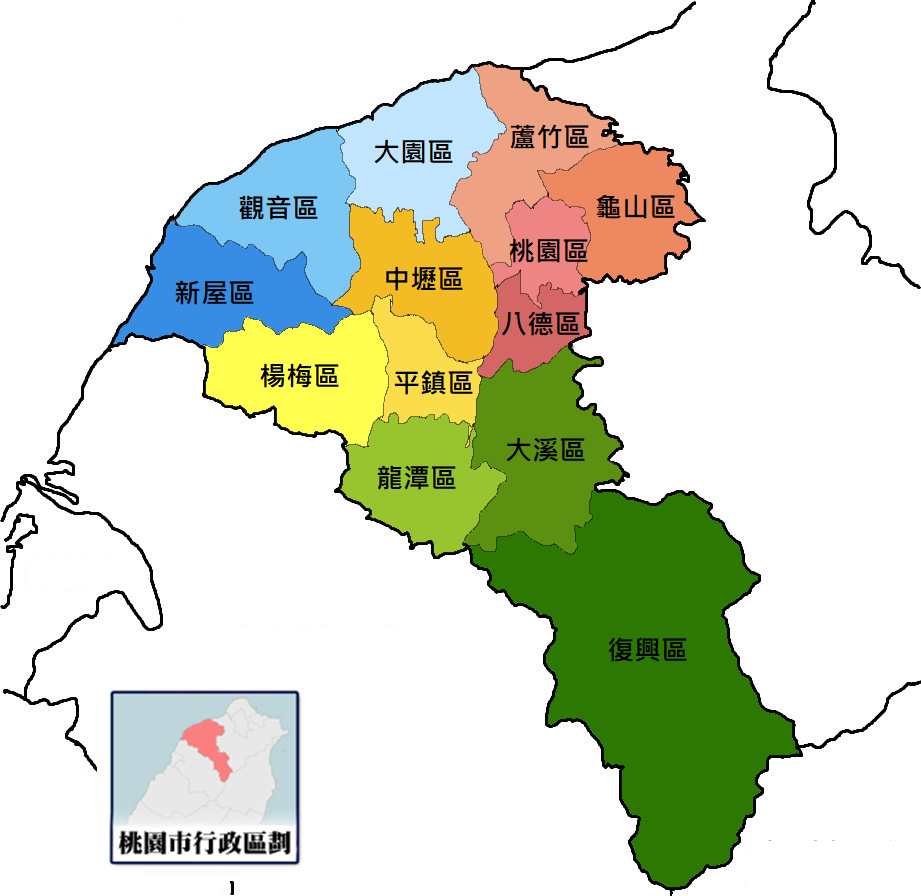
桃園市行政區劃

桃園市目前轄有13個區（含1個直轄市山地原住民區），是由原桃園縣的6個縣轄市、1個鎮、6個鄉（含1個山地鄉）改制而來。
- 總人口45萬以上：桃園區
- 總人口40至45萬：中壢區
- 總人口20至25萬：平鎮區、八德區
- 總人口15至20萬：楊梅區、蘆竹區、龜山區
- 總人口10至15萬：龍潭區
- 總人口5至10萬：大溪區、大園區、觀音區
- 總人口5萬以下：新屋區、復興區

### 地域分區

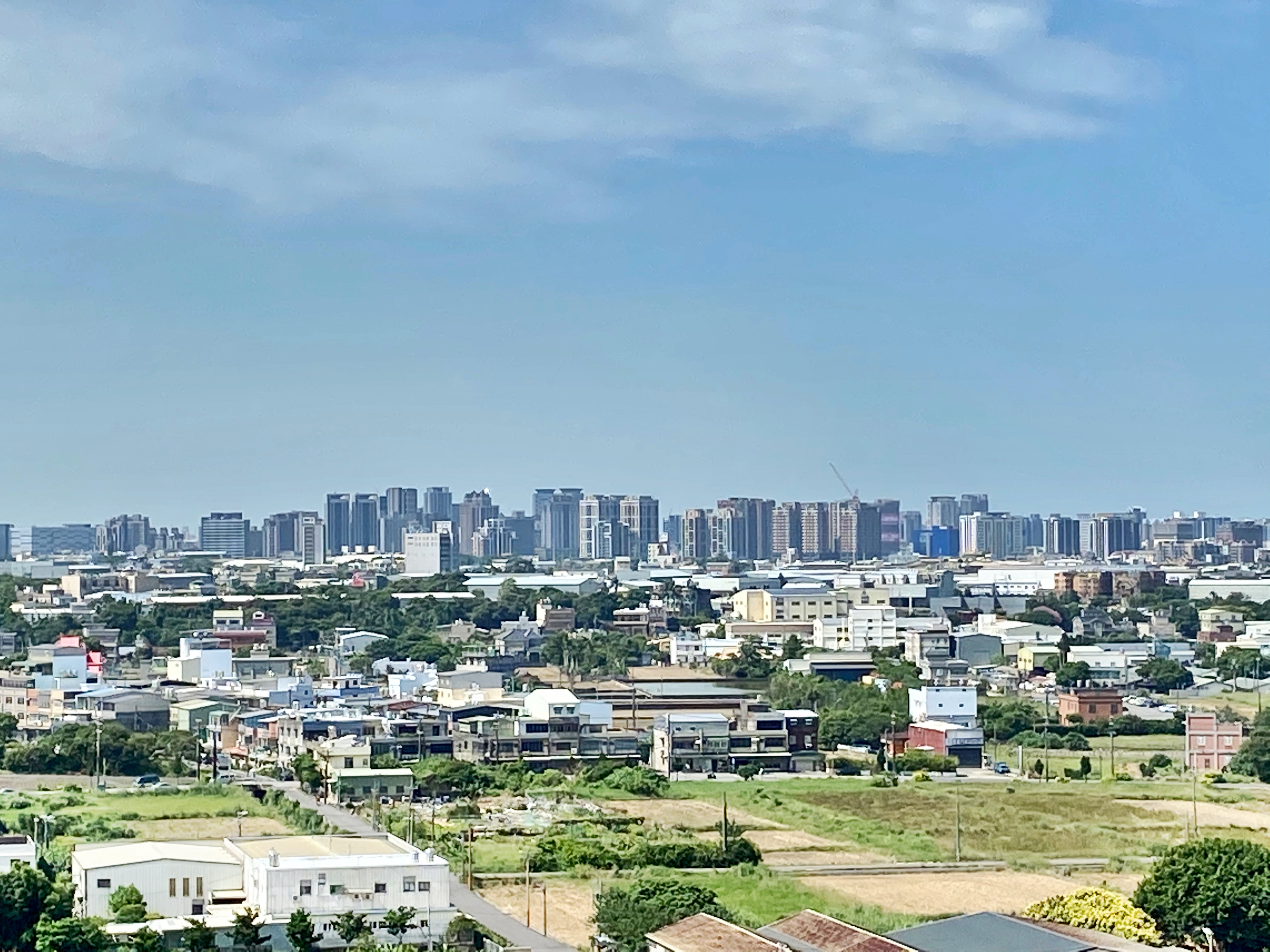
青埔的城市景觀，為新興的都心

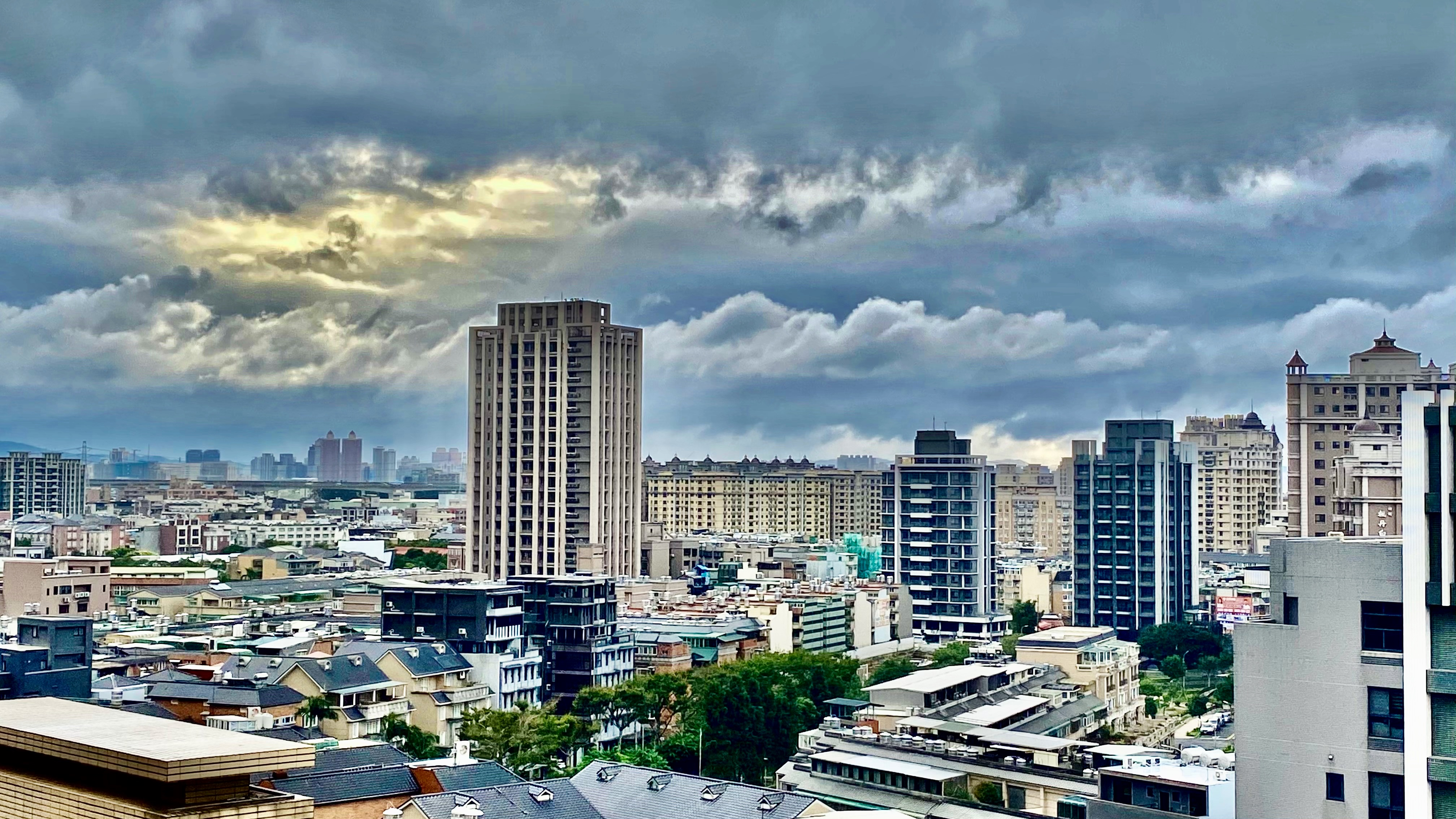
桃園市內有眾多新興重劃區，圖為大竹重劃區

桃園市依地理位置與族群分布，可分為「北桃園」、「南桃園」、「原住民區」三大區域。「北桃園」傳統上以閩南人聚落為主，涵蓋桃園區、龜山區、八德區、大溪區、蘆竹區、大園區，以桃園區為核心，聚居人口逾115萬人，範圍相當於日治時期桃園郡加上大溪郡大溪街。「南桃園」早期則為客家人主要聚居區，涵蓋中壢區、楊梅區、平鎮區、龍潭區、觀音區、新屋區，以中壢區為核心，聚居人口逾104萬人，範圍相當於日治時期中壢郡加上大溪郡龍潭。「原住民區」為原住民聚落，僅有復興區一個，計約1.2萬人。近年桃園因外縣市移入人口增加，族群組成漸趨複雜，傳統族群地域壁壘已逐漸消弭。
南北桃園與次分區如下：
| 地域     | 行政區 | 次分區                                                                  |
| -------- | ------ | ----------------------------------------------------------------------- |
| 北桃園   | 桃園區 | 市中區、中路區、埔子區、會稽區、大樹林區                                |
| 北桃園   | 龜山區 | 區中心、龍壽區、南崁頂區、坪頂/公西地區                                 |
| 北桃園   | 八德區 | 八塊厝/下庄仔地區、霄裡地區、茄苳溪區、大湳區                             |
| 北桃園   | 大溪區 | 河東區、河西區                                                          |
| 北桃園   | 蘆竹區 | 南崁區、大竹區、坑子/山腳地區                                           |
| 北桃園   | 大園區 | 大園/橫山/田心子/照鏡地區、雙溪口/許厝港/內海墘地區、埔心地區、竹圍地區 |
| 南桃園   | 中壢區 | 區中心、青埔、龍岡、內壢、大崙                                          |
| 南桃園   | 龍潭區 | 銅鑼圈區、龍潭坡區、三坑子區                                            |
| 南桃園   | 平鎮區 | 北勢區、社子區、平鎮/南勢區、東勢區、宋屋區、山子頂                     |
| 南桃園   | 楊梅區 | 楊梅區、埔心區、富岡區、高山頂區                                        |
| 南桃園   | 新屋區 | 新屋區、永安區、大坡區、頭洲區                                          |
| 南桃園   | 觀音區 | 草漯區、新坡區、觀音區                                                  |
| 原住民區 | 復興區 | 南復興、北復興、巴陵區                                                  |

除傳統南、北分區外，2011年時任縣長吳志揚，以均衡區域發展治理角度，提出桃園「四大都心發展策略」；北都心以桃園區為領航者；東都心以大溪區、龍潭區為發展重點；南都心以中壢區為發展核心；西都心則以航空城為重，四大都心各有一個發展核心。
| 四大都心         | 行政區 | 發展策略 |
| ---------------- | ------ | --- |
| 北：政經科教都心 | 桃園區 | 1. 推動桃園捷運建設，將桃園車站規劃為三鐵共構，朝向大眾運輸導向發展之城市。 2. 爭取捷運新莊線延伸至龜山及桃園車站，強化其核心樞紐地位。 3. 推動龜山醫療科技研發，朝向科技城發展。 4. 軌道運輸周邊土地整體規劃，促進沿線都市更新。 5. 輔導桃園觀光夜市，成為具觀光價值之國際級夜市。                                                                           |
| 北：政經科教都心 | 龜山區 | 1. 推動桃園捷運建設，將桃園車站規劃為三鐵共構，朝向大眾運輸導向發展之城市。 2. 爭取捷運新莊線延伸至龜山及桃園車站，強化其核心樞紐地位。 3. 推動龜山醫療科技研發，朝向科技城發展。 4. 軌道運輸周邊土地整體規劃，促進沿線都市更新。 5. 輔導桃園觀光夜市，成為具觀光價值之國際級夜市。                                                                           |
| 北：政經科教都心 | 八德區 | 1. 推動桃園捷運建設，將桃園車站規劃為三鐵共構，朝向大眾運輸導向發展之城市。 2. 爭取捷運新莊線延伸至龜山及桃園車站，強化其核心樞紐地位。 3. 推動龜山醫療科技研發，朝向科技城發展。 4. 軌道運輸周邊土地整體規劃，促進沿線都市更新。 5. 輔導桃園觀光夜市，成為具觀光價值之國際級夜市。                                                                           |
| 東：生態休閒都心 | 龍潭區 | 1. 結合民間企業力量，營造龍潭活力科技生態城。 2. 加強石門水庫保育工作，維護生態環境永續發展。 3. 塑造桃園縣特有觀光景點與活動，設置大溪花卉專區，強化觀光遊憩體驗。 4. 連結復興原住民文化、大溪兩蔣文化園區、閩南老街及龍潭客家美食為觀光發展旅遊圈，並推動觀光巴士。 5. 規劃新闢龍潭地區自行車道，結合石門水庫、龍潭大池等景點。                             |
| 東：生態休閒都心 | 大溪區 | 1. 結合民間企業力量，營造龍潭活力科技生態城。 2. 加強石門水庫保育工作，維護生態環境永續發展。 3. 塑造桃園縣特有觀光景點與活動，設置大溪花卉專區，強化觀光遊憩體驗。 4. 連結復興原住民文化、大溪兩蔣文化園區、閩南老街及龍潭客家美食為觀光發展旅遊圈，並推動觀光巴士。 5. 規劃新闢龍潭地區自行車道，結合石門水庫、龍潭大池等景點。                             |
| 東：生態休閒都心 | 復興區 | 1. 結合民間企業力量，營造龍潭活力科技生態城。 2. 加強石門水庫保育工作，維護生態環境永續發展。 3. 塑造桃園縣特有觀光景點與活動，設置大溪花卉專區，強化觀光遊憩體驗。 4. 連結復興原住民文化、大溪兩蔣文化園區、閩南老街及龍潭客家美食為觀光發展旅遊圈，並推動觀光巴士。 5. 規劃新闢龍潭地區自行車道，結合石門水庫、龍潭大池等景點。                             |
| 南：政經科教都心 | 中壢區 | 1. 配合機場捷運延伸至中壢車站與臺鐵共構，推動中壢站多目標開發。 2. 運用人文與學術資源，推動產學研合作，提升產業競爭力。 3. 設置多功能體育園區，闢設富地方特色及創意性之體育休閒活動場地。 4. 營造生態與經濟共榮之人居環境，塑造桃園永續城鄉發展新風貌。 5. 利用土地整體規劃及都市更新，改善軌道運輸沿線周邊環境。                                             |
| 南：政經科教都心 | 平鎮區 | 1. 配合機場捷運延伸至中壢車站與臺鐵共構，推動中壢站多目標開發。 2. 運用人文與學術資源，推動產學研合作，提升產業競爭力。 3. 設置多功能體育園區，闢設富地方特色及創意性之體育休閒活動場地。 4. 營造生態與經濟共榮之人居環境，塑造桃園永續城鄉發展新風貌。 5. 利用土地整體規劃及都市更新，改善軌道運輸沿線周邊環境。                                             |
| 南：政經科教都心 | 楊梅區 | 1. 配合機場捷運延伸至中壢車站與臺鐵共構，推動中壢站多目標開發。 2. 運用人文與學術資源，推動產學研合作，提升產業競爭力。 3. 設置多功能體育園區，闢設富地方特色及創意性之體育休閒活動場地。 4. 營造生態與經濟共榮之人居環境，塑造桃園永續城鄉發展新風貌。 5. 利用土地整體規劃及都市更新，改善軌道運輸沿線周邊環境。                                             |
| 西：航空物產都心 | 蘆竹區 | 1. 掌握愛臺十二項建設推動發展契機，積極建設桃園航空城，並加強與臺北港之雙港聯運發展。 2. 推動觀塘港轉型為工商綜合港，支援產業發展，提高產業附加價值。 3. 持續辦理桃園國際機場園區招商計畫。 4. 以自行車道串聯北部濱海觀光地區路線，並提升濱海遊憩功能與觀光休閒漁業，發展永安漁港為全國唯一客家漁港。 5. 規劃大桃科朝綠色能源科技發展，提升桃園綠色工業產能。 |
| 西：航空物產都心 | 大園區 | 1. 掌握愛臺十二項建設推動發展契機，積極建設桃園航空城，並加強與臺北港之雙港聯運發展。 2. 推動觀塘港轉型為工商綜合港，支援產業發展，提高產業附加價值。 3. 持續辦理桃園國際機場園區招商計畫。 4. 以自行車道串聯北部濱海觀光地區路線，並提升濱海遊憩功能與觀光休閒漁業，發展永安漁港為全國唯一客家漁港。 5. 規劃大桃科朝綠色能源科技發展，提升桃園綠色工業產能。 |
| 西：航空物產都心 | 觀音區 | 1. 掌握愛臺十二項建設推動發展契機，積極建設桃園航空城，並加強與臺北港之雙港聯運發展。 2. 推動觀塘港轉型為工商綜合港，支援產業發展，提高產業附加價值。 3. 持續辦理桃園國際機場園區招商計畫。 4. 以自行車道串聯北部濱海觀光地區路線，並提升濱海遊憩功能與觀光休閒漁業，發展永安漁港為全國唯一客家漁港。 5. 規劃大桃科朝綠色能源科技發展，提升桃園綠色工業產能。 |
| 西：航空物產都心 | 新屋區 | 1. 掌握愛臺十二項建設推動發展契機，積極建設桃園航空城，並加強與臺北港之雙港聯運發展。 2. 推動觀塘港轉型為工商綜合港，支援產業發展，提高產業附加價值。 3. 持續辦理桃園國際機場園區招商計畫。 4. 以自行車道串聯北部濱海觀光地區路線，並提升濱海遊憩功能與觀光休閒漁業，發展永安漁港為全國唯一客家漁港。 5. 規劃大桃科朝綠色能源科技發展，提升桃園綠色工業產能。 |

## 人口

### 人口消長

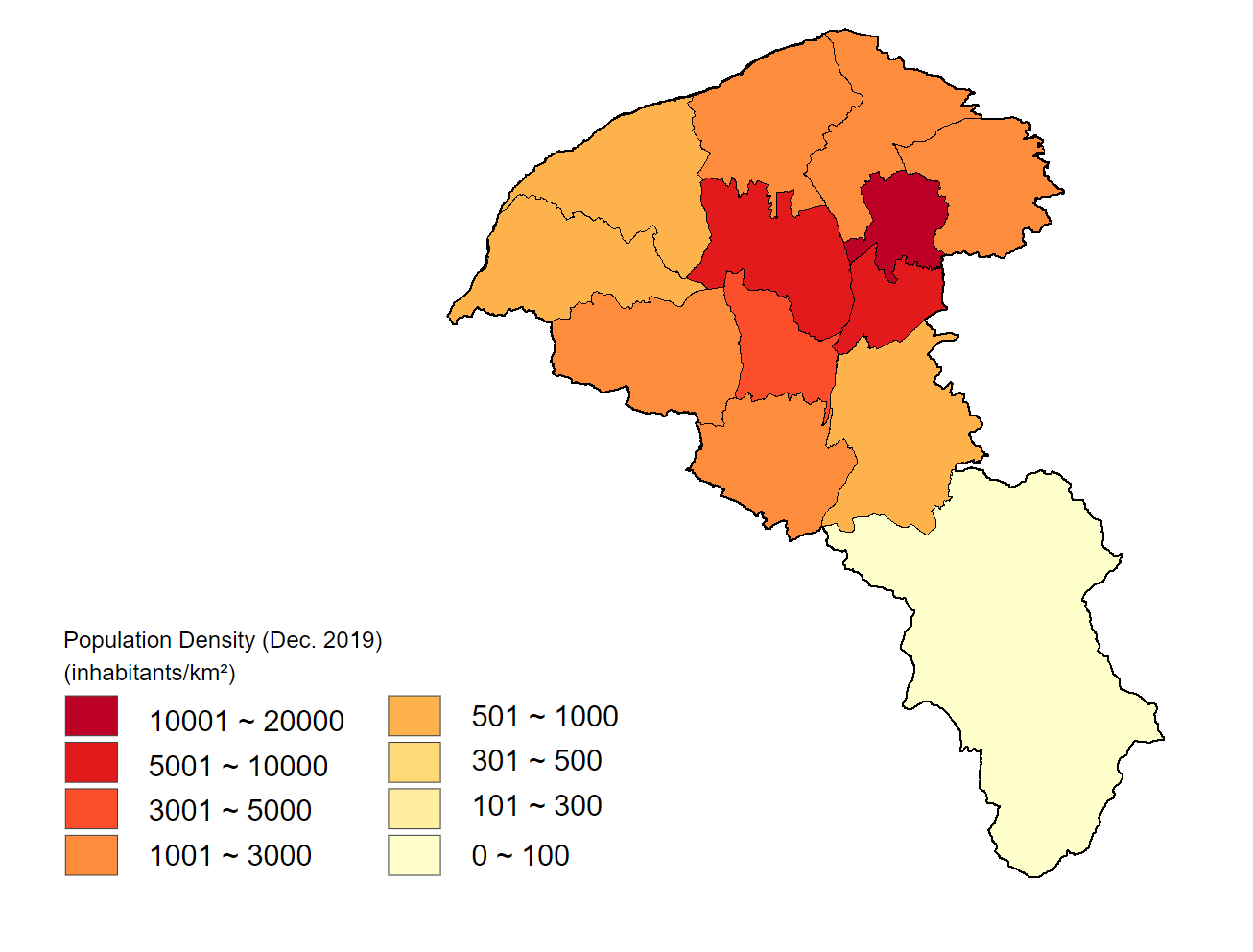
桃園市各區人口密度圖（2019年12月）

根據內政部戶政司與桃園市政府民政局統計，2023年底桃園市人口約有231.7萬人，為臺灣第五大城市。市內各行政區中，人口多於10萬人的計有8個，當中又以桃園區與中壢區為多數，2023年底兩區人口分別約為47.1萬人與43.1萬人，也分別是臺灣人口第二多與第三多的三級行政區；復興區則因地處山區，人口分布是全市最少者，約有1.3萬人。
桃園市市民平均年齡約為37.5歲，是六都最年輕，具生產力者的青壯年為大宗，勞動力（15-64）歲人口占總人口7成。
勞動人口方面，2023年底桃園市的15歲以上民間人口約有195.5萬人，分為勞動力人口的120.2萬人與非勞動人口的75.3萬人，勞參率約為61.5%，為六都最高。而失業人口約有4.2萬人，失業率約為3.5%。外籍移工人口數約有13.2萬人，為臺灣各縣市最多者，產業移工人口以越南籍4.2萬人為最多，社福移工人口則以印尼籍1.6萬人為最多。桃園市的外裔、外籍配偶人數與大陸港澳配偶人數等新住民人口約有6.7萬人，為臺灣各縣市第二多，僅次於新北市。
桃園的人口於1996年達於成長巔峰，其後又有逐漸趨緩現象；但近十年來成長率均維持在0.560%~ 2.31%間，相較於臺灣地區逐年遞減的平均人口成長率來看，桃園市幾乎呈現1~ 4倍的成長趨勢。2016年桃園市淨移入人口達4萬1983人，居現六都之冠。累積五年(2015年底～2020年底)人口增加163,027人，折合成長率7.74%，是全國五年來人口成長幅度最大的一二級行政區。

### 族群分佈
桃園市位居北臺灣閩、客族群交會的關鍵位置。北桃園為閩南人聚居區，多為漳州移民後代，少數為泉州移民，桃園景福宮主祀開漳聖王，為當地重要的信仰中心之一。南桃園則為客家移民（以嘉應州移民為最多，次為惠州籍）、惠州福佬人及潮州福佬人聚落，桃園擁有全國最多的客家人口，平鎮褒忠祠主祀義民爺，為當地信仰中心之一。八德區為馬祖人在台灣本島最多人口的居住地，較馬祖本島的馬祖人還多。
1949年國民政府遷台後，許多來自中國大陸各省的中華民國國軍軍眷遷移至桃園市，境內曾有高達86處的眷村，以外省人為主，總數居全臺之冠，今日多數眷村已拆除改建為國宅。復興區為桃園市唯一的山地原住民區，其居民以泰雅族原住民為主。近年來台灣的東南亞移民漸多，包括外籍配偶、外籍移工等，又被稱為新住民；桃園市外籍配偶人數僅次於新北市、臺北市、高雄市，為全國第四名縣市。

## 政治

2023年啟用的桃園識別標誌

### 市政組織

桃園市議會議席分布圖。
KMT（30）
DPP（24）
（9）

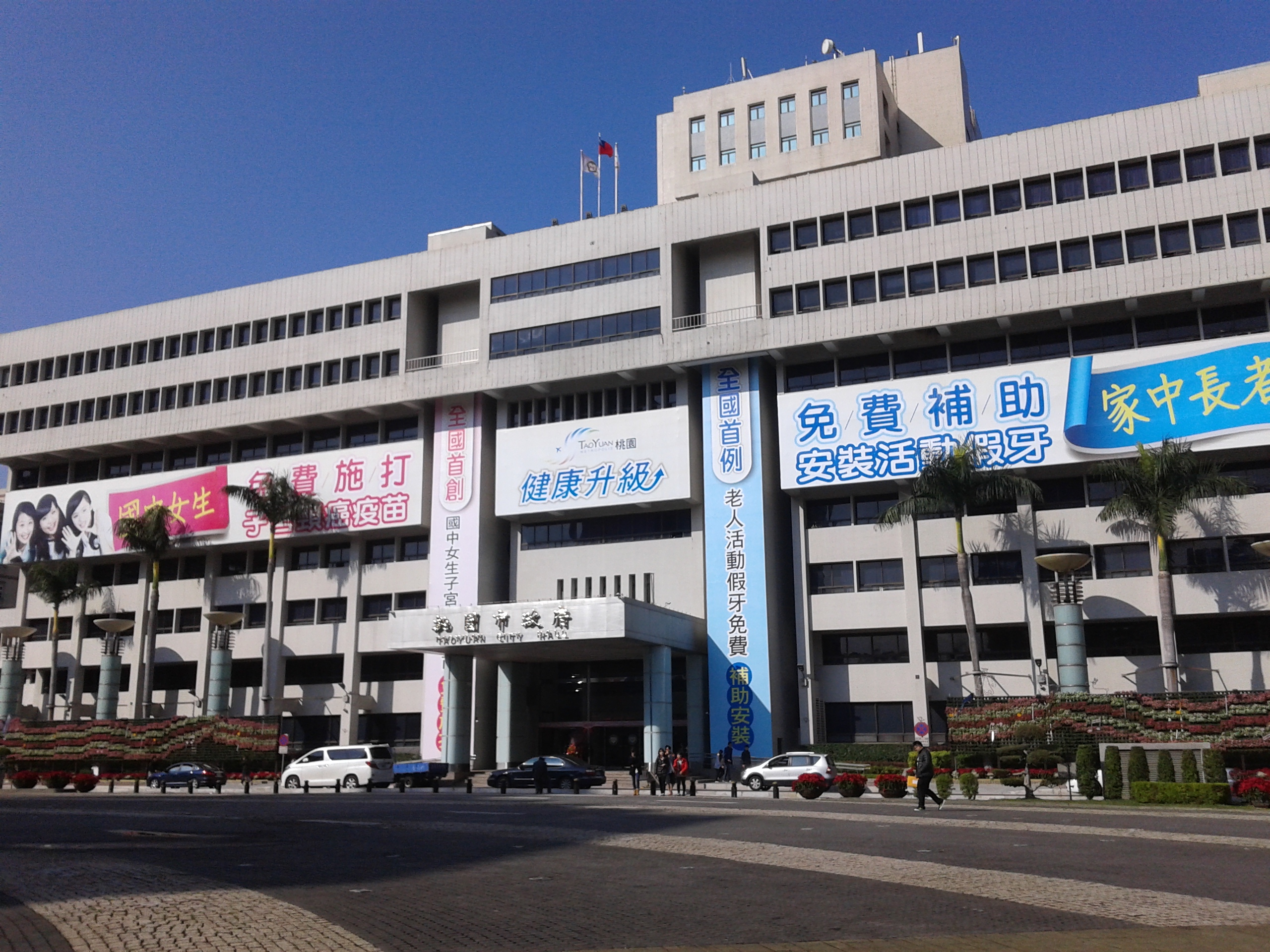
桃園市政府

桃園市政府是桃園市的最高行政機關，在中華民國政府架構中屬於直轄市政府位階。桃園市政府設有21局、6處、1委員會；另設置13個戶政事務所、8個地政事務所、13個衛生所、動物防疫所、風景區管理所、體育處、孔廟忠烈祠聯合管理所、家庭教育中心、家庭暴力暨性侵害防治中心、資訊中心、藝文設施管理中心、15個分局（大隊）等56個二級機關、三個事業機構（桃園果菜市場股份有限公司、桃園大眾捷運股份有限公司、桃園航空城股份有限公司）。

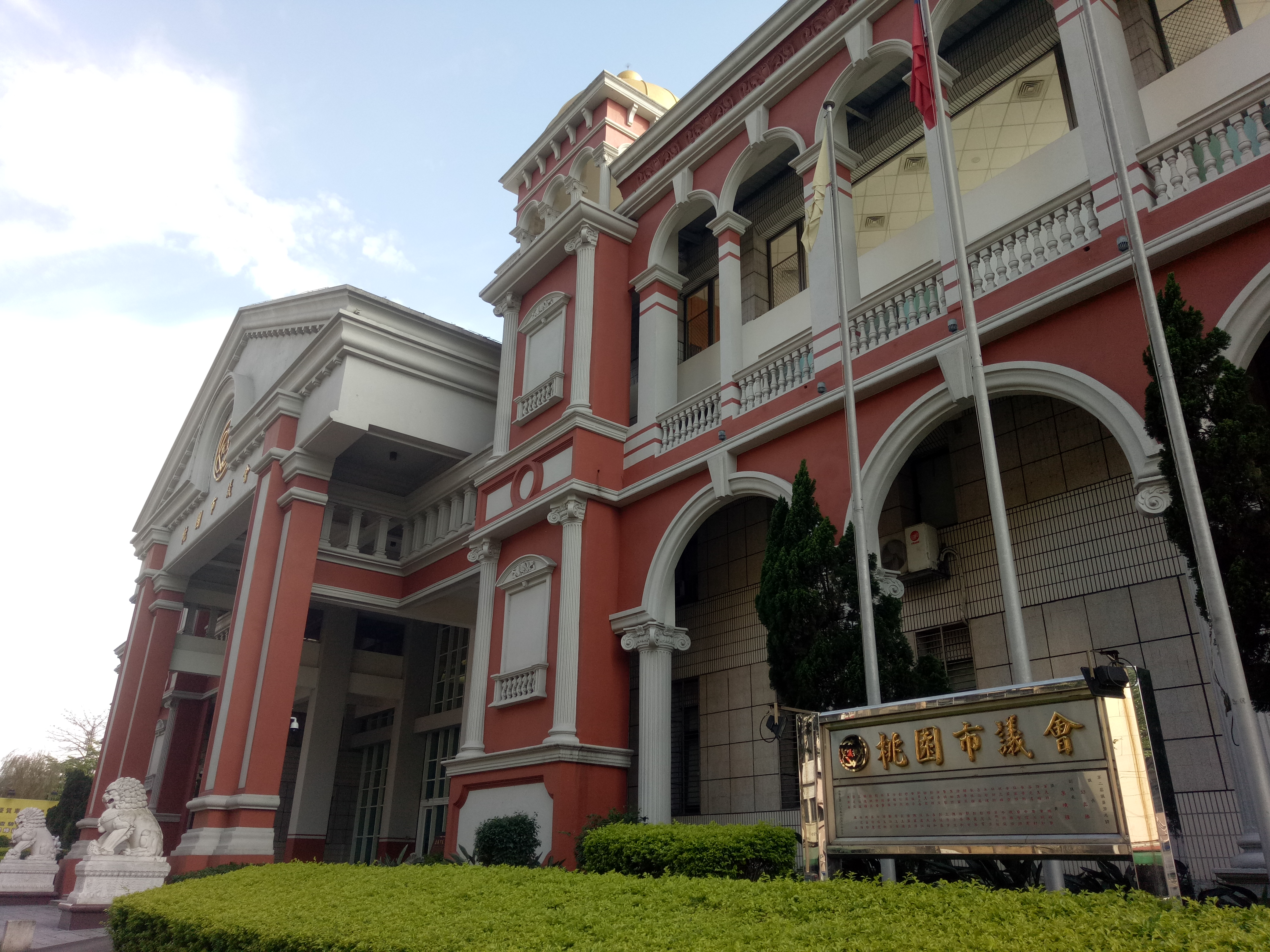
桃園市議會

桃園市議會是桃園市的最高民意機關，代表桃園市全體市民立法和監察市政。市議員由公民直選選出，任期為四年，可連選連任。共有57位市議員，議長、副議長由57位市議員互選產生。下設6個審查會，民政審查會、財經審查會、建設審查會、教育審查會、警政衛生審查會、工務審查會，2個委員會，程序委員會、紀律委員會委員及其他評議（審議）委員會。
下表整理了2014年桃園縣升格為直轄市後，由桃園市市民選舉產生的桃園市市長。
| 屆次 | 市長           | 市長       | 市長          | 就任時間       | 卸任時間       |
| ---- | -------------- | ---------- | ------------- | -------------- | -------------- |
| 1    |                | 鄭文燦照片 | 鄭文燦 （民） | 2014年12月25日 | 2018年12月25日 |
| 2    | 2018年12月25日 | 鄭文燦照片 | 鄭文燦 （民） | 2022年12月25日 |                |
| 3    |                | 張善政照片 | 張善政 （國） | 2022年12月25日 | 現任           |

### 司法機關
桃園地方法院是桃園市的司法機關，屬於普通法院，管轄桃園市全境13個區共224萬人口。桃園地方法院下設桃園簡易庭及中壢簡易庭，分別位於桃園區及中壢區，受理第一審民、刑事訴訟簡易事件及違反社會秩序維護法案件之審理。

### 選舉地理
目前桃園市的政治情勢，以泛藍陣營略佔優勢，但泛綠陣營及第三勢力亦存在翻轉空間。較為特殊的是，早年由於桃園縣「北閩南客」的社會結構，曾有縣長、議長「南客北閩輪流當政」的不成文傳統。而特殊的社會結構，亦造就宗親、族群、政黨、派系等力量，盤根錯節的關係，左右各項選舉。
在2014年桃園市市長選舉中，民調一路大幅領先，尋求連任首屆桃園直轄市長的末代中國國民黨籍縣長吳志揚以近三萬票敗給了捲土重來的民主進步黨候選人鄭文燦，終結朱立倫、吳志揚的十三年國民黨執政，但議會仍是藍略大於綠。
在2016年立法委員選舉中，泛綠得票率略大於泛藍，六席立委中民進黨佔三席，國民黨佔二席，無黨籍一席。在2016年總統選舉中，民進黨籍的蔡英文得票率為51.03%，國民黨籍的朱立倫得票率為34.39%。
在2018年九合一選舉中，分裂投票的現象十分顯著。市長選舉由民進黨籍的鄭文燦以得票率為53.46%成功連任，勝過國民黨籍陳學聖的得票率39.42%，但市議員選舉中，國民黨共當選32席（得票率為42.69%），在議會席次取得過半，民進黨則僅當選18席（得票率30.50%）。
在2020年立法委員選舉中，泛綠得票率略大於泛藍，六席立委中民進黨佔兩席，國民黨佔三席，無黨籍一席。在2020年總統選舉中，民進黨籍的蔡英文得票率為54.78%，國民黨籍的韓國瑜得票率為40.40%。
在2022年桃園市市長選舉中，國民黨籍的張善政以得票率為52.02%當選市長，勝過民進黨籍鄭運鵬的得票率40.03%，在市議員選舉共63席中，國民黨當選29席（得票率為40.92%），民進黨當選24席（得票率為34.77%），無黨籍當選10席。
在2024年立法委員選舉中，泛藍得票率全數領先於泛綠，六席立委中國民黨六席全數拿下。在2024年總統選舉中，民進黨籍的賴清德得票率為35.27%、國民黨籍的侯友宜得票率為34.12%、民眾黨籍的柯文哲得票率為30.61%。

## 經濟

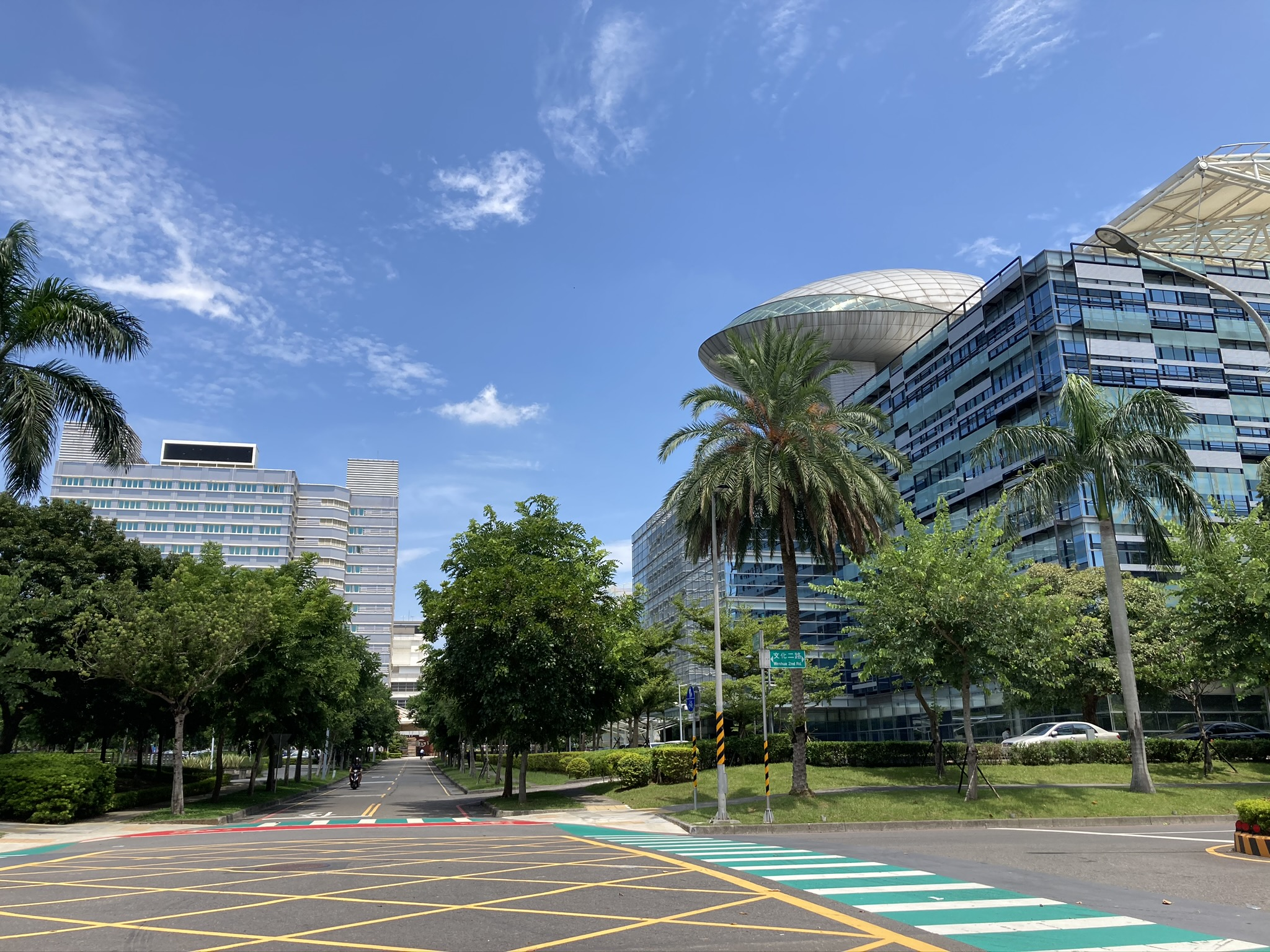
龜山區的華亞科技園區街景

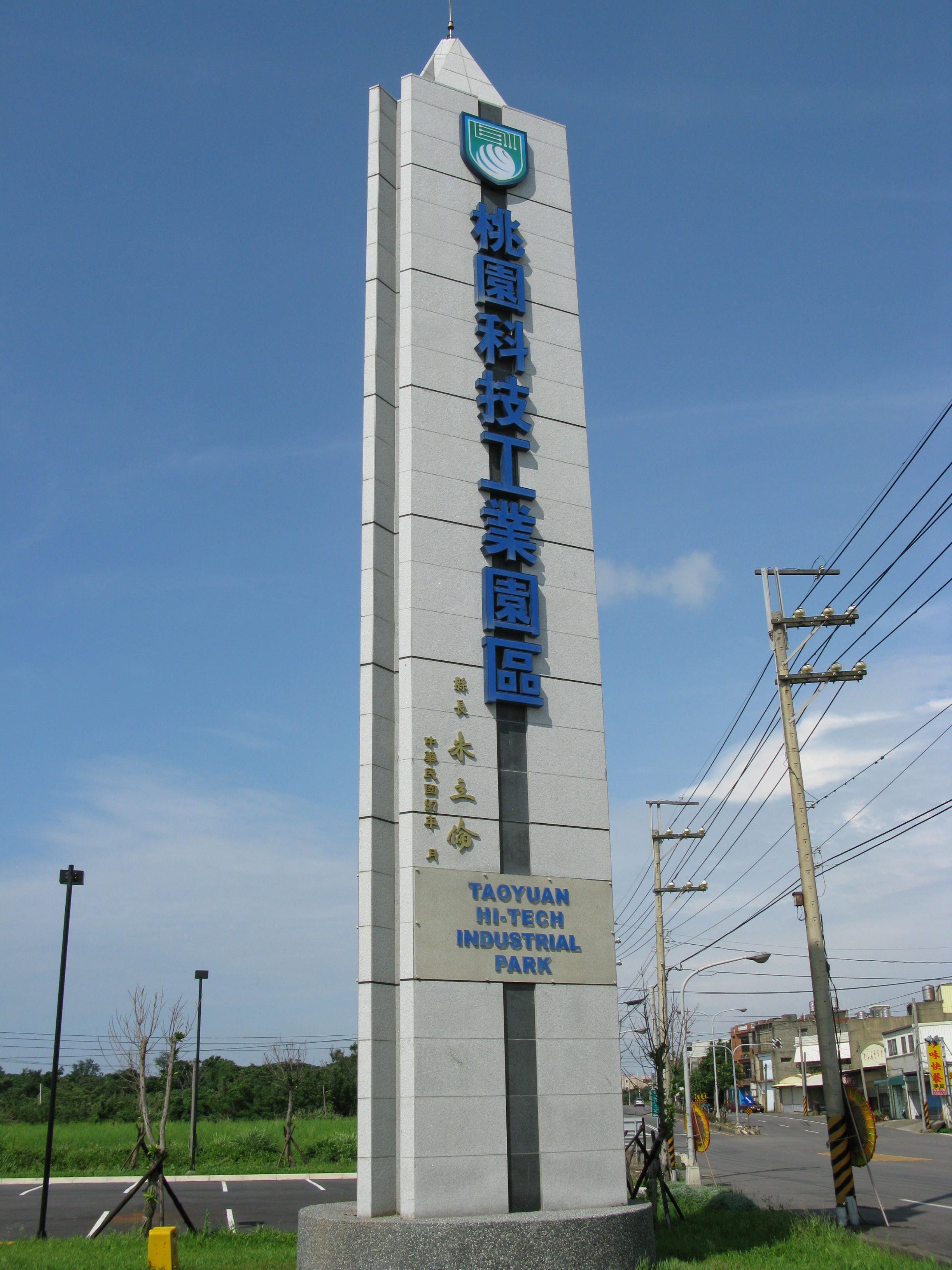
觀音區的桃園科技工業園區一景

桃園市的產業結構變遷，與臺灣經濟發展的產業結構轉變相似。戰後初期桃園市的工業發展仍沿襲日治時期的基礎，以米、茶等食品加工業為主；而紡織業則是在大陸紡織業資本遷臺及美援棉花供應的配合下，得到發展的機會。1967年擴大原本為疏解臺北都會區工廠過度飽和壓力而設立龜山工業區，同時在內壢設立中壢工業區，吸引眾多僑外投資之進駐，也促進了桃園市的工業發展。隨著高科技產業興起，桃園產業亦逐漸由勞力密集的傳統產業，轉型為以高科技為主的知識經濟發展產業型態。

### 第一級產業
桃園市的農業家數、就業人數及銷售額占全國的比率不高。桃園市農業的銷售額主要以蔬果批發零售業、米糧批發零售業及花卉批發零售業所占比率最高，主要農產品包括蔬菜、花卉、黑毛豬、壽山茶、龍泉茶、蘆峰茶、武嶺茶、洋香瓜、水蜜桃、稻米等，觀光農場的開發，也是桃園市農業轉型的現象。

### 第二、三級產業
工業在桃園市的經濟發展中占有重要地位，臺灣五百大製造業有超過三分之一在桃園設廠，工業產值則居全台之冠。產業分佈有基礎工業、傳統工業、高科技及光電產業等，如TFT-LCD、筆記型電腦、光儲存、通訊、奈米科技、半導體、汽車零組件及染整業等。包括中壢、幼獅、平鎮、龜山、大園、林口（包含新北市林口區和桃園市龜山區）、觀音等22個工業區與華亞科技工業園區、桃園科技工業區、龍潭渴望園區、龍潭科學園區等高科技園區。
以產業分布情況來看，場所單位數方面，除製造業、電力燃氣業場所單位比例最高為蘆竹區、八德區外，其餘產業分布比例最高皆為桃園區，且大部分產業分布比例較高的3個區為桃園區、中壢區、平鎮區。
桃園市的服務業近10年來逐年成長，2002年服務業部門比例首度超越工業部門，顯示桃園市已逐漸邁向三級產業導向的經濟發展。然在金融業部分，桃園市是唯一無銀行總行設立的直轄市。
工業園區列表
目前桃園市內目前共有29個報編工業區，市內非都市土地工業用地3,696公頃，都市計畫工業區3,131公頃，全市可供設廠工業用地超過6,827公頃。
- 國家科學及技術委員會

| 名稱                          | 所在行政區     | 相關資訊                           |
| 新竹科學工業園區 龍潭科學園區 | 龍潭區、平鎮區 | 第一期廠商已經進駐，第二期開發中。 |

- 環境部

| 名稱             | 所在行政區 | 相關資訊                               |
| 桃園環保科技園區 | 觀音區     | 桃園市政府，桃園市環保科技園區籌備處。 |

- 經濟部産業園區管理局

| 名稱             | 所在行政區     | 相關資訊                       |
| 龜山産業園區     | 龜山區、桃園區 | 經濟部産業園區管理局台北分局。 |
| 大園産業園區     | 大園區         | 經濟部産業園區管理局台北分局。 |
| 中壢産業園區     | 中壢區         | 經濟部産業園區管理局台北分局。 |
| 平鎮産業園區     | 平鎮區         | 經濟部産業園區管理局台北分局。 |
| 桃園幼獅産業園區 | 楊梅區         | 經濟部産業園區管理局台北分局。 |
| 觀音産業園區     | 觀音區         | 經濟部産業園區管理局台北分局。 |
| 林口産業園區     | 龜山區         | 經濟部産業園區管理局台北分局。 |

- 民間投資

| 名稱               | 所在行政區           | 相關資訊                         |
| 華亞科技園區       | 龜山區、新北市林口區 | 台塑集團投資開發。               |
| 華映龍潭光電園區   | 龍潭區               | 中華映管（股）公司開發。         |
| 龍潭渴望園區       | 龍潭區               | 渴望園區服務開發（股）公司開發。 |
| 日禕紡織報編工業區 | 觀音區               | 日禕紡織企業（股）公司開發。     |
| 桃園新屋大洋工業區 | 新屋區               | 大洋塑膠（股）公司開發。         |
| 東和鋼鐵工業區     | 觀音區               | 東和鋼鐵企業（股）公司開發。     |

- 其它

| 名稱               | 所在行政區 | 相關資訊                   |
| 桃園科技工業園區   | 觀音區     | 桃園市政府，委託亞塑開發。 |
| 大潭濱海特定工業區 | 觀音區     | 桃園市政府，臺灣電力公司。 |
| 觀塘工業區         | 觀音區     |                            |
| 長發工業區         | 大園區     |                            |
| 南崁工業區         | 蘆竹區     |                            |
| 海湖坑口工業區     | 蘆竹區     | 尚待提案計畫中。           |
| 楊梅幼獅擴大工業區 | 楊梅區     | 尚待提案計畫中。           |
| 烏樹林工業區       | 龍潭區     | 尚待提案計畫中。           |
| 永安工業區         | 新屋區     | 尚待提案計畫中。           |

### 都市計畫
桃園航空城

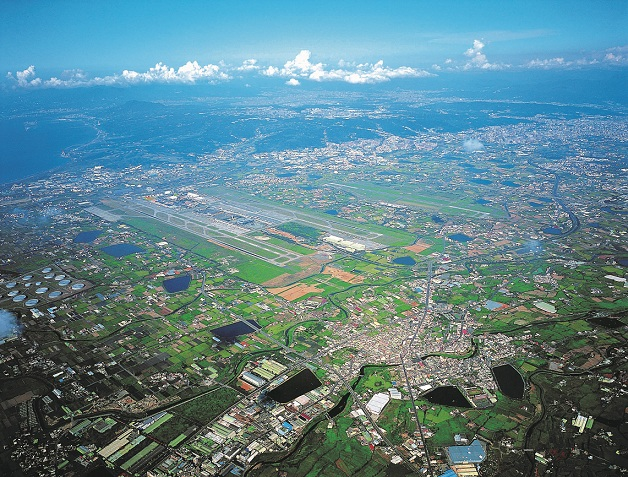
桃園國際機場及桃園航空城周遭空拍圖

「桃園航空城」，乃位於桃園國際機場周邊之龐大腹地的第三產業大型園區建設規劃案，也是自由經濟示範區計畫的一環，主要座落於大園區境內，亦有小部分位於相鄰的蘆竹區及中壢區。
目前遠雄自由貿易港區面積45公頃，未來機場周邊至少6,000公頃區域將納入整體規劃，透過擴大都市計畫發展與整合活化機場周邊土地的運用，設置自由貿易區、物流專區、航太產業維修專區、農特產品專區、國際會展專區、國際級飯店與購物中心等使該區成為具有國際競爭力的「航空城」。
亞洲·矽谷計畫
亞洲·矽谷計畫為位於桃園市的國家級大型產業計畫，目前已選擇中壢區之桃園捷運桃園體育園區站周邊土地（約3.81公頃）、楊梅區幼獅工業區內土地（約11.45公頃）、國立中央大學八德校區（約2公頃）等三塊腹地為執行基地，分別打造亞洲創新研發人才交流中心、幼獅國際青年創業園區、智慧產業育成中心。

### 能源
台灣電力公司在桃園市龍潭區有石門（9萬瓩）、義興（3萬瓩）兩座水力發電廠，大園及觀音區有44座風力發電設備，另在觀音區設置大潭火力發電廠（438.42萬瓩），並在觀塘工業港，比鄰大潭電廠，設置第三天然氣接收站。市內還有長生火力電廠（90萬瓩）及國光火力電廠（48萬瓩）等2家民營電廠，目前桃園市境內電源裝置容量3380百萬瓦特，佔全國裝置容量7.8%。
生活及工業用水部分，主要由台灣自來水公司第2區管理處供應，主要淨水場現有大湳、石門、平鎮及龍潭等4處，出水能量為117萬CMD，至2016年底止桃園市供水人口數2,124,902人（扣除總表戶及用水零度戶），普及率約95.44%。
天然氣方面，天然瓦斯公司在桃園市僅有欣桃天然氣股份有限公司一家，欣桃供氣區域包括桃園區、八德區、中壢區、平鎮區、楊梅區、蘆竹區、大溪區、龍潭區、龜山區（含新北市鶯歌區鳳鳴里、鳳福里、鳳祥里及大湖里）、大園區（含桃園國際機場）、觀音區等11個區域，其中整壓站共22站，配氣站3站。截至2016年12月底，使用天然氣的普及率已達到42.8%，供氣戶數達331,704戶。
位於桃園市龜山區的桃園煉油廠為台灣中油公司最主要的石油煉製廠之一，供應臺灣北部地區所需油料。目前桃園市共有中油、台塑等加油站總計254站，桃園市北區141站，桃園市南區113站。

## 文化
桃園市境具有閩南、客家、原住民、東南亞新住民等多元族群，孕育了多元的文化資產。

### 語言
桃園市通行現代標準漢語，其他通行的漢語有臺語（臺灣台語）、客語（臺灣客話）與馬祖話（閩語閩東片福州話次方言）；部分受過臺灣日治時期教育的年長市民能以日語溝通。
馬祖話主要使用在八德馬祖人聚居區域。桃園市唯一原住民區復興區以使用賽考利克泰雅語為主。

### 古蹟及文化資產
至2012年2月4日為止，桃園市文化局及改制前的桃園市立文化中心，已經調查研究並且出版成果的有形文化資產（古蹟、歷史建築、聚落）有龜山區壽山巖觀音寺、桃園區景福宮、蘆竹區山腳五福宮等19項；無形文化資產有客家山歌、大溪傳統木工藝、泰雅史詩吟唱等傳統藝術15項、大溪普濟堂關聖帝君聖誕慶典暨遶境儀式，民俗及有關文物8項、自然地景1項。
桃園市政府文化局所公告之桃園十大古蹟，包括桃園景福宮、龍潭聖蹟亭、蘆竹五福宮、白沙岬燈塔、新屋范姜祖堂、壽山巖觀音寺、蓮座山觀音寺、 大溪齋明寺、李騰芳古宅及桃園神社十處。

### 建築

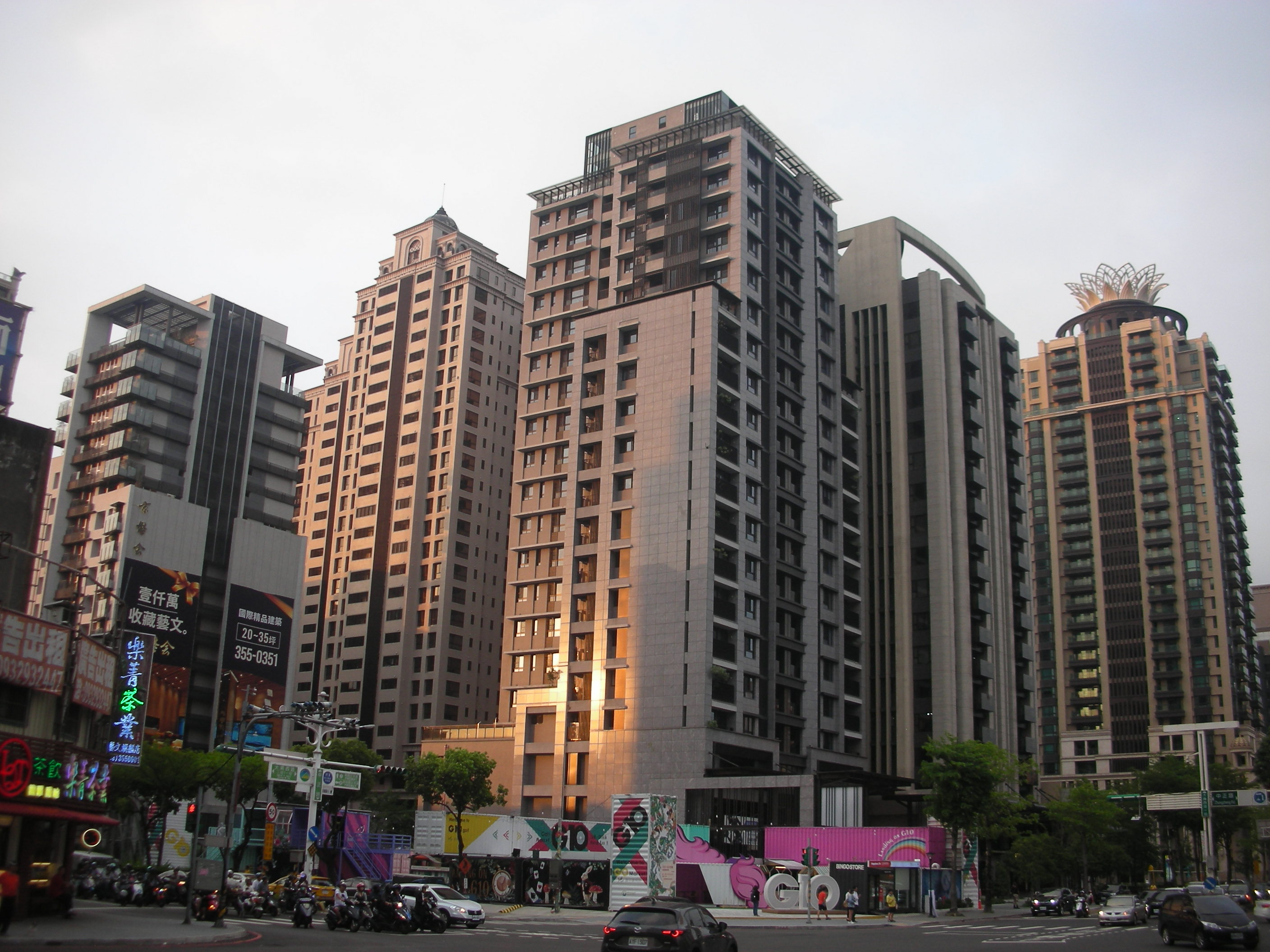
位於桃園中正藝文特區的高樓景觀

因市內族群多元，桃園的建築呈現多樣化的特色；包含台灣傳統的閩、客建築，日式建築及戰後新建的仿中國古典式樣建築與眷村、公教房舍建築。著名的早期傳統建築包括大溪區的國定古蹟李騰芳古宅，以及客家建築的代表新屋范姜祖堂。
而日治桃園的建築發展，可以見到傳統建築近代化的軌跡，直接的便是建築類型的分化、新增。包括官署公共建築物、自日本移入的宗教建築、水利設施、都市設施、軍事設施等都是社會近代化的產物。在官署公共建築物上，大部分已拆除改建。現存具代表性的為大溪公會堂、大溪武德殿等 。     
其次是老街與街屋建築。桃園地區的老街規模十分完整，包括大溪區的和平街、中山路、中央路等，楊梅區大成路、楊新路、光華街、大華街等，每條老街的風貌、形成背景不甚相同，卻各具特色，老街的特色係由街道空間與街屋共同構成，各老街的街屋建築型態依落成時間有所差異。而以桃園大圳為主的水利相關建築構造物，對桃園地區的發展功不可沒。雖因實際需要而更新維修，多已不復原貌，但仍具重要地位 。
交通相關設施亦因實際需要與交通演進，舊有道路橋樑多已改建，但亦有現存的早期交通設施，如龍潭區大平紅橋即為本市重要歷史建築代表。
由於桃園市近年來逐漸發展成現代化大都市，因此興建不少現代高樓大廈，並取代了早期的傳統建築，成為市內的主要都市景觀。

#### 眷村文化
桃園市內全盛時期眷村多達86處，雖非全國最多的地方，卻是台灣進行「眷村保存運動」的重要地區，桃園縣府於2001年率先全國辦理「桃園眷村文化節」。其中以中壢區馬祖新村、大溪區太武新村、龜山區憲光二村保留最完整，市府也將三大眷村打造為「桃園市眷村鐵三角」，期望藉此留存眷村文化，目前多已規劃為文創園區。而前龜山陸光三村活動中心是桃園市第一座登錄為歷史建築的眷村建物，目前活動中心已改建為眷村故事館供民眾參觀。
另外，位於中壢、平鎮、八德三區交界處的龍岡地區，為市內眷村密度最大的區域，平鎮的忠貞新村為國民政府遷台後興建的第一座眷村；眷村居民大多來自中國雲南及泰緬邊境，雖忠貞新村已於2004年陸續拆除，但該區域已成為飲食多元化的象徵，餐廳和飲食店多以雲南菜和泰國、緬甸口味料理為主。

### 宗教
桃園市市內宗教寺廟業務，由桃園市民政局宗教科承辦；桃園市的宗教信仰多元，市內的民間傳統信仰，除了少數原住民的信仰自成系統外，一般說來與臺灣其他閩南或客家移民的信仰習慣大致相同，多是隨著移墾過程而扎根的信仰。依照移墾地域的特性與生產方式的不同，展現出地區不同的面貌。因八德區為多數馬祖人移居台灣的聚落，也帶來了閩東的信仰文化。除了民間信仰外，佛、道、天主教、基督新教亦均為市內常見宗教信仰。而桃園市龍岡地區由於滇、緬邊區游擊部隊的駐紮，伊斯蘭教在當地亦普遍，龍岡清真寺為當地重要的信仰中心，而近年市內大量外籍配偶與外籍移工，也將家鄉的宗教信仰帶入，如印尼的伊斯蘭教、菲律賓的天主教等。
內政部2013年11月22日公布「臺灣宗教百景」入選名單，桃園市當初提出十四處景點，結果有「龜山壽山巖觀音寺」、「南崁五福宮」、「中壢仁海宮」、「復興區基國派老教堂」、「大溪蓮座山觀音寺」、「大溪齋明寺」等六個景點入選。

### 藝術

#### 美術

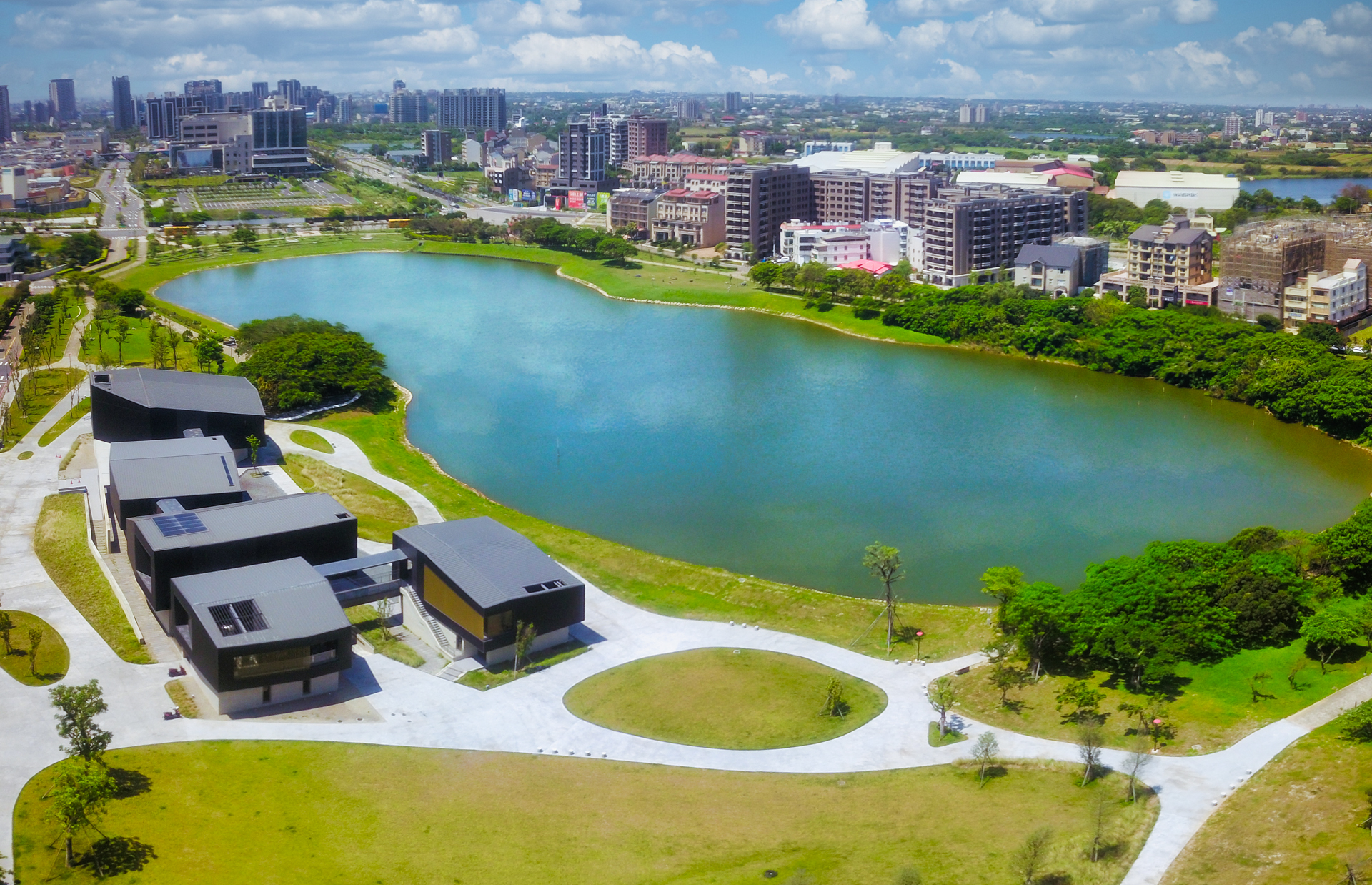
橫山書法藝術館

桃園縣升格為直轄市後，桃園市政府規劃興建桃園市立美術館總館，地點為中壢區青埔的公十三用地，預計2019年動工、2022年完工。除總館外，桃園市立美術館另有三個分館，分別為兒童美術館、橫山書法藝術館和中路美術館（興建中）。

#### 傳統藝術

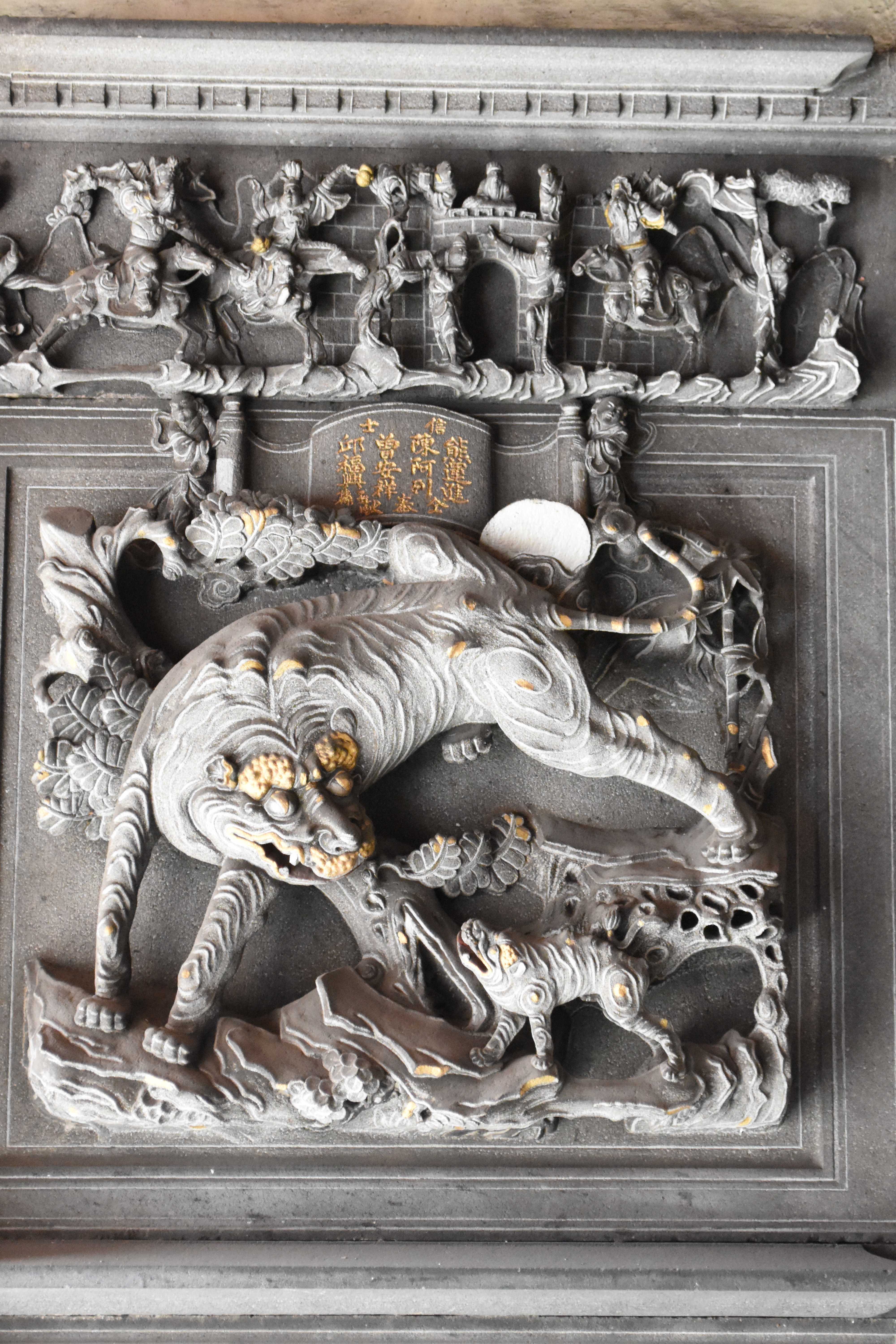
中壢仁海宮內壁飾

桃園市大溪區是中國傳統家具之重鎮。其製作技藝係承接清末廣東、福建一帶而來。先民在大溪墾荒開拓之際，隨著大宅豪邸與寺廟的建築，從大陸延聘手藝精湛的唐山師，廣募門徒培育出優良匠師，建立起厚實的技術力，又因地之利，鄰近復興區木材資源取得容易，逐漸建立起木器之鄉的美譽，而匠師們閒暇之餘也教導子女自製童玩，其中最實惠的就是陀螺，大溪陀螺也成為台灣獨特的傳統民俗文化。2015年，以大溪木藝為主題的桃園市立大溪木藝生態博物館開館，是台灣首座無圍牆博物館及桃園市首座市立博物館。

#### 音樂
桃園居民由於生活習慣不同，在文化型態上包括了客家山歌，福佬鄉土歌謠及山地歌舞三大類，表現其不同族群的鄉土文化特色。
客家八音為客家人的傳統音樂，它主要分佈於客家人聚居之桃、竹、苗及屏東等地區。而「八音班」在民間是指「鑼鼓班」，是民間喜慶中的一種鼓吹樂隊，桃園市的八音團主要分佈在客家人聚集之南桃園地區－包含中壢區、平鎮區、觀音區、新屋區、楊梅區、龍潭區等地，屬於北桃園之八德區也有部份八音團的分佈。
桃園的福佬傳統音樂則以北管為代表，地區約在清乾隆時期即有北管子弟團的活動，到了日治時期，北管子弟團數量大增，與地方生活密切結合，其活動形態主要有出陣、踩街、排場及演戲等四種，各種廟會慶典之類的場合，不時可以見到北管的演出，為當時臺灣民間相當盛行的表演藝術。每年也有舉辦多元族群嘉年華。

#### 文學
在文學史及相關論述方面，目前還沒有一本書專門談論桃園地區過往的文學發展，不過已經有研究生從事市內閩南語、民間文學、文學史料，以及傳統詩社的研究。成果有：黃煥東〈桃園市閩南語民間文學研究〉、高麗敏〈桃園市文學史料之分析與研究〉、陳欣慧〈「詩」的權力網絡：日治時期桃園吟社、以文吟社的文學/文化/社會考察〉等的文章。
市內的文藝團體，目前已有「桃園市文藝作家協會」，該會成員有鍾肇政、馮岳輝、曾信雄、林鍾隆等人，文學家、書畫家都有。1981年8月8日創立，自1984年開始，每年集結該協會成員的文學和藝術作品出版，2004年改變形式，將文學和藝術分開，分別出版。至於推廣、贊助文學活動的基金會，目前有「桃園市文教基金會」。
查考葉石濤、陳芳明、彭瑞金等多位臺灣文學評論者，所撰寫的臺灣文學史及其相關論述，目前還沒有人使用「桃園文學」這個名詞來指涉桃園地區出身的作家，意味：桃園市出身的作家雖然不少，但是各自在文壇上奮鬥，還沒有形成一種集體意識或是普遍奉行的文學觀、寫作風格。桃園市出身的作家，未如台南市（升格以後）北門區、七股區等沿海地帶的作家，比較沒有「我是桃園作家」諸如此類強烈的地域意識，也不太在意其他作家有哪些是桃園人。
戰後，在桃園市（包括升格之前的新竹縣）出生，以及後來移居桃園市的作家、學者，除了下面這些桃園市文化局為其出版作品的作家，還有鄭煥（楊梅）、鄧榮坤（楊梅）、黃娟（楊梅，現已移居海外）、莊華堂（新屋）等人；此外還有：于宥均、尤俠（本名：尤傳賢）、王信、王新蓮、王寧靜、朱亞君、李南衡、杜修蘭、杜潘芳格、果子離（本名：羅吉甫）、孫瑋芒、師瓊瑜、陳南宗、彭樹君、童雲、楊曼芬、蔡詩萍、鄭清文、陳銘磻、林央敏、古蒙仁、鄭清茂、鯨向海、許水富、謝鴻文、劉正偉、張捷明、葉莎。
桃園市的知名作家有鍾肇政、張維鎮、賴傳鑑及丁文智等。
文化局舉辦的文學活動有「桃園全國書展」、「一書一桃園：桃園之書閱讀心得徵文活動」、「桃園市文藝創作獎徵文活動」。曾經舉辦「桃園市詩歌節」、「文藝創作研習班講座」、「桃園市兒童文學夏令營」。臺灣文學發展基金會主編、桃園市文化局出版的每一屆「桃園全國書展專題演講集」、每年「一書一桃園：桃園之書閱讀心得徵文活動」的得獎作品集以及每屆的「文藝創作獎」得獎作品集，皆由桃園市文化局出版。
文化局自2015年起辦理桃園鍾肇政文學獎獎金額度高、更舉辦多場系列推廣講座，取代原先「桃園市文藝創作獎徵文活動」。

#### 影視
桃園市自2010年於桃園展演中心承辦第47屆金馬獎之後，桃園市政府隨即積極展開各項影視活動的策劃，包括率全國之先成立文創影視科，並於102年2月7日正式成立桃園市協助影視拍攝與發展中心，透過協拍申請和獎助申請，和藉由市內多樣化資源、場館與自然環境，結合科技、歷史、人文及生態等多元特色，鼓勵影視業者至桃園市拍片、取景，以藉此行銷或推廣桃園市之人、事、史、地、物，達到提升地方文化藝術和促進觀光產業發展之效用。桃園市協助影視拍攝與發展中心成立至今已協助過許多影視拍攝作品，種類包括電影、電視劇、短片、廣告、紀錄片、電視節目及MV等等。
桃園電影節
桃園市政府為了進一步開拓桃園市在國際間的能見度，以及為市內影視產業培育更豐厚的文化土壤，奠定桃園市「影視元年」的基礎，於2013年開辦了首屆桃園電影節，活動引進多部全球和全台首映的作品，並規劃了許多豐富的專題，以期許市內的影視文化蓬勃發展，和培養市內更多的影視人口。
媒體園區
此外，桃園市為了發展媒體、文創產業，桃園市政府招開第697次主管會議，桃園市政府文化局在專題報告上提到，影視文創產業是桃園最具有發展條件的重要產業，影視協拍更是發展影視文創產業的基礎，時任桃園縣長吳志揚指示將成立桃園媒體文創園區，桃園市府各局處應全力協助，以增加桃園市的國際、媒體曝光度 。

#### 動漫文化

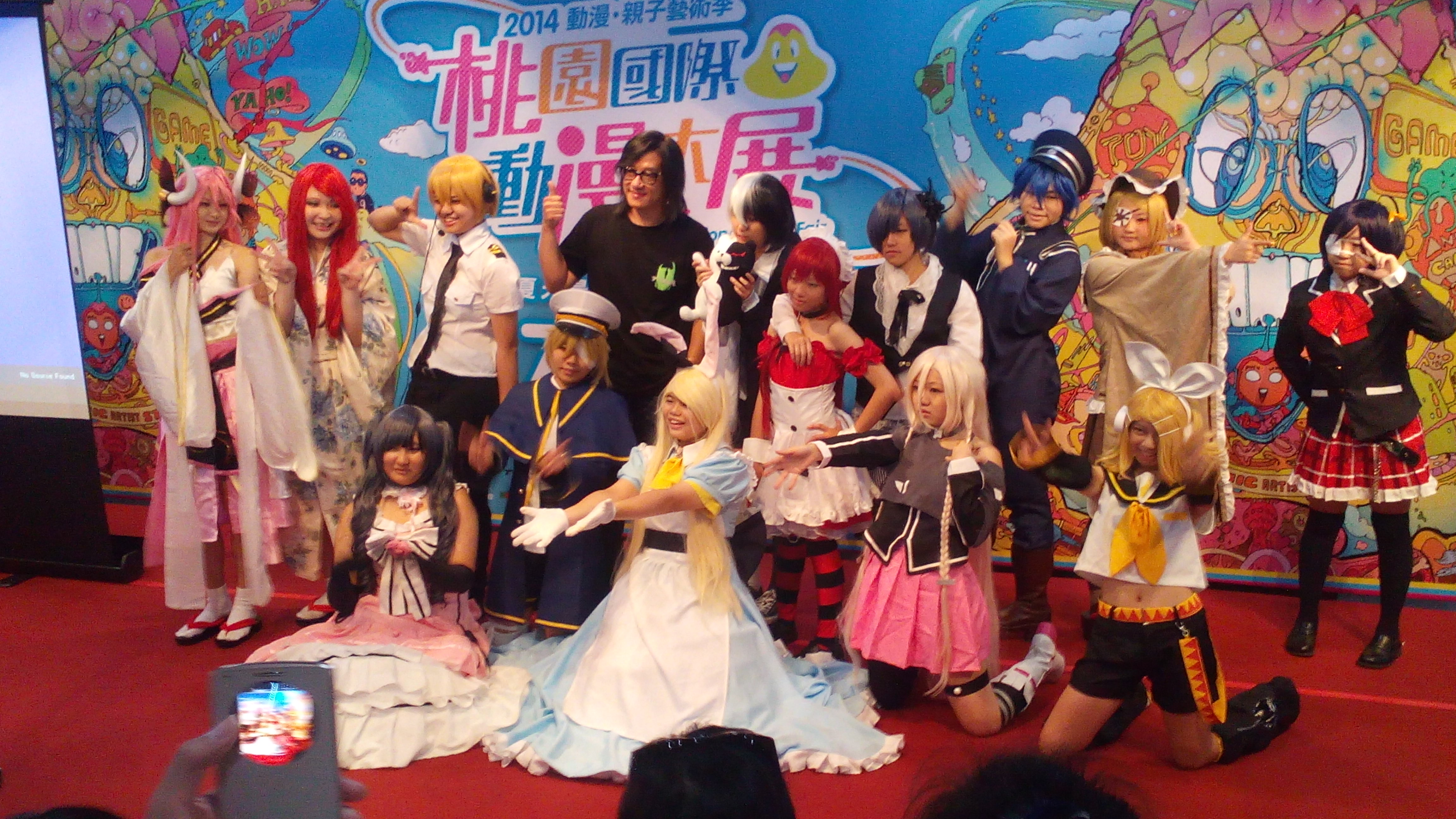
2014年桃園國際動漫大展一景，Cosplay次文化的風潮，已成展覽中的另一大特色

桃園市政府自2012年起，於桃園藝文特區首辦地方性動漫展覽桃園國際動漫大展，迄今已舉辦四屆。2014年，主辦單位將展覽內容主軸正式定位成「動畫」、「漫畫」、「遊戲」、「玩具」等四元素。由於桃園市被視為「國門之都」，因此除了在主展館桃園市展演中心針對本地參觀者進行的主要展示與活動外，在桃園國際機場設置的形象展（當地稱之「機場展」），也具有推廣台灣動漫產業形象至海外之指標性意義。
中華漫畫家協會理事徐碧娟（筆名木笛）為桃園龍潭的在地漫畫家，近年來開始創作關於在地龍潭客庄的漫畫故事；2014年4月為配合桃園客家桐花祭，於客家文化館舉辦「好客桐花漫畫作品展」；廣邀包括徐碧娟等國內知名中、新生代漫畫家及龍潭地區在地學生展出油桐花漫畫作品，可視為客家傳統文化與流行文化結合的展現。

#### 公共藝術
桃園市公共藝術審議會於1999年成立，審查桃園市內各機關所提送之公共藝術設置計畫書、甄選結果報告書與設置完成報告書。現桃園市內多所學校、機關、公園及桃園機場內均設置有公共藝術作品。
角板山國際雕塑公園成立於2003年，為一座以公共藝術為主題的公園；桃園市政府文化局邀請了11位國際藝術家及吳炫三等12位本國藝術家於復興區角板山進行創作，完成臺灣首座世界級的雕塑公園。
地景藝術節
桃園地景藝術節為桃園市於2013年開始舉辦的大型展覽活動，以桃園市境內的特色地景做為活動藝術品的展出空間。首屆地景廣場藝術節於新屋區舉辦，邀請包括荷蘭籍弗洛倫泰因·霍夫曼等國際級當代藝術家展出作品；2014年第二屆地景藝術節則於大園區的海軍桃園基地（海軍航空指揮部舊址）展出。2015年新任市長鄭文燦上任後，當年改以桃園地景藝術國際論壇的方式舉辦，而未來將採取論壇及地景藝術節輪番辦理方式，達成在地深化及藝術活化的目標。2016年桃園地景藝術節在新屋主展場、八德副展場2區舉行。

### 展演空間
桃園市政府藝文設施管理中心於2011年1月1日成立，為二級機關，承桃園市政府文化局局長之命，綜理桃園展演中心、中壢藝術館，另配合改制於2014年12月25日起接管桃園光影文化館(原桃園藝文中心)；下設總務組、推廣組、人事室、會計室，受理各項展覽與演出申請，規劃自辦大型活動及館舍維護營運相關事務。
桃園市的藝文中心包括長庚大學藝文中心、國立中央大學藝文中心、壢新藝術生活館、萬能科技大學創意藝術中心、元智大學藝術中心、中原大學藝術中心、大溪藝文之家、桃園神社文化館、桃園展演中心、中壢藝術館等、桃園光影文化館，均不定期有藝文活動或展覽展出。
2009年12月19日，位於桃園區桃園藝文特區的桃園展演中心正式啟用；該建築之設施有展場、展演廳、排練室、練團室、戶外舞台及會議室，展演廳可容納1,500人。
2013年12月，中壢藝術館外觀暨結構改建完成。
長流美術館桃園館於2003年3月創立於桃園南崁，為桃園市地方文化館之一，舉辦各種主題展覽、藝術教育課程、表演活動。位於大溪區的美華國小陀螺展示館，則於2007年4月4日正式開館營運，為推展大溪陀螺文化的重鎮。龜山區的眷村故事館則由原陸光三村眷村改建而成，紀錄了獨特的眷村文化。
2008年桃園市客家文化館正式全面營運，定位為「全球華人客家影音中心」，館內展示客家文學、音樂相關資料；該館並規劃有特展室，不定期展出各項藝文展覽。
桃園文化館暨土地公文化館，全館展示面積約400餘坪，5個常設展廳、2個特展廳。於2016年11月中旬試營運，預計將於2017年2月27日（農曆二月初二）正式開幕。
桃園藝文活動舉辦設施有桃園展演中心、桃園市藝文廣場、桃園市光影文化館、中壢演藝廳、A8藝文中心、龜山分館演藝廳等處所。

### 體育

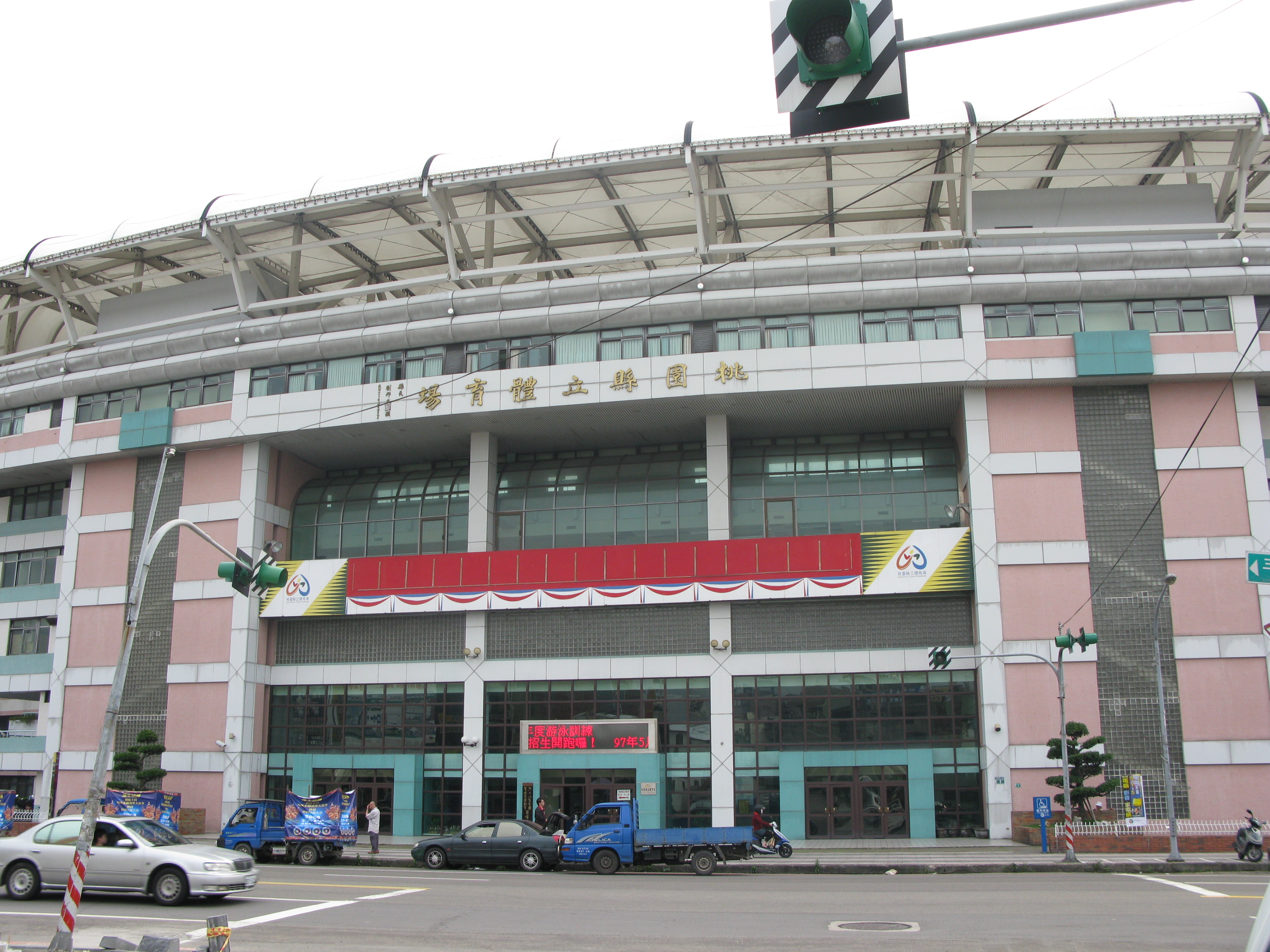
桃園市立體育場（攝於2008年3月）

桃園市體育業務和設施主管機關為桃園市政府體育局。

#### 體育場館
桃園市立體育場創建於1972年，最初僅有體育館、田徑場、游泳池等設置。在1978年後，陸續興建籃球場、劍道館等，1993年，巨蛋體育館完成建館工程。2011年升格為準直轄市後，桃園市立體育場改制為桃園市政府體育處，負責所有場地管理使用，以及體育運動工作之策劃與執行。
桃園市的主要體育場館，除上述提及桃園航空城的桃園市立體育場外，尚有位於桃園區的桃園市網球場、桃園市射箭場、中路運動中心；位於中壢區青埔的桃園國際棒球場、青埔運動公園棒球場、桃園市立青埔慢速壘球場、青埔足球場；位於平鎮區的桃園市立平鎮棒球場及龍潭區的兄弟大飯店棒球場。

#### 跆拳道
桃園市的跆拳道運動孕育出許多優秀國手。 青少年部分： 王詠惠（平鎮高中）、高子涵（平鎮高中）、邱逸姿（平鎮高中）當選2012世界青少年國手。 張力千（平鎮高中）、羅元維（平鎮高中）、黃鈺仁（治平高中）、黃懷萱（桃園農工）、楊宗瀚（平鎮高中）當選2014世界青少年國手。 袁蔚琪（平鎮高中）、蘇柏亞（平鎮高中）、王德龍（平鎮高中）當選2015年亞洲青少年國手。
平鎮高中自民國101年開始至今已榮獲全國中等學校運動會高中女子組團體冠軍五連霸。

#### 棒球
桃園市棒球運動發展完整。2011年中華職棒的La New熊隊將主場地由高雄遷移桃園市的桃園國際棒球場現為樂天桃園棒球場作為主場地，並更名為桃猿lamigo monkeys隊，2020年更名為樂天桃猿隊。樂天桃猿隊所有的主場比賽均安排在樂天桃園棒球場，為中華職棒屬地主義首創球隊。
桃園市的業餘甲組球隊則包括國立體院棒球隊（臺灣啤酒）、萬能科技大學棒球隊（萬能科大）、開南大學棒球隊（維輪實業）、桃園航空城棒球隊等球隊。
在基層棒球方面，許多位於桃園市的球隊也創下佳績，平鎮高中棒球隊於2007年曾代表台灣組隊獲得第七屆亞洲青棒錦標賽冠軍；2014年1月再度獲得首屆黑豹旗全國高中棒球大賽冠軍。少棒部分，桃園市龜山國民小學少棒隊曾於2009及2012年代表台灣參加威廉波特少棒賽，其中2009年獲得亞軍。

#### 大型賽事
桃園市曾於1999年舉辦首屆全國運動會、2014年舉辦全國中等學校運動會；2017年於臺北市舉行的世界大學運動會，也有部分賽事預計在桃園進行，2019年睽違了20年，再度舉辦全國運動會。
2011年高爾夫LPGA台灣賽在桃園市楊梅區揚昇高爾夫球場首次舉辦，是第一項在台灣舉辦的LPGA賽事。
2015年亞太聽障運動會於桃園市舉行，趨時，桃園市成為繼臺北市、高雄市後，臺灣第三個具有國際大型體育賽事舉辦能力的城市。
2018年世界相撲錦標賽於桃園市桃園區桃園巨蛋舉辦，是暨2014年高雄市舉辦後，第二次爭取到世界相撲錦標賽。

#### 其他
除棒球及籃球外，排球、桌球、足球、羽球及慢跑、登山也是市內常見的休閒運動，有多支校隊或社團。

### 大眾媒體

#### 電視
桃園市共有三家有線電視業者，南區由南桃園有線電視獨佔經營，北區則有北桃園有線電視、北健有線電視二家業者。

#### 平面媒體
目前聯合報、中國時報、自由時報及蘋果日報等主要全國性報紙在桃園市均有發行地方版面。
國內諸如風傳媒等網路媒體在網路上的點擊率都逐漸超越四大報。
近年來網路獨立媒體興起，以桃園多位青年主導的獨立媒體-草根青年發聲網亦引起不少話題。另外，2018年9月起，由一群媒體人開辦的獨立媒體桃園電子報每日報導桃園市13區為主的在地新聞，滿足民眾閱讀需求廣受好評。

#### 廣播
桃園市可以接收23家廣播電臺節目，包括全國性的警察廣播電台、中央廣播電台、原住民族廣播電台，地方性的新客家廣播電台、大溪廣播電台、桃園廣播電台等。
| 頻率         | 電台名稱                        |
| ------------ | ------------------------------- |
| 89.5 百萬赫  | 飛揚調頻廣播                    |
| 89.9 百萬赫  | 心動音樂電台                    |
| 91.1 百萬赫  | 大溪廣播電台                    |
| 91.5 百萬赫  | 美聲廣播電台                    |
| 92.3 百萬赫  | 亞太電台                        |
| 92.7 百萬赫  | 亞洲電台                        |
| 93.1 百萬赫  | 臺北廣播電台                    |
| 93.5 百萬赫  | 新客家廣播電台                  |
| 94.3 百萬赫  | 警廣治安交通網臺北台            |
| 96.3 百萬赫  | 原住民族廣播電台                |
| 96.7 百萬赫  | 環宇廣播電台                    |
| 97.1 百萬赫  | 大漢之音調頻廣播電台            |
| 98.9 百萬赫  | Best Radio（好事聯播網）        |
| 99.7 百萬赫  | 愛樂電台                        |
| 100.7 百萬赫 | 臺北國際社區廣播電台(ICRT)      |
| 101.7 百萬赫 | 教育廣播電台                    |
| 103.3 百萬赫 | 中廣流行網(I Like Radio)        |
| 104.9 百萬赫 | 警廣全國治安交通網              |
| 106.5 百萬赫 | 漢聲廣播電台                    |
| 106.9 百萬赫 | 桃園廣播電台                    |
| 107.7 百萬赫 | HitFM聯播網（臺北之音廣播電台） |
| 531 千赫     | I go 531                        |
| 648/882 千赫 | 中廣新聞網(News Radio)          |
| 1512 千赫    | 警廣新竹台                      |

## 教育
桃園市現有16所公私立大學、28所公私立高中職、67所國民中學、190所國民小學。

### 大專院校

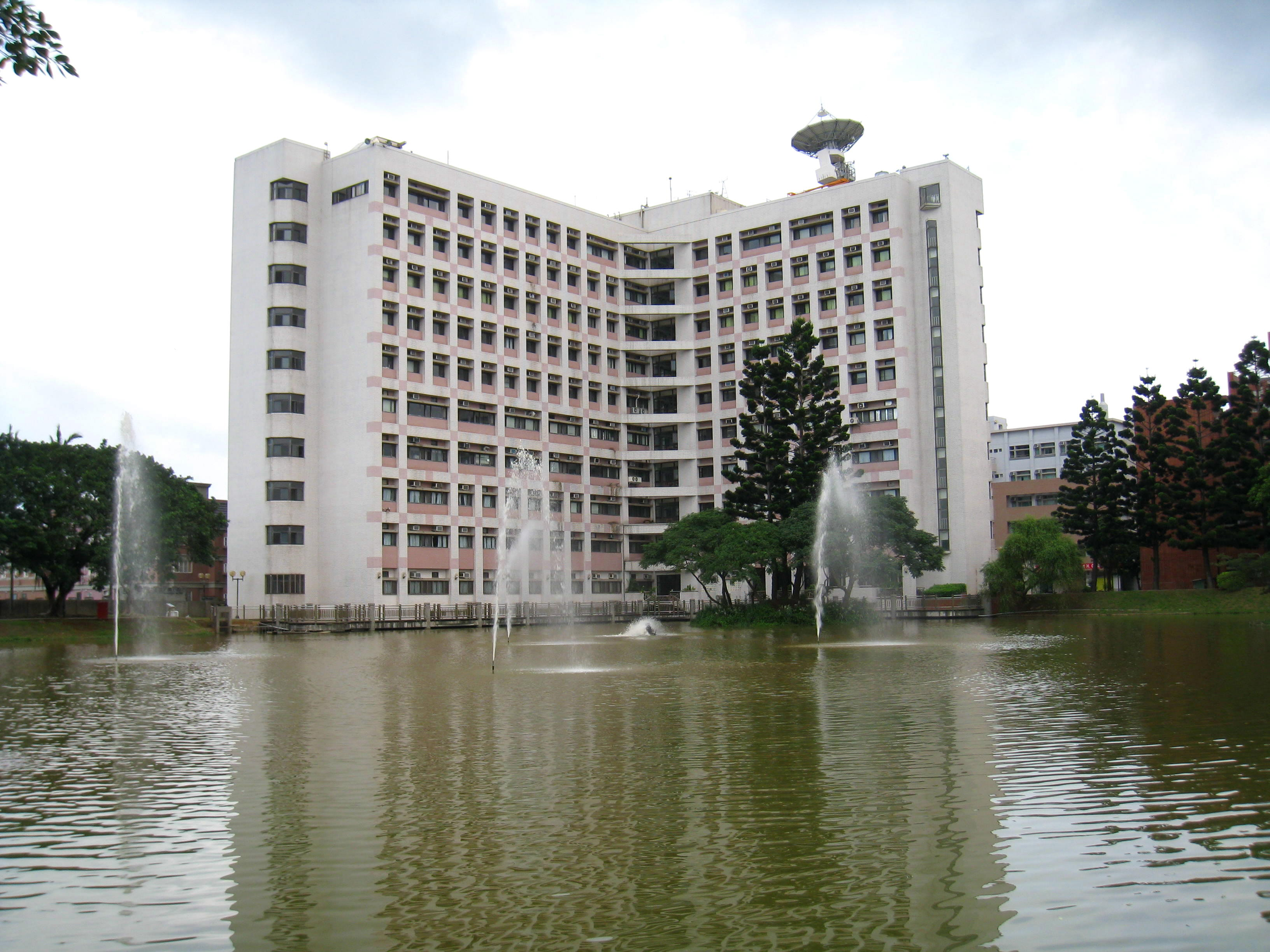
國立中央大學

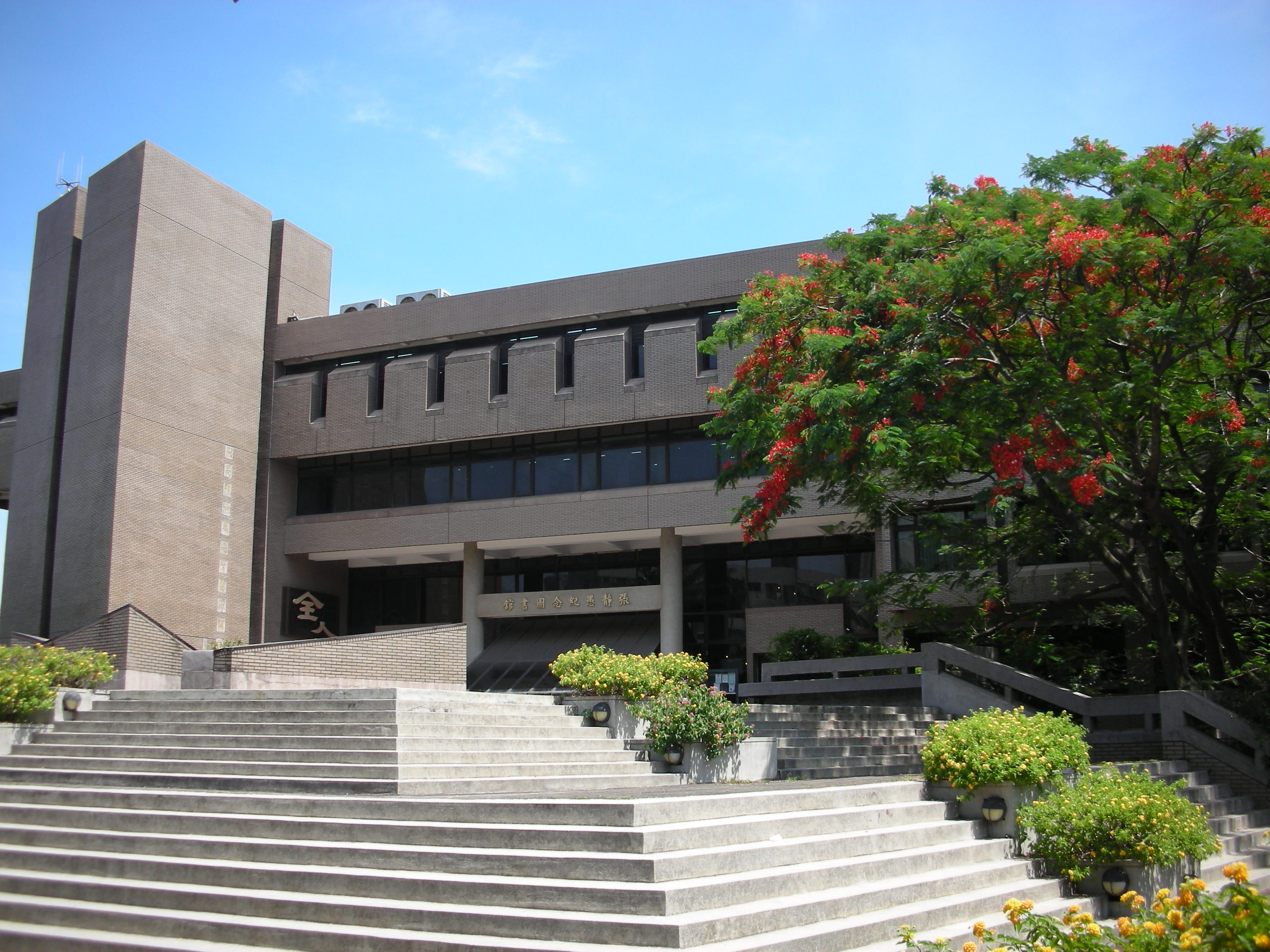
中原大學

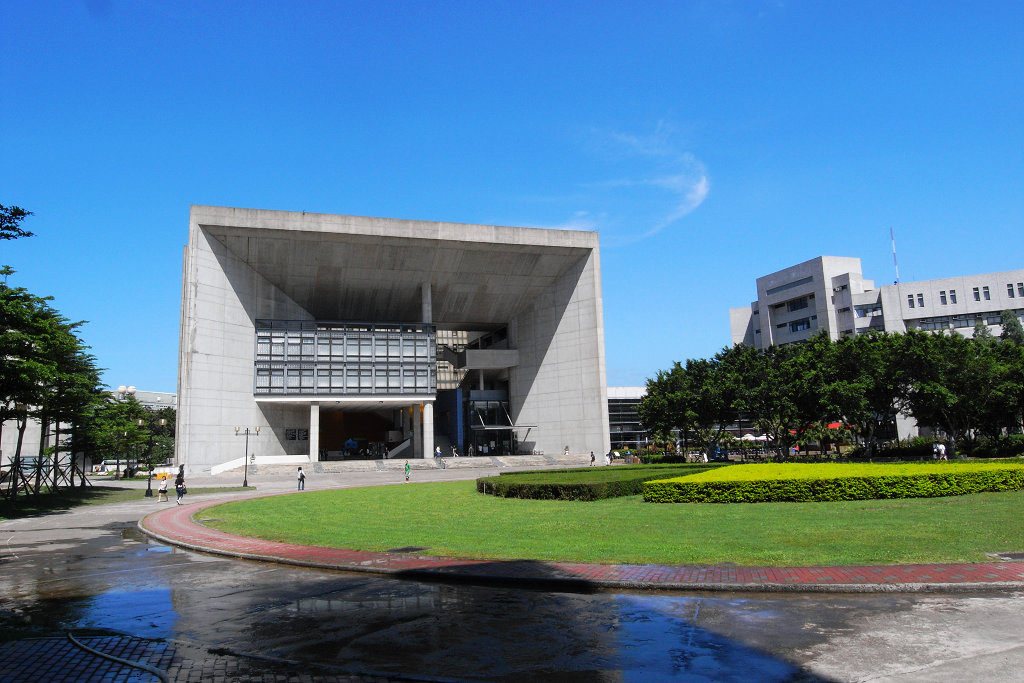
元智大學

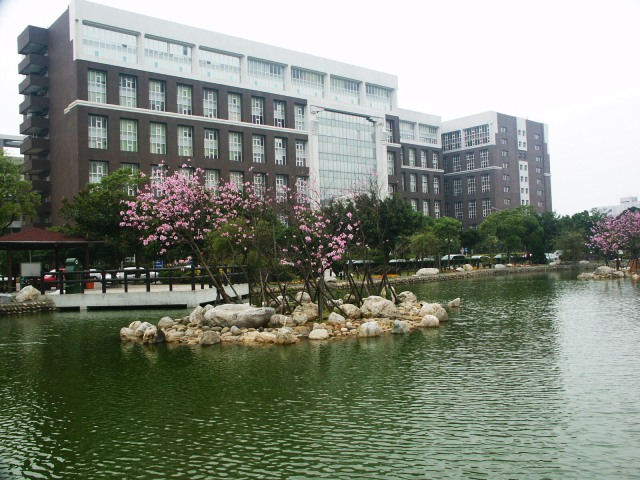
長庚大學

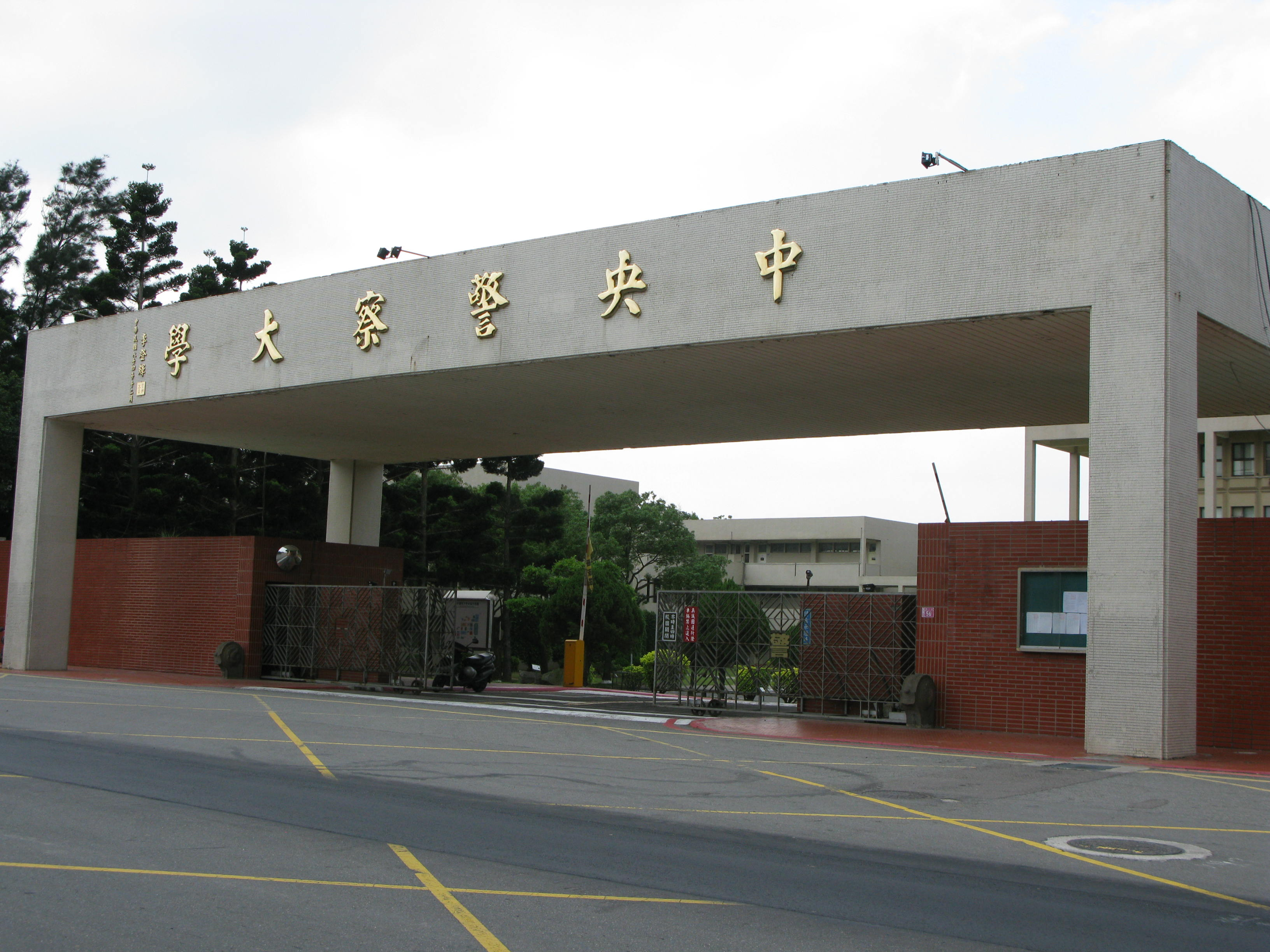
中央警察大學

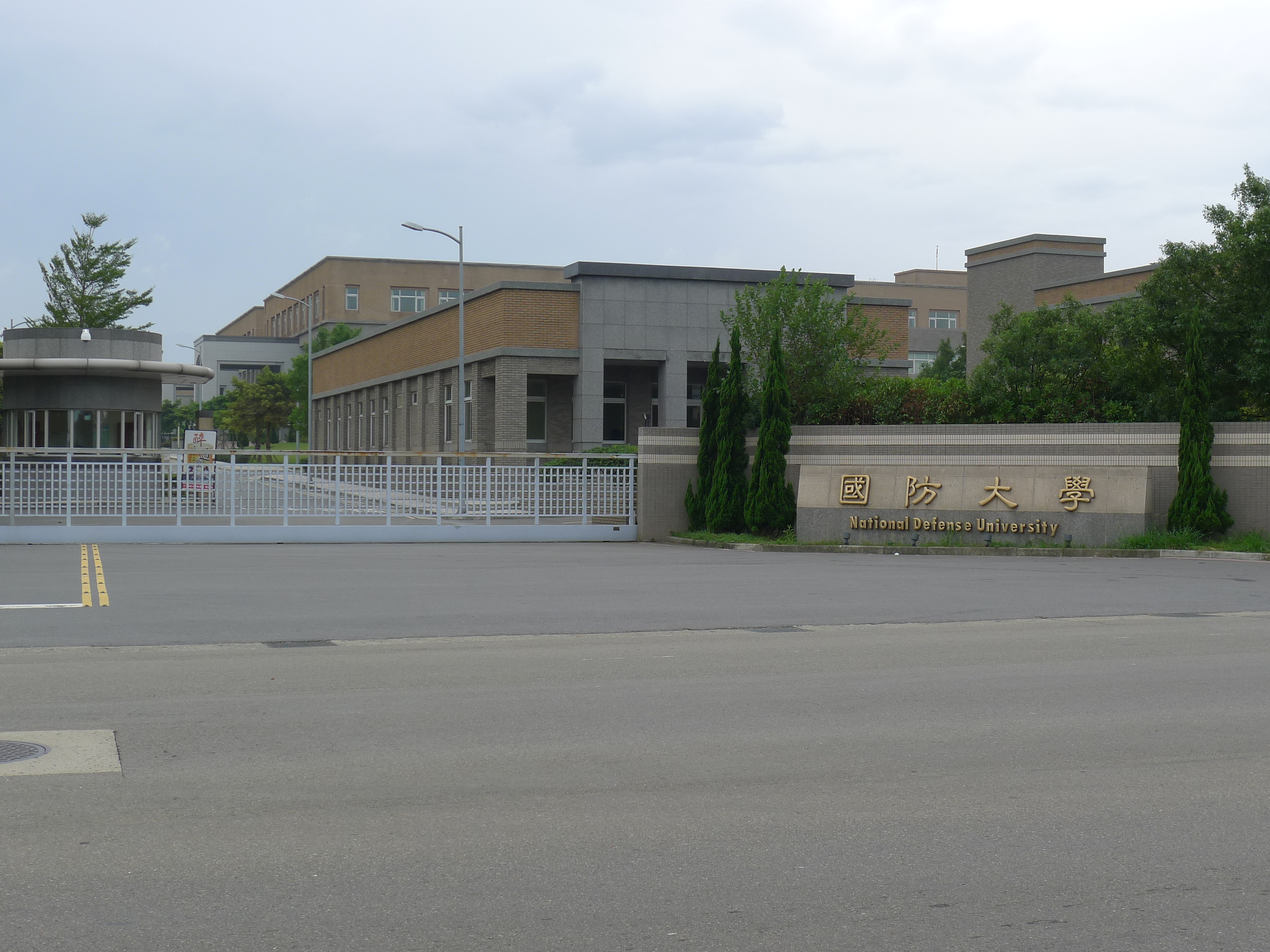
國防大學

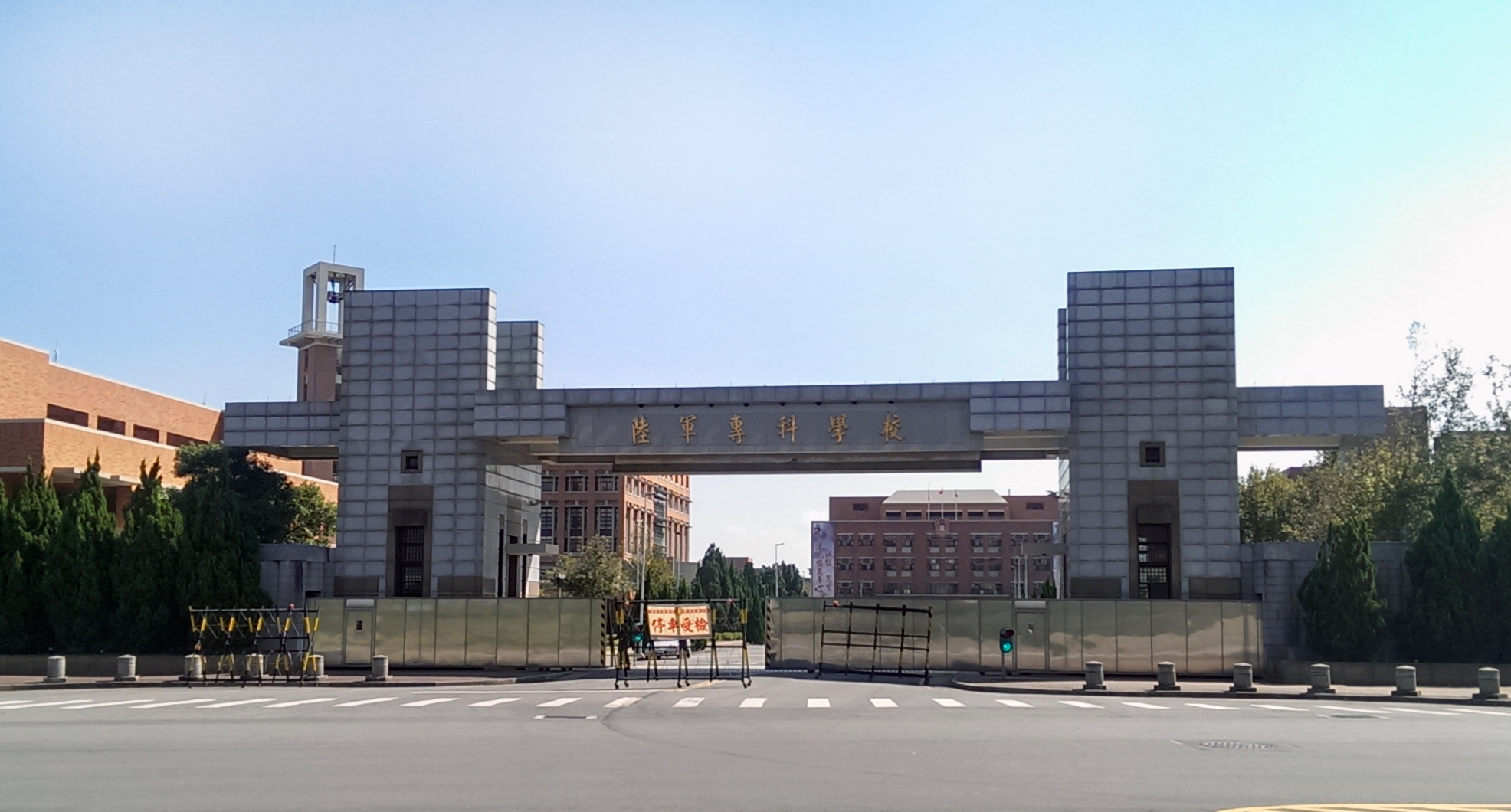
陸軍專科學校

桃園市101學年大專院校學生數為111,333人，詳細清單請參閱桃園市大專院校列表。

### 高級中等學校
目前，桃園市共有34所高級中等學校，詳細清單請參閱桃園市高級中等學校列表。

#### 完全中學
因高中部及國中部性質差異過大，公立的完全中學多已經各自分立。2002年平鎮高中國中部獨立設校，復名為桃園縣立平鎮國民中學。2008年壽山國中因應改制桃園縣立壽山高級中學，國中部停止招生，原國中部學區新生轉至龜山國中、幸福國中就讀，高中部及國中部僅共存一學年度。2008年大漢國中因應改制桃園縣立大溪高級中學，國中部停止招生，原國中部學區新生轉至大溪國中就讀，高中部及國中部僅共存一學年度。2011年南崁高中國中部獨立設校，復名為桃園縣立南崁國民中學。2017年5月桃園市政府教育局欲將桃園市立建國國民中學發展為市立技術型高級中等學校兼完全中學、增設商業職科，因校園空間不足等因素遭受一百多名校內教師連署反對。同年6月桃園市市長鄭文燦在議會備詢時，明確表示建國完全中學計畫不可行。2018年永豐高中旁正在進行市地重劃，規劃將高中部和國中部分開，讓國中部移到新的重劃區新設桃園市立永豐國民中學
。公立完全中學僅存位於偏鄉的觀音高中、新屋高中、羅浮高中，以及規劃中的大崗高中、華德福實驗高中。2023年2月，桃園市政府教育局長劉仲成表示，完全中學校務運作複雜，且就地改制新建校舍仍需要時間，停止將經國國中改制為完全中學，規劃於桃園區經國特區「文高二」用地設立經國高中。

### 國中教育
在12年國民基本教育中桃園市與連江縣為同一個免試就學區，名稱為「桃連區」。102學年度新移民子女占整體國中小學生人數比率為10.9%。由於十二年國教會考制度、免試入學等年年變動，加上私校不斷祭出優渥獎學金，越來越多家長選擇讓子女進入私校就讀，造成私校擠破頭的現象。桃園市開辦國中部的私校有10所，包括振聲、新興、六和、治平、復旦、清華、大華、有得、懷恩、康萊爾，除了位於新屋區的清華高中國中部及龍潭區的懷恩高中國中部，兩校核定兩班九十人，但位置偏僻，學生來源不足，僅招收一個班，其餘都招滿。。

### 特殊教育
桃園市內的多所國中、小設有特殊教育班或資優教育計劃。國中身心障礙學生升學分為安置特殊教育學校、安置高中特教班及安置高中等3類。桃園特教(專門特教學校)設有國中部及高職部，教育對象為中度、重度、極重度智能障礙及以智能障礙為主之多重障礙學生。武陵高中教育對象以資優學生為主，包括科學班、數理資優班及語文資優班、音樂資優班，安置人數約360人。

### 外僑教育
桃園國際外僑教育學校目前有桃園美國學校及桃園市哥倫比亞國際實驗教育機構，桃園美國學校為桃園市內的第一所採用美國教育課程為主外僑學校，含幼稚園、國小、國中、高中等教學體制，由美國在台協會（A.I.T.）、外交部與桃園市教育局共同核准設立。同時，桃園美國學校亦是臺灣最接近國家航空運輸中心的國際外僑學校。而位於龍潭區的桃園市哥倫比亞國際實驗教育機構由漢英集團、加拿大哥倫比亞中學、加拿大駐台北貿易辦事處(CTOT)與桃園市教育局共同核准設立，由國際美語村補習班改制，為桃園市第一所採用加拿大高中教育課程為主的國際外僑學校。

### 文教

#### 桃園市立圖書館
截至2022年12月，桃園市有43座公共圖書館，其他私有、公有文教設施則因數量過多而暫時無法統計。截至2016年為止，藏書量共2,296,735冊。目前圖書館數量與藏書量仍為六都之末，在升格後已經逐年增加購書預算，以期儘速趕上其他五都。
升格為直轄市後，桃園市政府規劃興建桃園市立圖書館新總館，將位於桃園中正藝文特區內，面積為0.7至2公頃左右，樓板面積約有3萬3千平方公尺，圖書總館將結合航空城、埤塘意象成為桃園新地標。而桃園升格直轄市後，各區圖書館也收歸桃園市政府文化局管理。
2015年12月10日，位於中壢區的桃園市立圖書館龍岡分館啟用，館內空間利用大量木元素，被網友譽為「全台最美圖書館」、「此生必訪圖書館」，位於八德區的桃園市立圖書館大湳分館由原軍方電影院八德中正堂活化再利用而成，其建築已被列為桃園市文化資產，為市內另一座特色圖書館。2018年11月，位於龍潭區行政園區的龍潭分館暨鄧雨賢台灣音樂紀念館營運啟用，由圖書館及展覽中心組成，是目前桃園圖書分館群中最大的一所。
2022年12月17日，桃園市立圖書館總館新館試營運。

### 研究機構
國家中山科學研究院位於龍潭區，屬國防部的行政法人機構，為國內最重要的軍事科研機構。國家原子能科技研究院亦位於龍潭區，是核能安全委員會的附屬機構；專門負責台灣核能安全、核設施除役及放射性廢棄物管理、輻射應用、新能源與再生能源及環境電漿五大領域的研發，近年擴大到再生能源與新能源領域。中華電信研究院位於楊梅區，主持國家時間與頻率標準實驗室，負責發布國家標準時間。

## 醫療
桃園市目前一共有公私立醫療機構數1,467間，其中含29間大型醫院及2家大型精神科專科醫院，包括醫學中心1家、區域醫院7家、地區醫院21家，除大型醫院外另有診所1,432家。以行政區來看，醫療機構以桃園區的450間最多，其次為中壢區392間，最少的為復興區的7間。

## 交通

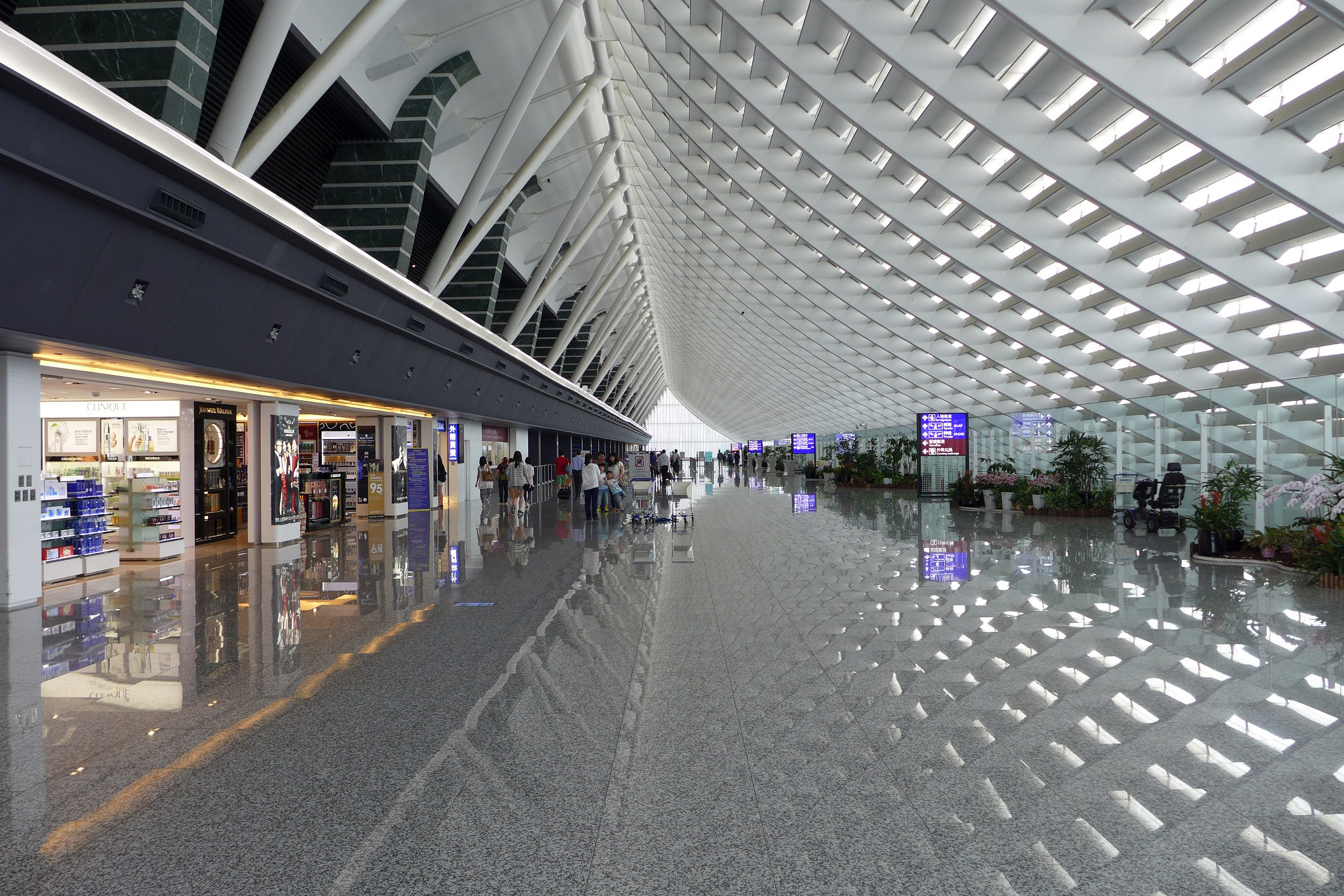
桃園國際機場為臺灣規模最大客貨運輸量之機場

桃園市為台灣人口第五多之城市，全市交通流量龐大，每逢尖峰時段或假日，常有大量人潮、車潮於市區內或城際之間流動，導致市區、高速公路、快速道路內許多重要道路時常出現交通阻塞的情形。大眾運輸部分，目前桃園市有多條營運的公車路線及規畫中的大眾捷運系統，形成密集之交通路網，服務大眾。
由於近年桃園市人口快速增加，現有交通設施早已經不足以服務市內人潮，於是自1990年代初，政府便規劃包含桃園市在內之主要城市（臺北市、高雄市、臺中市、桃園市、新竹市、嘉義市、臺南市）興建大眾捷運系統。然而進入2000年代後，中央政府及各級地方政府財政狀況快速惡化，無力大規模興建捷運系統，使得桃園捷運計畫延宕二十餘年，現有之交通設施早已不足以服務市內龐大人潮、車潮，所幸於桃園機場捷運展開興建後，陸續展開桃園捷運橘線、桃園捷運綠線、桃園捷運棕線、臺鐵捷運紅線等計畫，其中桃園機場捷運已完工通車，桃園捷運綠線亦已經獲得行政院核定，正在興建中。捷運路網完工後，預計可大大解決桃園市長年之空氣汙染及交通問題，成為臺灣第三個擁有大眾捷運系統之城市。
另外，因臺北松山機場發展至1970年代時，其東側與北側為基隆河河岸，西側及南側又緊鄰市區，已經無法擴建，且松山機場本身也僅有一條主跑道，早已經無法負荷大量航機服務，於是自1970年代興建臺灣桃園國際機場，並於1979年2月26日正式啟用，發展三十餘年後，桃園國際機場成為全臺最大、最重要之聯外機場，使桃園市成為臺灣重要航空樞紐，帶動國家發展。
自中山高速公路開通後，政府陸續於桃園地區興建國道二號、國道三號、台61線、台66線，並規劃新建國道一甲、國道二甲，使桃園市民可使用國道通往全市各處，建造便捷之公路路網。
此外，桃園市亦因地處通往臺北都會區之要道，並建有便捷交通路網，故成為全國重要的交通樞紐之一。
桃園市現有的交通建設主要包括：
- 國際機場：臺灣桃園國際機場
- 軌道運輸：台灣鐵路、 台灣高鐵、桃園捷運
- 高速公路：中山高速公路、桃園環線、福爾摩沙高速公路
- 快速公路：台61線、台66線
- 高鐵聯外道路：台31線
- 省道：台1線、台3線、台4線、台7線、台15線

### 大眾運輸

#### 高鐵、臺鐵
- 台灣高鐵

高鐵桃園站位於桃園市中壢區青埔，為一地下車站，可迅速前往臺北市、臺中市、高雄市等臺灣西部主要城市，與桃園機場捷運共構，可轉乘捷運前往桃園國際機場、桃園區中心、中壢區中心等地。
- 臺灣鐵路

臺鐵縱貫線在桃園市內呈東北－西南走向，連接桃園、中壢兩大核心都市以及負擔往來臺北都會區之旅途需求，共有桃園車站、內壢車站、中壢車站、埔心車站、楊梅車站、富岡車站、新富車站七站。其中桃園車站及中壢車站為一等站，兩大車站分別為北、南桃園之交通樞紐，日進出人次在台鐵車站中分別高居二、三位。
目前桃園都會區鐵路地下化計畫正進行細部規劃中，預計將現有桃園、內壢、中壢三站改建為地下車站，並於市內增設中路、桃園醫院、中原、平鎮四座通勤車站。

#### 大眾捷運
因應桃園市人口之快速成長與城市發展，中華民國政府早於1990年代規劃「桃園都會區大眾捷運系統」，而該系統已經有桃園機場捷運於2017年完工通車。另桃園捷運綠線已經於2016年4月經行政院核定，2016年11月完成專案管理發包，高架段於2018年7月完成統包工程發包，2018年10月開工，地下段則於2019年7月完成統包工程發包，分別於2019年9月、10月動工。全系統由臺北市政府捷運工程局、交通部高速鐵路工程局捷運工程處、桃園市政府捷運工程局等機關興建，由桃園市政府、新北市政府、臺北市政府合資成立之桃園大眾捷運股份有限公司經營。本系統已經於2017年3月2日正式營運，成為臺灣第三座大眾捷運系統。
另因應城市交通之便利性，所屬臺北捷運系統之新莊線、萬大-中和-樹林線亦往桃園市發展，在位於龜山區與新北市新莊區交界處的迴龍站與桃園捷運棕線做連結，而三鶯線則規劃經新北市進入桃園市八德區之路線，以服務沿線人口，並與桃園捷運綠線做連結。
- 桃園捷運： 機場線、 機場線中壢延伸段（興建中）、 綠線（興建中）、 綠線中壢延伸段（規劃中）、 綠線大溪延伸段（規劃中）、 棕線（規劃中）、 橘線（規劃中）
- 臺北捷運： 中和新蘆線、 萬大樹林線第二階段（興建中）
- 新北捷運： 三鶯線桃園八德段（規劃中）

#### 公車
- 桃園市市區公車

基本里程八公里內18元，超過八公里部分則每公里2.58元計算，使用桃園市民卡乘車可享有基本票價買一送一、公車捷運間轉乘優惠。
- 臺北市市區公車

由臺北市和新北市經營的一些公車路線也會行經桃園市境內。主要行經區域為龜山區迴龍地區、林口長庚地區以及蘆竹區南崁地區。
- 公路客運

由於桃園市各區的分布關係，大部分境內各區的橫向交通和跨縣市（臺北市、新北市、新竹市和新竹縣）的公車路線均由公路客運來互相聯繫。其主要經營業者有桃園客運、中壢客運和新竹客運。
- 國道客運

桃園市境內的國道客運轉運點通常位於交流道附近，主要的有林口站（實際位於龜山區）、桃園（南崁）站、中壢站和龍潭站。此外，針對其他各縣市有搭機需求的民眾，桃園國際機場獨自形成國道客運的聚集點。
- 免費市民公車

為照顧境內偏遠地區和一般公車不易抵達的地區的市民，由市政府交通局整合升格改制前各鄉鎮市原有的免費公車，以全新的「樂活巴（LOHAS Bus）」為名，並視需求和針對沒有免費公車的區開闢新路線。目前境內13個區皆有免費公車行駛，路線共有92條。

#### 公共自行車
桃園市公共自行車租賃系統由桃園市政府交通局負責，在2016年2月4日正式營運，採取分期建構方式。主要設置地點包括捷運沿線車站、公共運輸場站（火車站、高鐵站、客運轉運站）、公共開放空間（機關、廣場、公有平面停車場、大型賣場、百貨業）及公園綠地（包括南崁溪、老街溪沿岸親水公園）
截至2019年12月26日，共有337個站點，分布於中壢區、桃園區、平鎮區、龜山區、八德區、蘆竹區、大溪區、大園區、龍潭區、楊梅區、觀音區以及新屋區等十二個行政區。

### 公路

#### 高速公路

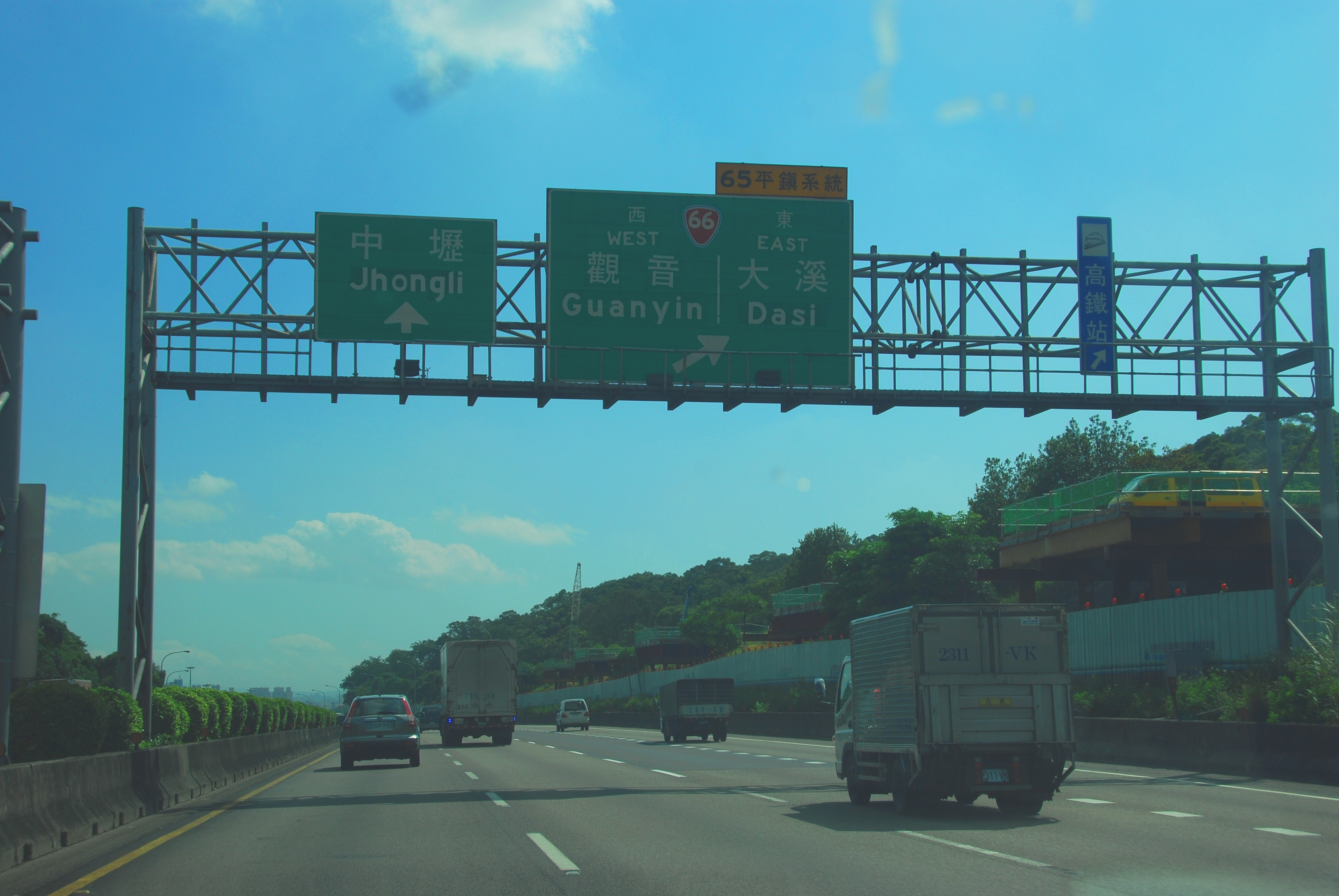
國道一號平鎮系統交流道北上車道

桃園市目前計畫有5條國道經過，目前共通車4條，為中山高速公路、桃園環線、大園支線、福爾摩沙高速公路，目前共有21個交流道。
- 中山高速公路：大致以東北-西南走向穿越桃園市，行經桃園、中壢、平鎮、楊梅等精華地區，並設有林口、桃園、機場系統、內壢、中壢轉接道、中壢平鎮系統、幼獅及楊梅、楊梅端等交流道或端點，並有中壢服務區。「五股楊梅高架道路」為國道一號五股至楊梅的高架拓寬路段，於2013年全線通車，是為了解決國道一號北部五股到中壢路段嚴重壅塞問題而興建。
- 桃園環線：全線呈西北至東南走向，貫穿桃園市北部，連接國道一號與國道三號並可通往桃園國際機場。以國道一號為界，西段（機場端—機場系統）稱機場支線、東段（機場系統—鶯歌系統）則稱桃園內環線。
- 大園支線：聯絡大園工業區與機場支線，規劃延伸至台61線。
- 福爾摩沙高速公路：經過桃園市南部，大致與國道一號平行，設有大溪、龍潭、高原三個交流道。

未來預計新增桃園航空城北側聯外高速公路。

#### 快速公路
桃園市境內共有2條台灣省道快速公路，共有27個交流道。
- 台61線（西濱快速公路）：經過桃園市沿海的蘆竹、大園、觀音、新屋四區。
- 台66線（觀音大溪線）：以西北-東南向貫穿桃園市西部，連接台61線、國道一號與國道三號。

#### 省道

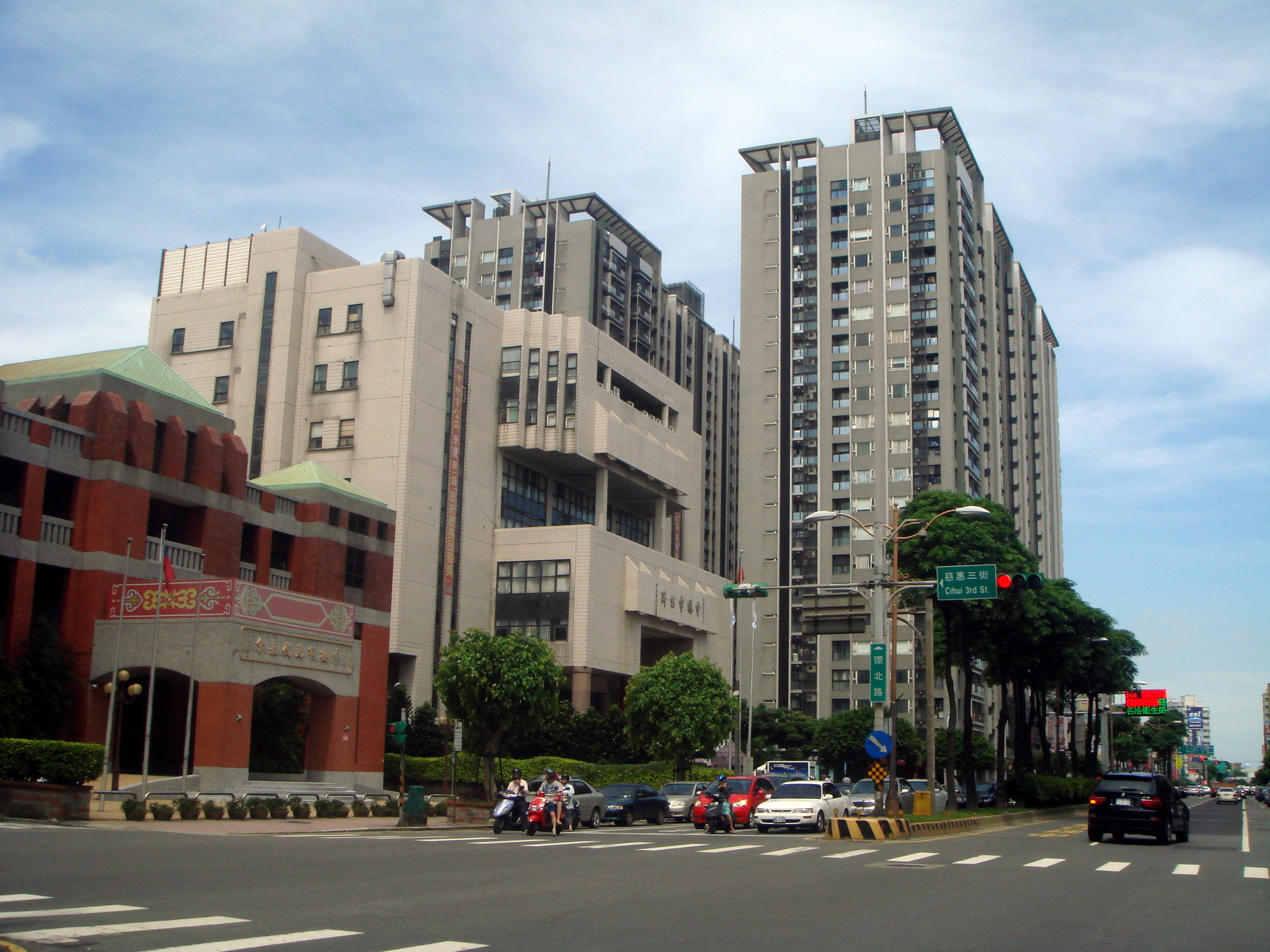
台1線（中壢區環北路）

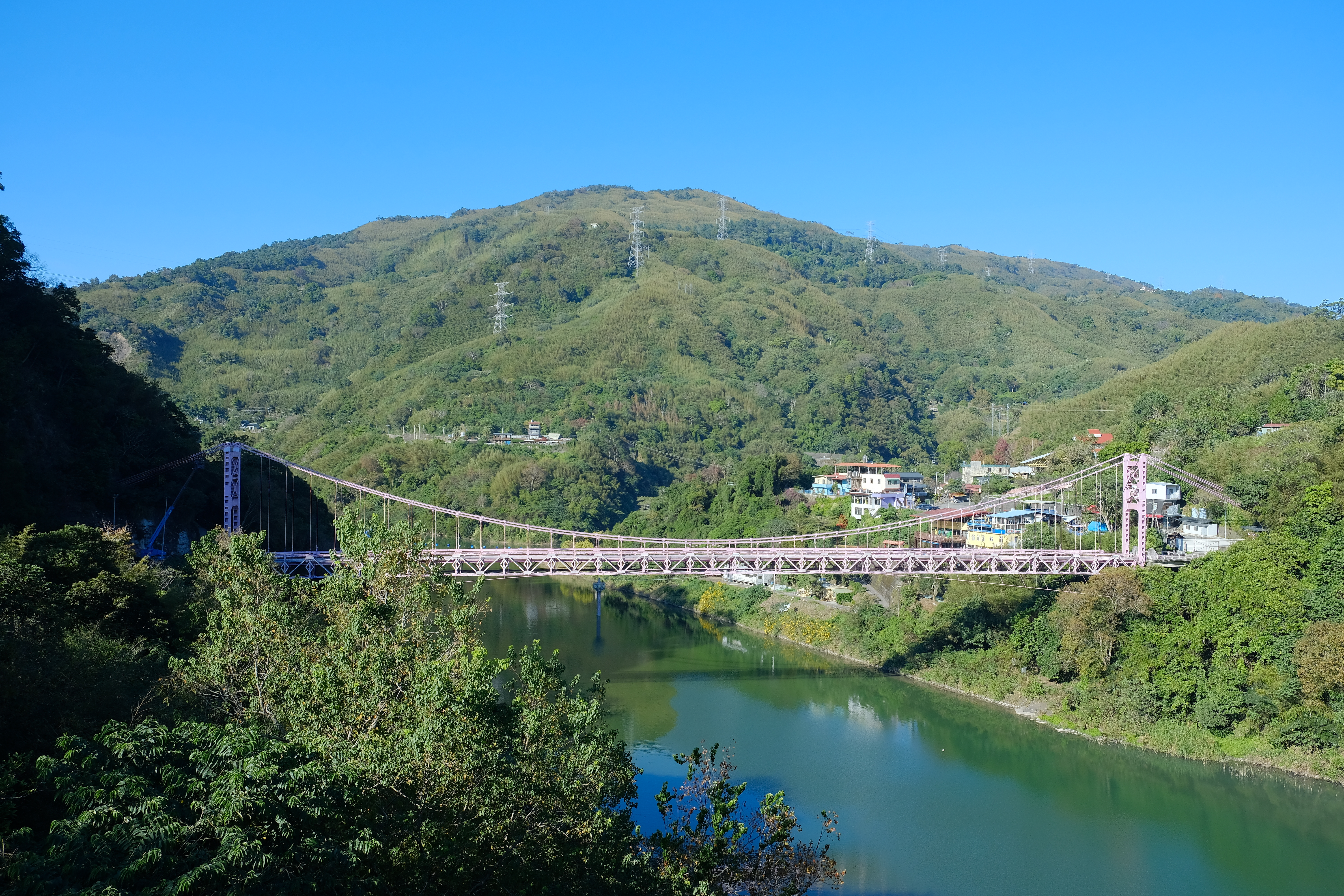
台7線北橫公路復興區路段的羅浮橋（遠）及復興吊橋（近）

桃園市境內共有6條省道主線、4條支線。
- 台1線：縱貫公路
  - 台1甲線
- 台3線：內山公路
  - 台3乙線
- 台4線
- 台7線：北部橫貫公路
  - 台7乙線
- 台15線：西部濱海公路
  - 台15甲線
- 台31線：高鐵橋下道路桃園段

#### 市道
桃園市現有市道15條，含9條主線、6條支線。
- 市道105號
- 市道108號
- 市道110號
  - 市道110甲線
  - 市道110乙線
- 市道112號
  - 市道112甲線
- 市道113號
  - 市道113甲線
  - 市道113乙線
  - 市道113丙線
- 市道114號
- 市道115號
- 市道116號
- 市道118號

#### 區道
桃園市有區道共計127條，全市各區內均有區道分佈。

### 航空
臺灣桃園國際機場，簡稱桃園機場、桃園國際機場，位於桃園市大園區，為全國最大、最繁忙的機場。是北台灣的聯外國際機場、以及臺灣主要的國際客運出入吞吐地。桃園機場落成於1979年，為臺灣十大建設之一，現共有兩個航廈、兩個主跑道，正在建設第三航廈，並規劃第三跑道，是臺灣目前唯一一個特等航空站。現今共有67家航空公司經營定期航線、飛往全球34個國家的144個航點，年均旅客流量超過4000萬人次。
- 其他（已廢止或移用）

桃園曾有懷生機場、龍岡機場及大園機場三座軍用機場，現均已廢除。另在龍潭陸軍基地有一輕航機機場，由601旅使用。

## 觀光旅遊

### 自然景點

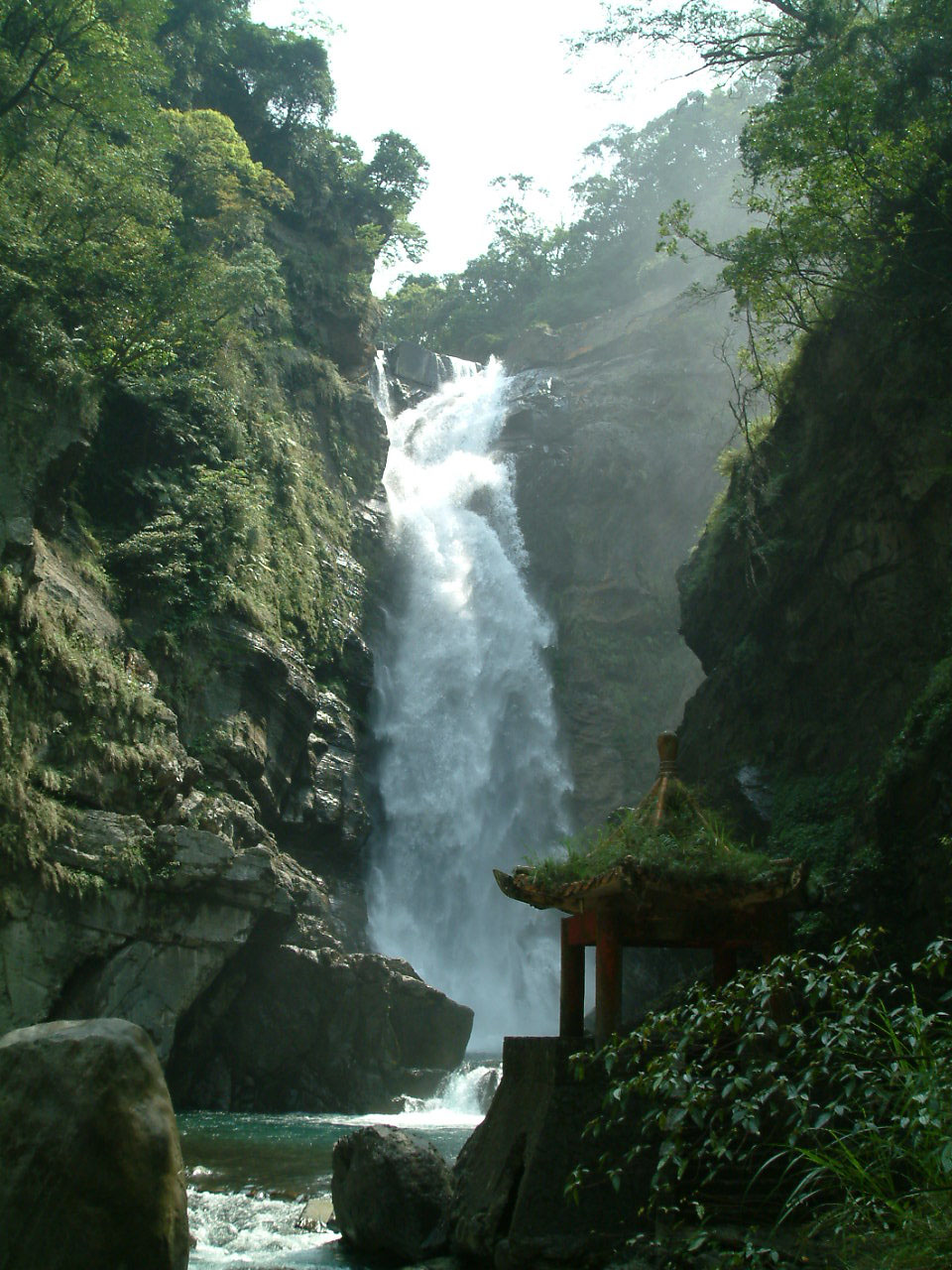
小烏來瀑布

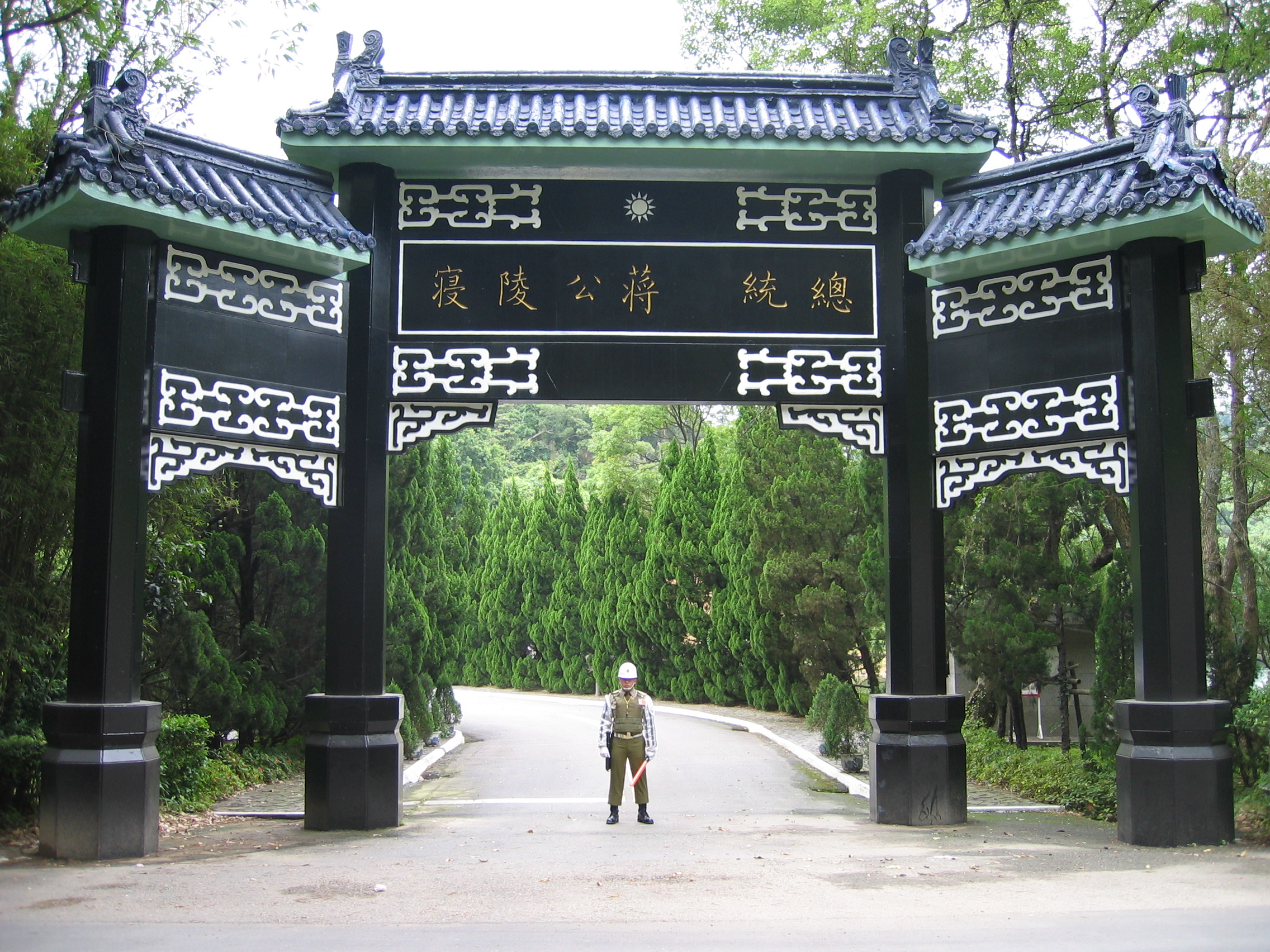
慈湖陵寢

桃園市的自然觀光資源豐富，一般人熟知的景點包括東眼山國家森林遊樂區、小烏來風景特定區、 拉拉山風景特定區、角板山行館風景區、慈湖風景區、石門水庫風景區等。
東眼山森林遊樂區是北臺灣最大的森林遊樂區，園內規劃有完善的登山健行步道，沿途有各種景觀、森林植像，景致宜人。不遠處的小烏來瀑布則以神似於新北市的烏來瀑布而聞名，近來則於瀑布上方興建天空步道；於2011年7月2日開放，可隔著玻璃俯視瀑布的壯闊景觀。
桃園市政府於2005年規劃有兩蔣文化園區，園區除了慈湖與後慈湖的自然風光外，尚包括大溪公會堂、慈湖陵寢、慈湖紀念雕塑公園、大溪陵寢、角板山行館、角板山公園及大溪中正公園等景點，結合了歷史、人文、自然生態的特色。
虎頭山風景特定區已獲得行政院核定，是繼拉拉山、小烏來後，桃園市第三個風景特定區，將規劃虎頭山、楓樹坑二大遊憩系統，將虎頭山打造成北台灣重要的都會公園。
2019年4月3日，桃園市長鄭文燦於市政會議時宣布，將爭取設置北橫國家風景區，會請交通部觀光局找出適當的經費先行規劃，風景區從慈湖開始，一路經過角板山、小烏來、達觀山、東眼山、拉拉山到巴陵一帶。

### 名勝古蹟
桃園市目前有國定古蹟二處，大溪李騰芳古宅、觀音白沙岬燈塔。
市定古蹟24處：新屋范姜祖堂、蘆竹五福宮、桃園景福宮、桃園市忠烈祠、壽山巖觀音寺、大溪齋明寺、龍潭聖蹟亭、大溪蓮座山觀音寺、八德呂宅著存堂、龜崙嶺鐵道橋遺構、龍潭翁新統大屋（正廳、右第一護龍）、蘆竹德馨堂、大溪簡送德古宅、前內政部北區兒童之家院長宿舍、楊梅道東堂玉明屋、桃園無線受信所、前空軍桃園基地設施群、八塊無線送信所。

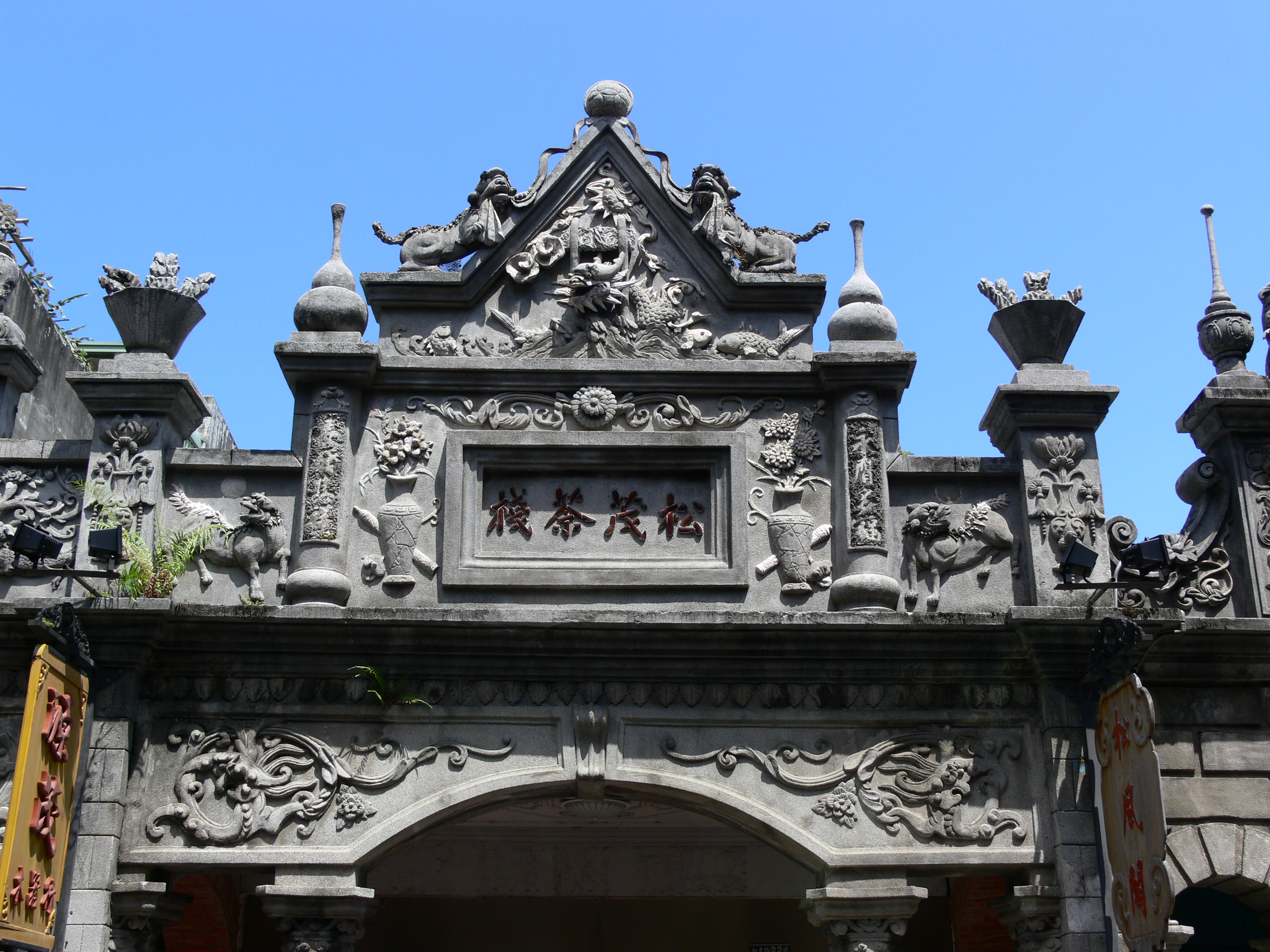
大溪老街建築

### 觀光場所
桃園市政府自2006年起推動「工廠觀光化輔導」相關措施，協助具有產業文化或觀光教育價值的傳統工廠轉型為「產業文化館」型態。目前共有28家觀光工廠及產業文化館、觀光場所及中心20處，擁有豐富之觀光、文化資源。

### 其他景點
其他主要景點有小人國主題樂園與味全埔心牧場兩座主題樂園、巴洛克風格的大溪老街、海濱的竹圍漁港與永安漁港。

### 旅館
桃園市目前有國際觀光旅館4家、一般觀光旅館4家、一般旅館196家及民宿22家，共計可提供10,112間客房。2011年觀光旅館客房住用數高達524,920人次，住宿率高達75.4%，已躍居全國觀光旅館住宿率最高的縣市。

### 觀光活動
桃園市政府辦理各類地方文化節慶與展演活動，包括桃園客家桐花祭、北橫旅遊節、桃園閩南文化節、桃園眷村文化節、桃園市夏日親子藝術節、桃園國際動漫大展、觀音蓮花季、石門觀光節、地景藝術節等。

### 地方特產

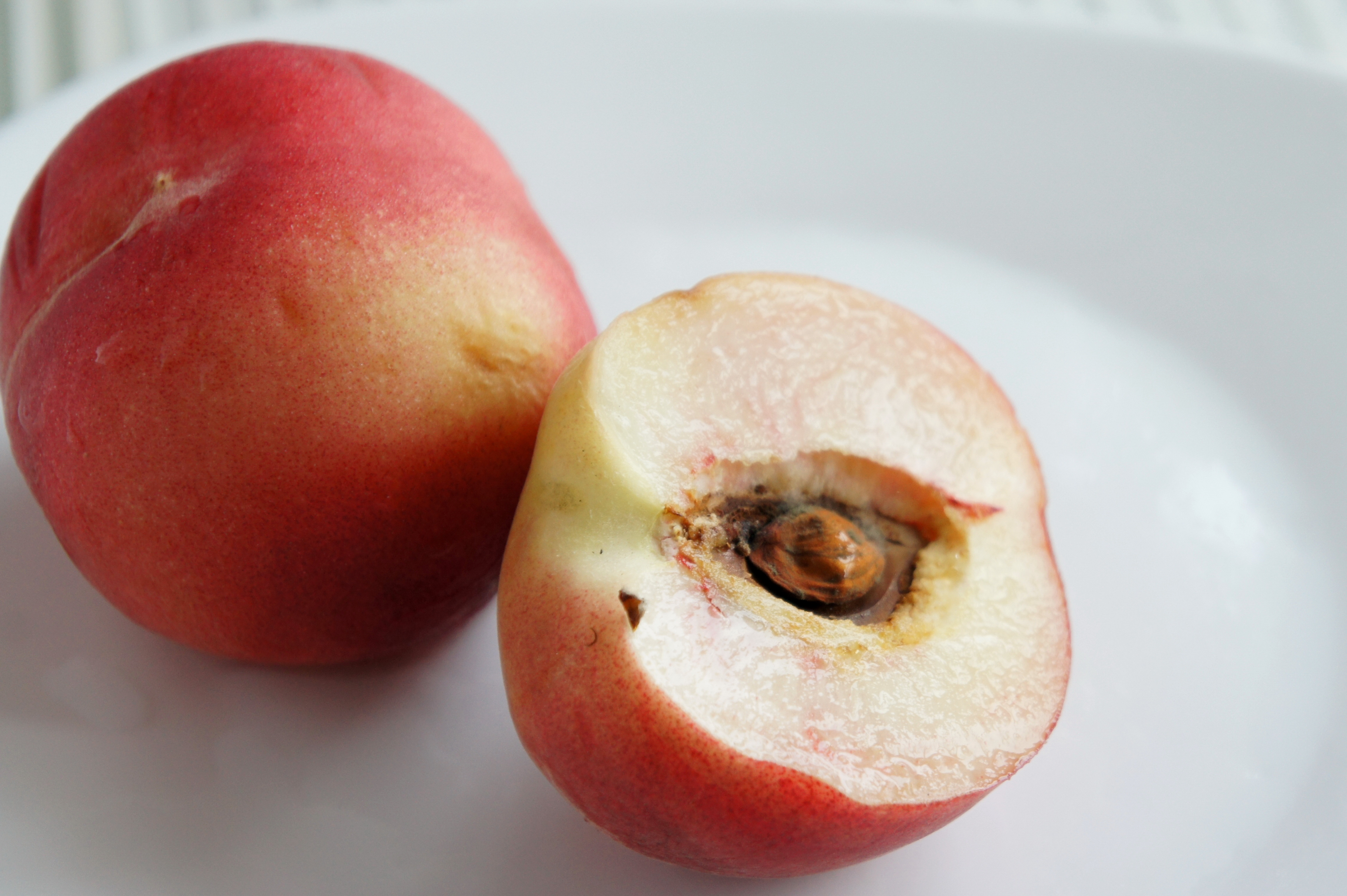
拉拉山水蜜桃

地方特產有大溪豆干、豆腐乳、龍潭花生糖、復興區綠竹筍、新屋鵝肉、觀音蓮花餐、拉拉山水蜜桃、桃園椪風茶以及桃園良質米等等。
- 2007年票選的桃園十大伴手禮，獲選的有：素寶齋食品的肚臍餠，桃園酒廠（原林口酒廠）的玉泉極品紅麴葡萄酒，龍潭立義食品的花生軟糖，大房食品的國寶級豆干大師，大溪養蜂產銷班的蜂蜜黑心肝，郭祿食品的月靜禮盒，正記中崎本舖]的布丁蛋糕禮盒，郭記名點桃園名點酥禮盒，萬里香商店的陳年紅糟豆腐乳與龍潭龍情食品的花生軟糖禮盒。

- 2010年第三屆桃園十大伴手禮獲獎名單：分別為中崎本舖的中崎布丁蛋糕，大園 鄉良質米產銷班的大賀囍米，大房食品的大房幸福桃花園禮盒，台灣菸酒林口酒廠的玉泉極品紅麴葡萄酒禮盒，復興空廚的如意柿禮盒，蜜寶貝的阿枝蜂蜜六六大順禮盒，磊園活魚的草魚XO醬，美德糕餅舖的黃金千層蛋糕，郭祿食品的溫馨禮盒，新珍香的花生酥糖。其中最佳在地特色獎為麗揚工作室的與客結緣，最佳造型獎為屏榮食品的洛菲爾俄羅斯軟糖禮盒，最佳創意獎為台灣京瓷企業社的釉之花絮，評審團獎為河堤小館的創意牛禮盒[158]。

- 2015年桃園十大伴手禮食品組獲獎名單[159]：大房食品的豆干大師禮組，大溪拿破崙派的大溪拿破崙派，竹峰茗茶的相思碳焙茶，宏旺食品的杏福桃子園，芊香園工作室的香不辣-蒜酥辣醬，承恩文創的找碴，找茶-拉拉山雲上茶 精祚禮盒、拉拉山海萍茶園的水密桃茶酥，清合醬菜館的緬甸蝦醬，鼎太公紅麴滷味的紅麴滷味，豐實農場的有機仙草乾。

### 商圈百貨市集
桃園工商業發達，設有許多商場及觀光商圈，以滿足龐大的消費族群。
商圈
桃園市較主要的觀光商圈多數位於桃園區及中壢區，包括桃園站前商圈、桃園藝文特區商圈、桃園大有商圈、中壢六和商圈、中壢站前商圈（中平商圈）、中壢中原商圈等。
百貨商場
大型購物中心包括蘆竹區的台茂購物中心，以及中壢區的大江國際購物中心與GLORIA OUTLETS華泰名品城。百貨公司則有位於桃園區的遠東百貨桃園店、統領廣場、新光三越桃園站前店，以及位於中壢區的遠東SOGO百貨中壢店。
- 置地廣場·桃園
- 華泰名品城
- 大江購物中心
- 置地生活廣場 八德
- 台茂購物中心
- 統領廣場
- 遠東百貨
- 遠東SOGO百貨
- 新光三越
  - 桃園站前店
- 環球購物中心
  - A8店
  - A19店

美食廣場／商場
- 中茂新天地
- JC PARK食尚廣場：桃園春日館、中壢中正館
- ATT筷時尚桃園館
- 壢食樂 Z12 PLAZA

大型量販店
桃園的量販店密度極高，共高達16家，1989年成立於八德區的萬客隆桃園店（今大潤發八德店），即為國內量販店的始祖。
- 家樂福：桃園店、經國店、中壢店、內壢店、中原店、青埔店、平鎮店、八德店
- 大潤發：中壢店、平鎮店、八德店
- 愛買：桃園店、楊梅店
- 好市多：南崁店、中壢店

家飾家居商場
- 宜家家居：桃園店
- 特力家居：桃園館（內含特力屋南崁店、特力和樂南崁店）
- 特力和樂：中壢店、內壢店、八德店
- 宜得利家居：愛買店、環球A8店、台茂店、中壢店、JC PARK店、平鎮大潤發店

電影院
- 威秀影城：桃園統領
- 新光影城：桃園青埔
- 國賓影城：八德置地
- 美麗新影城：桃園台茂
- 喜樂時代影城：桃園A19
- in89豪華數位影城：桃園站前
- SBC星橋國際影城
- 威尼斯影城
- 中源戲院
- 民和戲院

## 國際交流

### 國際組織與活動
- 國際姊妹市協會（Sister Cities International）會員
- 與美國德州達拉斯簽署交換學生合作備忘錄
- 與美國德州達拉斯捷運公司簽署合作備忘錄
- 與愛爾蘭都柏林簽署世界衛生組織高齡友善城市[160]

### 城市榮譽
桃園市在2009年為全亞洲唯一獲得「智慧城市創辦人獎」及「全球21大智慧城市獎」雙項奬項的城市，並於2010、2011、2013、2014、2015、2016年七度獲得「全球21大智慧城市獎」奬項，更於2013年獲得「全球7大智慧城市獎」躋身成為世界級的智慧城市。

### 友好城市
桃園市政府現與以下城市締結姊妹市（友好城市）：
- 相關國家數：12
- 友好城市數：34

市政府締結（僅列局部，依締結時間）
| 編號 | 國別       | 區（州、省、縣等）別 | 城市名                     | 締約日                 |
| 1    | 美国       | 康乃狄克州           | 哈特福縣                   | 1982.06.16             |
| 2    | 美国       | 加利福尼亞州         | 阿拉米達縣                 | 1998.09.14             |
| 3    | 美国       | 德克薩斯州           | 達拉斯                     | 2007.01.12             |
| 4    | 大韓民國   | 仁川廣域市           | 仁川廣域市                 | 2009.09.14             |
| 5    | 日本       | 石川縣               | 加賀市                     | 2016.05.19             |
| 6    | 以色列     | 特拉維夫區           | 拉馬干                     | 2016.07.12             |
| 7    | 日本       | 香川縣               | 香川縣                     | 2016.07.18             |
| 8    | 日本       | 千葉縣               | 千葉縣                     | 2016.08.09             |
| 9    | 大韓民國   | 慶尚北道             | 龜尾市                     | （再次簽約）2016.09.07 |
| 10   | 日本       | 千葉縣               | 成田市                     | 2016.09.16             |
| 11   | 大韓民國   | 忠清南道             | 論山市                     | 2016.10.25             |
| 12   | 美国       | 喬治亞州             | 富頓縣                     | 2017.02.06             |
| 13   | 美国       | 加利福尼亞州         | 聖貝納迪諾縣               | 2017.02.25             |
| 14   | 日本       | 宮崎縣               | 宮崎縣                     | 2017.10.05             |
| 15   | 法國       | 奧弗涅-羅納-阿爾卑斯 | 格勒諾布爾阿爾卑斯大都會區 | 2018.03.29             |
| 16   | 马绍尔群岛 | 拉塔克礁鏈           | 奧爾環礁                   | 2018.07.31             |
| 17   | 荷蘭       | 烏特勒支省           | 烏特勒支                   | 2019.03.29             |
| 18   | 美国       | 紐澤西州             | 紐華克                     | 2021.08.03             |
| 19   | 美国       | 關島                 |                            | 2021.12.15             |
| 20   | 日本       | 千葉縣               | 銚子市                     | 2022.07.11             |
| 21   | 美国       | 加利福尼亞州         | 長堤                       | 2022.12.15             |

區公所締結
桃園市各區與以下城市締結姊妹市。
| 編號 | 國別       | 區（州、省、縣等）別 | 城市名             | 締約日         | 區別   |
| 1    | 美国       | 華盛頓州             | 肯尼維克市         | 1992年2月14日  | 桃園區 |
| 2    |            | 昆士蘭省             | 洛根市             | 1995年3月18日  | 桃園區 |
| 3    | 拉脫維亞   | 巴維市               | 巴維市             | 1997年2月12日  | 桃園區 |
| 4    | 美国       | 加州                 | 爾灣市             | 2001年2月2日   | 桃園區 |
| 5    | 美国       | 康乃狄克州           | 恩菲爾市           | 1980年11月30日 | 中壢區 |
| 6    |            | 慶尚北道             | 龜尾市             | 1989年11月6日  | 中壢區 |
| 7    | 義大利     | 拉丁省               | 阿爾巴諾拉吉雅利鎮 | 1997年10月28日 | 大溪區 |
| 8    | 美国       | 北卡羅萊納州         | 樂斯維爾鎮         | 2004年4月7日   | 大溪區 |
| 9    | 美国       | 德克萨斯州達拉斯郡   | 大草原市           | 2008年11月17日 | 龜山區 |
| 10   | 美国       | 德克萨斯州達拉斯郡   | 嘉倫市             | 2009年2月6日   | 蘆竹區 |
| 11   | 印度尼西亞 | 西加里曼丹省         | 山口洋市           | 2010年11月29日 | 楊梅區 |
| 12   | 波蘭       | 馬佐夫舍省           | 拉當市             | 2011年9月28日  | 桃園區 |
| 13   | 日本       | 和歌山縣有田郡       | 湯淺町             | 2016年9月      | 復興區 |

## 備註
1. ↑  鳳鳴車站亦為此計畫的一部分，但此站位於新北市。

### 條目
1. ↑  臺灣行政區人口列表

### 引用
1. ↑  .   [2019-01-10]. （原始内容存档于2019-01-10）.
2. 1 2 3 4
3. 1 2 3 4  . 桃園市政府民政局.   [2024-10-03]. （原始内容存档于2024-12-11） （中文（臺灣））.
4. ↑  .   [2016-03-22]. （原始内容存档于2016-03-20）.
5. ↑  .   [2016-03-22]. （原始内容存档于2016-04-10）.
6. ↑  陳俊智. . 聯合新聞. 2014-11-30  [2015-08-06]. （原始内容存档于2015-12-08）.
7. ↑  林湘慈. . MyGoNews. 2015-08-05  [2015-08-06]. （原始内容存档于2017-07-31）.
8. ↑  桃園市政府. 桃園市政府 , 编.  (PDF).   [2015-08-06]. （原始内容 (PDF)存档于2017-07-31）.
9. ↑  桃園市政府. 桃園市政府 , 编. .   [2015-08-06]. （原始内容存档于2015-08-25）.
10. ↑  桃園市政府. . 桃園市政府. 2019-03-06  [2020-02-23].[永久]
11. ↑  .   [2012-10-01]. （原始内容存档于2009-10-11）.
12. ↑  （繁體中文） (PDF). 行政院主計處.   [2010-05-18]. （原始内容 (PDF)存档于2011-06-27）.
13. ↑  .   [2017-08-19]. （原始内容存档于2011-01-03）.
14. ↑   (PDF). 2023-08-31  [2024-09-22]. 原始内容存档于2025-07-12 （英语）.
15. ↑  李麗滿、蔡惠芳. . 中國時報. 2016年5月24日  [2016-06-05]. （原始内容存档于2016-05-30）.
16. ↑  陳景淵. . 聯合報. 2016-05-24  [2016-06-05]. （原始内容存档于2016-05-28）.
17. ↑  
勞委會職訓局[永久]（CSV檔：外勞人數按國籍及性別分[永久]、外勞人數按縣市別分[永久]
18. ↑  .   [2019-04-25]. （原始内容存档于2019-04-25）.
19. ↑  潘英. . 臺北市: 南天書局. 2000年. ISBN 957-638-531-8.
20. ↑  .   [2012-09-17]. （原始内容存档于2010-08-22）.
21. ↑  廢水污染超標30倍
22. ↑  .   [2012-07-22]. （原始内容存档于2014-01-02）.
23. ↑  .   [2020-09-11]. （原始内容存档于2016-03-04）.
24. ↑  .   [2013-01-03]. （原始内容存档于2019-12-30）.
25. ↑  .   [2012-07-11]. （原始内容存档于2014-01-02）.
26. ↑  桃園市的埤塘[永久]
27. ↑  .   [2014-08-24]. （原始内容存档于2014-08-26）.
28. ↑  .   [2012-10-01]. （原始内容存档于2012-09-30）.
29. ↑  . Central Weather Administration.   [29 September 2024]. （原始内容存档于2024-10-07）.
30. ↑  . Atmospheric Science Research and Application Databank.   [29 September 2024]. （原始内容存档于2025-06-10）.
31. ↑  蔡雅芬等. . 南投縣: 農委會特有生物中心. 2005. ISBN 986-00-3526-1.
32. ↑  .   [2014-08-25]. （原始内容存档于2015-04-04）.
33. ↑  . 農委會林務局. 2014-06-18  [2014-11-01]. （原始内容存档于2014-11-01）.
34. ↑  . 農委會林務局. 2014-06-18  [2014-11-01]. （原始内容存档于2012-10-31）.
35. ↑  Liou C.-Y., Yang S.-Y., Chen A.C. 2017. Unprecedented calcareous algal reefs in northern Taiwan merit high conservation priority. Coral Reefs (DOI 10.1007/s00338-017-1619-0)
36. ↑  劉少倫. . 環境資訊中心.   [2017-09-04]. （原始内容存档于2017-09-08）.
37. ↑  湯雅雯. . 中國時報. 2014-04-08  [2014-10-25]. （原始内容存档于2014-10-25）.
38. ↑  .   [2014-08-25]. （原始内容存档于2014-08-26）.
39. ↑  楊明峰. . 中國時報. 2012-07-24  [2013-01-08].[]
40. ↑  李玲玲. . Nownews. 2012-01-06  [2013-01-08]. （原始内容存档于2012-04-17）.
41. ↑  《新修桃園市志 地理志》
42. ↑  .   [2018-12-08]. （原始内容存档于2018-12-09）.
43. ↑   (PDF).   [2020-09-11]. （原始内容存档 (PDF)于2020-03-25）.
44. ↑  .   [2014-08-28]. （原始内容存档于2014-09-03）.
45. 1 2  . 桃園市政府勞動局.   [2024-10-03]. （原始内容存档于2025-07-08） （中文（臺灣））.
46. ↑  .   [2016-04-27]. （原始内容存档于2016-05-31）.
47. ↑  內政部移民署. . 中華民國 內政部移民署 全球資訊網.   [2024-10-03]. （原始内容存档于2021-03-10） （中文（臺灣））.
48. ↑  .   [2016-04-26]. （原始内容存档于2017-09-18）.
49. ↑  .   [2014-08-29]. （原始内容存档于2015-09-24）.
50. ↑  .   [2017-01-05]. （原始内容存档于2017-01-05）.
51. ↑  .   [2017-01-05]. （原始内容存档于2020-07-13）.
52. ↑  .   [2017-01-05]. （原始内容存档于2020-08-06）.
53. ↑  .   [2014-08-30]. （原始内容存档于2014-08-23）.
54. ↑   (PDF).   [2014-08-17]. （原始内容存档 (PDF)于2013-11-26）.
55. ↑  張喬峰（2004），《都市競爭力指標之建構－以臺北市及上海市為例》，逢甲大學建築及都市計畫研究所碩士論文
56. ↑  桃園市整體產業環境現況調查 .2005年
57. ↑  桃園市忠烈祠文史導覽手冊⑤ 桃園開拓軼史 ISBN 978-986-01-0861-3
58. 1 2 3  .   [2014-08-17]. （原始内容存档于2014-07-22）.
59. ↑  自由時報. . 2017-08-12. （原始内容存档于2019-07-12）.
60. ↑  桃園航空城 第三個經濟火車頭[]
61. ↑  自由時報. . 自由時報. 自由時報. 2016-05-23  [2016-05-23]. （原始内容存档于2016-05-23）.
62. ↑  呂雪彗. . 中國時報. 中國時報. 2016年5月23日  [2016-05-23]. （原始内容存档于2016-05-22）.
63. ↑  呂雪彗. . 中國時報. 中國時報. 2016年5月23日  [2016-05-23]. （原始内容存档于2016-05-22）.
64. ↑  桃園市投資服務中心. .   [2016-05-23]. （原始内容存档于2016-05-26）.
65. ↑  管婺媛. . 中國時報. 中國時報. 2015年10月2日  [2016-05-23]. （原始内容存档于2016-06-11）.
66. ↑  林修卉. . 蘋果日報. 蘋果日報. 2015年10月2日  [2016-05-23]. （原始内容存档于2016-01-29）.
67. ↑  James Huang. . 數位時代. 2016-05-19  [2016-05-23]. （原始内容存档于2016-05-23）.
68. ↑  謝武雄. . 自由時報. 自由時報. 2016-03-30  [2017-02-28]. （原始内容存档于2016-06-24）.
69. ↑  .   [2014-09-01]. （原始内容存档于2014-09-27）.
70. ↑  .   [2014-09-01]. （原始内容存档于2014-09-03）.
71. ↑  經濟部水利署 各縣市供水普及率[永久]
72. ↑  .   [2014-09-01]. （原始内容存档于2014-09-03）.
73. ↑  .   [2017-01-12]. （原始内容存档于2017-11-10）.
74. ↑  .   [2014-09-01]. （原始内容存档于2014-08-29）.
75. ↑  .   [2017-01-12]. （原始内容存档于2017-01-13）.
76. ↑  洪惟仁，臺灣語言的分類與分區：理論與方法，2019
77. ↑  洪惟仁，臺灣語言地圖集，2019
78. ↑  .   [2012-10-03]. （原始内容存档于2012-06-03）.
79. ↑  .   [2012-10-03]. （原始内容存档于2012-06-03）.
80. ↑  .   [2012-09-26]. （原始内容存档于2014-08-22）.
81. ↑  .   [2015-04-28]. （原始内容存档于2015-01-16）.
82. ↑  .   [2015-04-28]. （原始内容存档于2015-07-13）.
83. 1 2 3  大有國民小學學生專題研究報告 我的故鄉──桃園. 李宜庭
84. 1 2 3  顏毓瑩. . 民報. 2015-07-03  [2018-12-11]. （原始内容存档于2018-12-22）.
85. ↑  文青復古風來襲！2018桃園眷村文化節 穿越時空回味老眷村 （页面存档备份，存于） .2018-10-11 聯合新聞網
86. ↑  桃園市政文化局. . 中央通訊社. 2010-02-11  [2018-10-18]. （原始内容存档于2019-02-20）.
87. ↑  呂筱蟬. . 中時報. 2018-07-16  [2018-10-18]. （原始内容存档于2019-02-20）.
88. ↑  .   [2019-07-10]. （原始内容存档于2019-07-10）.
89. ↑  李容萍. . 自由時報. 2014-07-14  [2018-12-11]. （原始内容存档于2018-12-22）.
90. ↑  國民政府遷台後蓋的第一座眷村，你知道在哪裡嗎？ （页面存档备份，存于） .The News Lens 關鍵評論網 2015年2月16日 張哲生著
91. ↑  .   [2013-12-15]. （原始内容存档于2013-12-15）.
92. ↑  .   [2013-12-15]. （原始内容存档于2013-12-29）.
93. ↑  .   [2016-12-22]. （原始内容存档于2016-12-22）.
94. 1 2   (PDF).   [2014-08-25]. （原始内容存档 (PDF)于2014-08-26）.
95. ↑  .   [2015-04-28]. （原始内容存档于2016-03-04）.
96. ↑  鄭景雯. . 中央社. 2016-05-10  [2017-05-04]. （原始内容存档于2017-05-04）.
97. ↑  邱奕統、林近. . 自由時報. 2014-08-25  [2016-06-28]. （原始内容存档于2017-04-29）.
98. ↑  .   [2014-08-25]. （原始内容存档于2014-08-26）.
99. ↑  .   [2014-10-28]. （原始内容存档于2014-11-08）.
100. ↑  臺灣文學館出版《2007 臺灣文學年鑑》的「文學社團」名錄。
101. ↑  臺灣文學館出版《2007 臺灣文學年鑑》的「文學活動相關基金會」名錄。
102. ↑  黃恆秋等人/著，《臺灣客家族群史：學藝篇》的「附錄：當代客籍文學家及其作品」，南投市：臺灣文獻館，2004年初版。
103. ↑  臺灣文學館，「2007臺灣作家作品名錄」搜尋系統。
104. ↑  .   [2014-08-24]. （原始内容存档于2014-08-26）.
105. ↑  .   [2014-08-24]. （原始内容存档于2014-09-28）.
106. ↑  .   [2014-08-25]. （原始内容存档于2014-08-26）.
107. ↑  潘罡. . 兩岸文創傳媒 (台灣文化創意產業聯盟協會). 2014年8月  [2014年8月6日]. （原始内容存档于2014年8月13日）.
108. ↑  .   [2014-08-25]. （原始内容存档于2014-12-30）.
109. ↑  .   [2014-08-25]. （原始内容存档于2014-09-04）.
110. 1 2  .   [2014-09-07]. （原始内容存档于2014-09-07）.
111. ↑  .   [2014-09-07]. （原始内容存档于2014-02-06）.
112. ↑  .   [2014-09-07]. （原始内容存档于2014-09-10）.
113. ↑  .   [2016-04-16]. （原始内容存档于2016-04-26）.
114. ↑  .   [2016-12-22]. （原始内容存档于2016-12-22）.
115. ↑  .   [2013-08-21]. （原始内容存档于2014-02-17）.
116. ↑  .   [2016-12-22]. （原始内容存档于2016-12-22）.
117. ↑  .   [2014-08-28]. （原始内容存档于2014-08-01）.
118. ↑  .   [2014-09-16]. （原始内容存档于2014-09-04）.
119. ↑  台灣各地運動社團| 臺灣i 運動資訊平台-桃園市[永久]
120. ↑  .   [2016-06-24]. （原始内容存档于2017-06-23）.
121. ↑  .   [2014-08-27]. （原始内容存档于2014-10-18）.
122. ↑  .   [2019-06-04]. （原始内容存档于2021-09-22）.
123. ↑  .   [2018-06-07]. （原始内容存档于2018-06-12）.
124. ↑  .   [2018-06-07]. （原始内容存档于2018-06-12）.
125. ↑  .   [2017-05-08]. （原始内容存档于2017-05-08）.
126. ↑  .   [2017-06-07]. （原始内容存档于2017-06-07）.
127. ↑  .   [2019-06-04]. （原始内容存档于2021-08-23）.
128. ↑  桃園市政府. . www.tycg.gov.tw. 2016-10-24  [2016-12-31]. （原始内容存档于2016-11-06）.
129. ↑  .   [2023-02-14]. （原始内容存档于2023-02-14）.
130. ↑  .   [2013-12-20]. （原始内容存档于2017-10-06）.
131. ↑  .   [2014-11-21]. （原始内容存档于2014-11-29）.
132. ↑  .   [2016-06-13]. （原始内容存档于2016-06-16）.
133. ↑   (PDF).   [2014-09-02]. （原始内容存档 (PDF)于2014-09-11）.
134. ↑  .   [2018-01-08]. （原始内容存档于2018-01-08）.
135. ↑  .   [2008-02-07]. （原始内容存档于2008-11-21）.
136. ↑  .   [2015-06-03]. （原始内容存档于2015-05-09）.
137. ↑  .   [2017-07-03]. （原始内容存档于2017-11-10）.
138. ↑  .   [2017-07-03]. （原始内容存档于2017-11-10）.
139. ↑  .   [2016-01-04]. （原始内容存档于2016-01-05）.
140. ↑  .   [2016-01-04]. （原始内容存档于2016-01-05）.
141. ↑  網紅「全台最美圖書館」 建築師盼市府這麼做…[永久]
142. ↑  .   [2017-12-25]. （原始内容存档于2017-10-15）.
143. ↑  . ETtoday旅遊雲. 2018-11-08  [2021-08-04]. （原始内容存档于2018-11-11）.
144. ↑  彭慧婉. . 台灣好報. 2022年12月17日  [2022-12-17]. （原始内容存档于2023-04-18）.
145. ↑  .   [2011-06-21]. （原始内容存档于2015-07-17）.
146. ↑  .   [2014-08-27]. （原始内容存档于2014-10-18）.
147. ↑  .   [2016-04-26]. （原始内容存档于2016-04-26）.
148. ↑  .   [2016-12-21]. （原始内容存档于2016-12-22）.
149. ↑  .   [2014-09-03]. （原始内容存档于2014-09-13）.
150. ↑  .   [2014-09-01]. （原始内容存档于2014-12-22）.
151. ↑  .   [2016-04-30]. （原始内容存档于2021-01-12）.
152. ↑  桃園也要有國家級風景區 鄭文燦爭取 （页面存档备份，存于） 2019-04-03
153. ↑  .   [2016-04-26]. （原始内容存档于2016-04-26）.
154. ↑  https://nchdb.boch.gov.tw/ （页面存档备份，存于） nchdb.boch.gov.tw 國家文化資產
155. ↑  .   [2014-08-31]. （原始内容存档于2014-09-03）.
156. ↑  .   [2014-09-01]. （原始内容存档于2014-12-22）.
157. ↑  .   [2014-11-27]. （原始内容存档于2014-12-05）.
158. ↑  徐乃義. . 大紀元時報. 2010-12-10  [2020-11-03]. （原始内容存档于2021-02-01）.
159. ↑  .   [2016-04-26]. （原始内容存档于2016-05-30）.
160. ↑  .   [2014-09-02]. （原始内容存档于2016-03-04）.
161. ↑  .   [2016-12-22]. （原始内容存档于2016-12-22）.
162. ↑  .   [2014-09-01]. （原始内容存档于2012-11-16）.
163. ↑  .   [2016-12-22]. （原始内容存档于2016-12-22）.
164. ↑  .   [2012-09-26]. （原始内容存档于2012-09-30）.
165. ↑   (PDF).   [2014-08-28]. （原始内容 (PDF)存档于2017-07-31）.

## 外部連結
- 桃園市政府（页面存档备份，存于）（繁體中文）（英文）
- 桃園事的Facebook專頁
- YouTube上的桃園事頻道
- 桃園市公車動態資訊系統（页面存档备份，存于）（繁體中文）（英文）
- YouTube上的桃園市政府客家事務局頻道
- YouTube上的桃園市政府社會局頻道
- YouTube上的桃園智慧旅遊雲 Taoyuan Travel頻道
- YouTube上的桃園市政府教育局國中教育科官方帳號頻道

24°59′28.6″N 121°18′51.58″E / 24.991278°N 121.3143278°E